# Biserica Sfântul Nicolae din Odorheiu Secuiesc
Biserica romano-catolică „Sfântul Nicolae” este un monument istoric aflat pe teritoriul municipiului Odorheiu Secuiesc. Biserica și actuala casă parohială au fost construite de iezuiți în secolele XVII-XVIII.

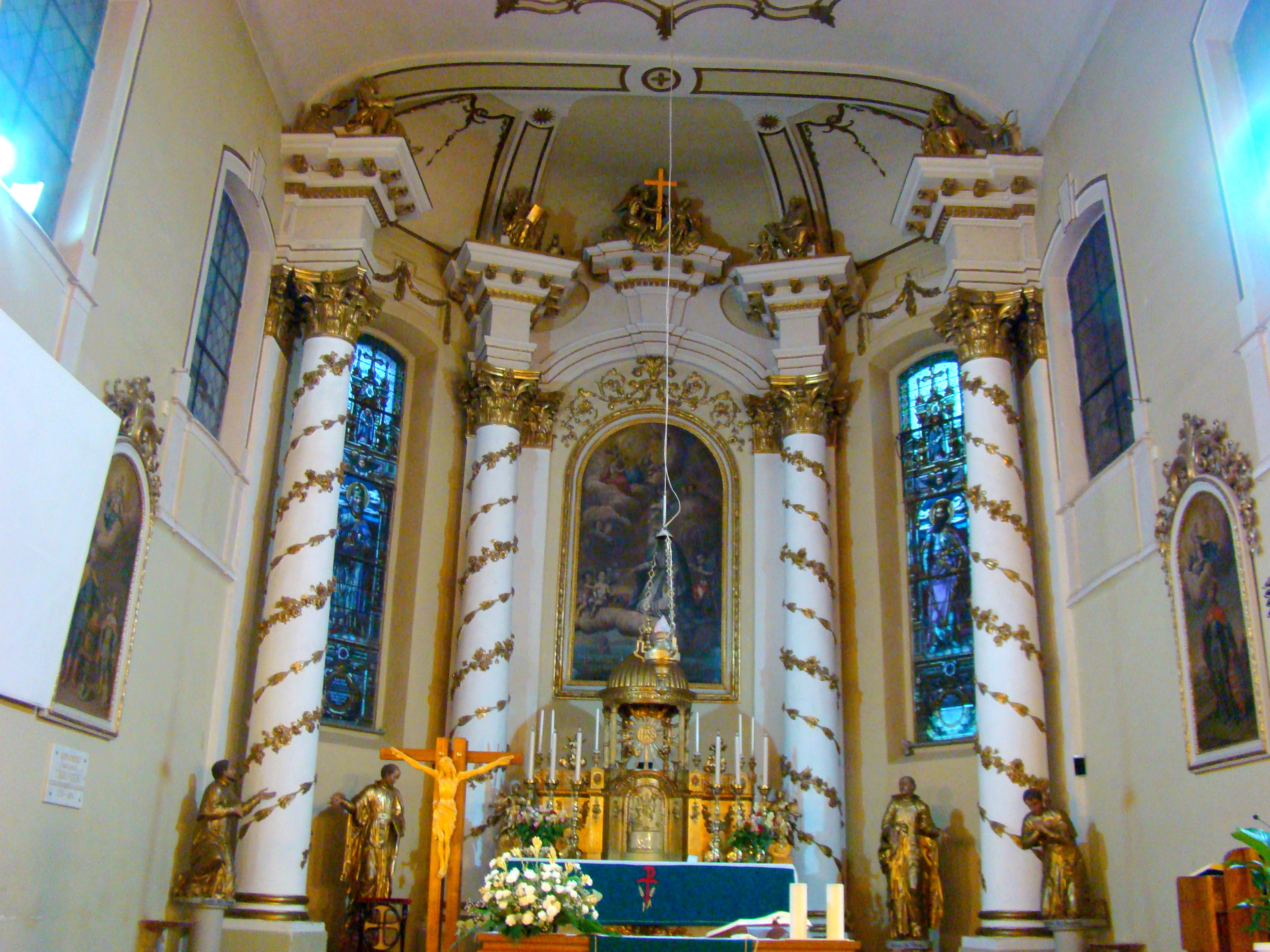
Altarul principal

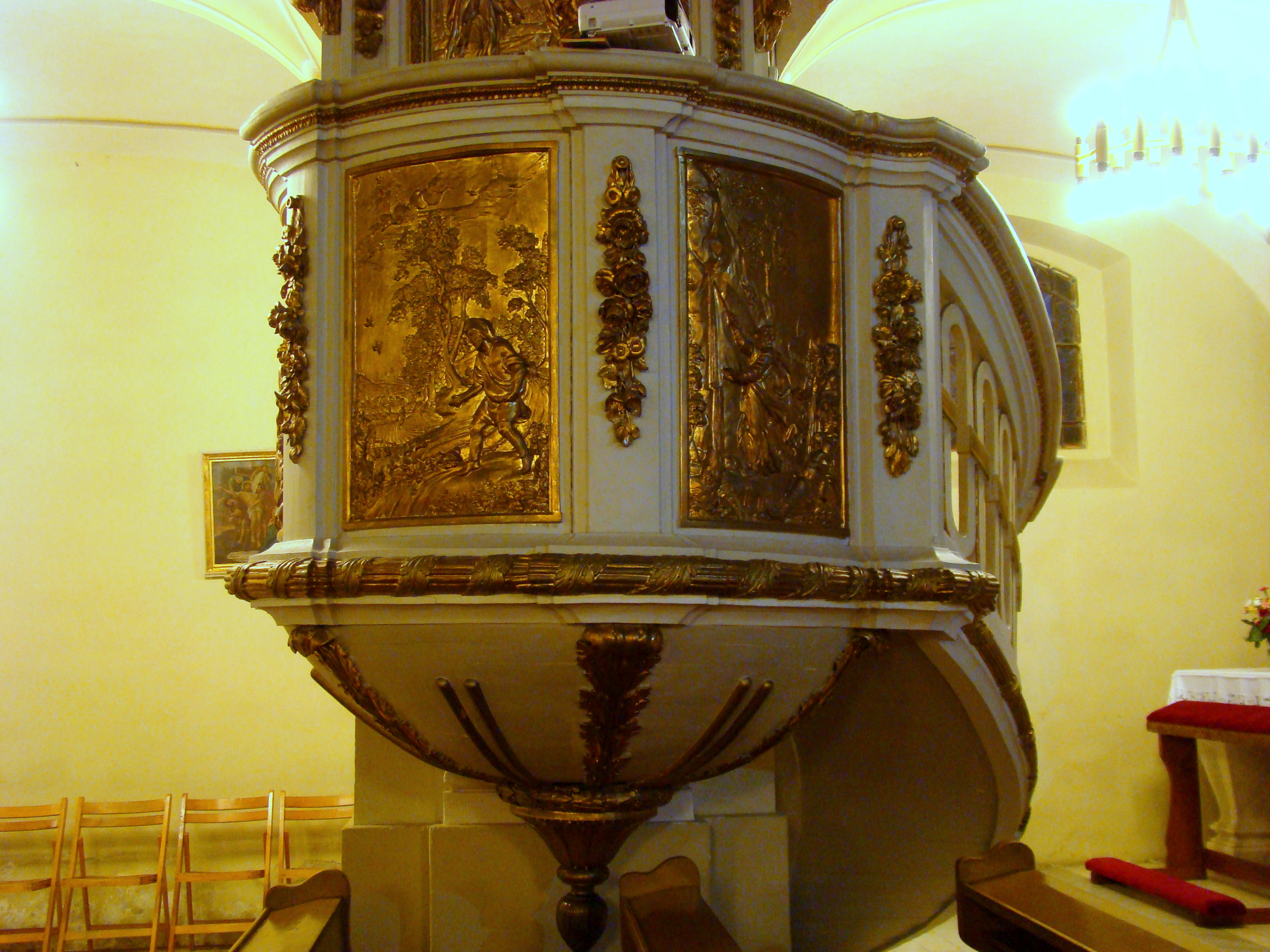
Amvonul

## Localizare
Ansamblul arhitectonic este format din următoarele monumente:
- Biserica romano-catolică (cod LMI HR-II-m-A-12898.01)
- Casa parohială (cod LMI HR-II-m-A-12898.02)

Lângă cele două edificii se află Liceul Teoretic „Tamási Áron” (fostul liceu romano-catolic), clasificat de asemenea ca monument istoric.

## Imagini din interior

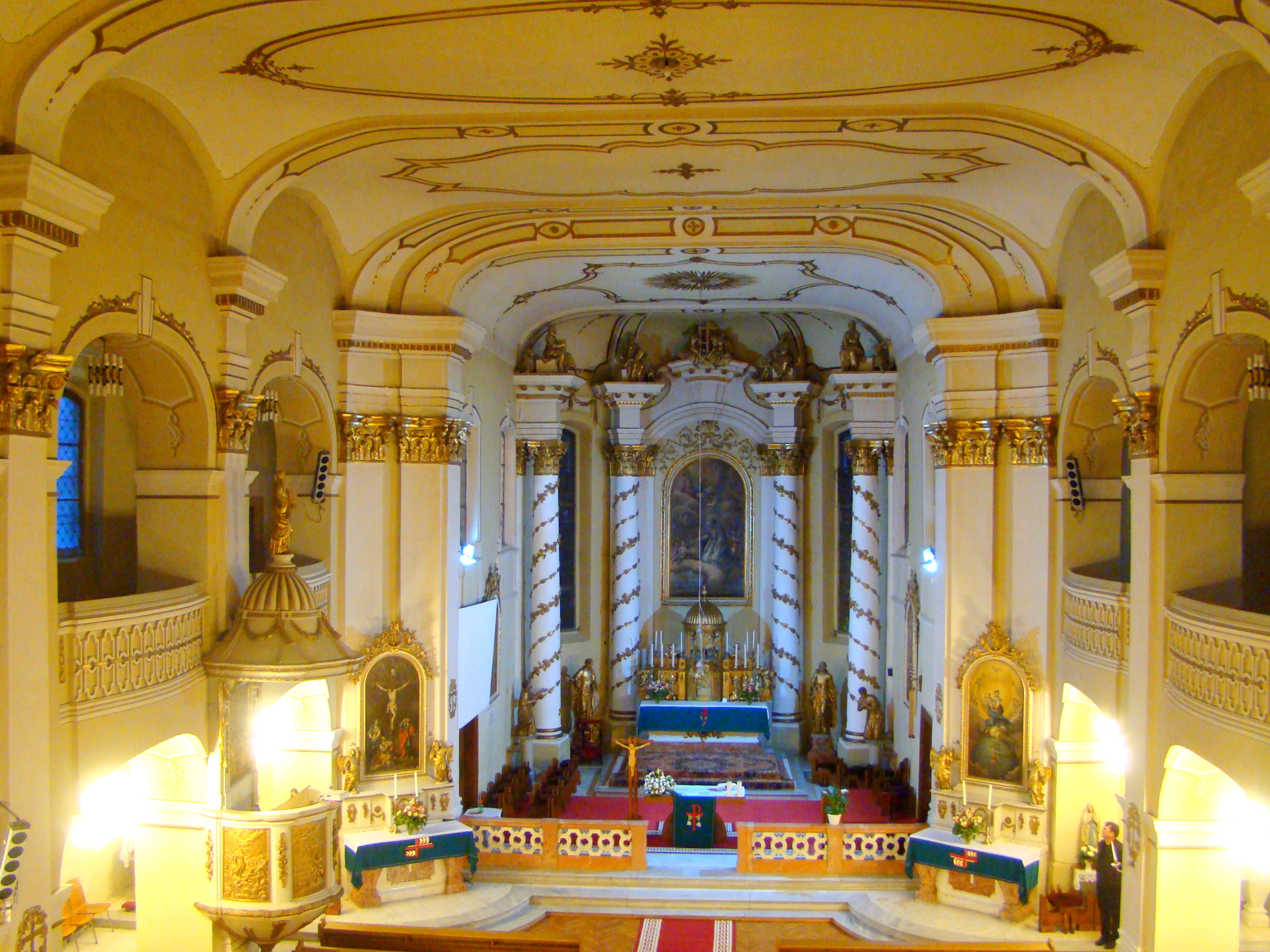
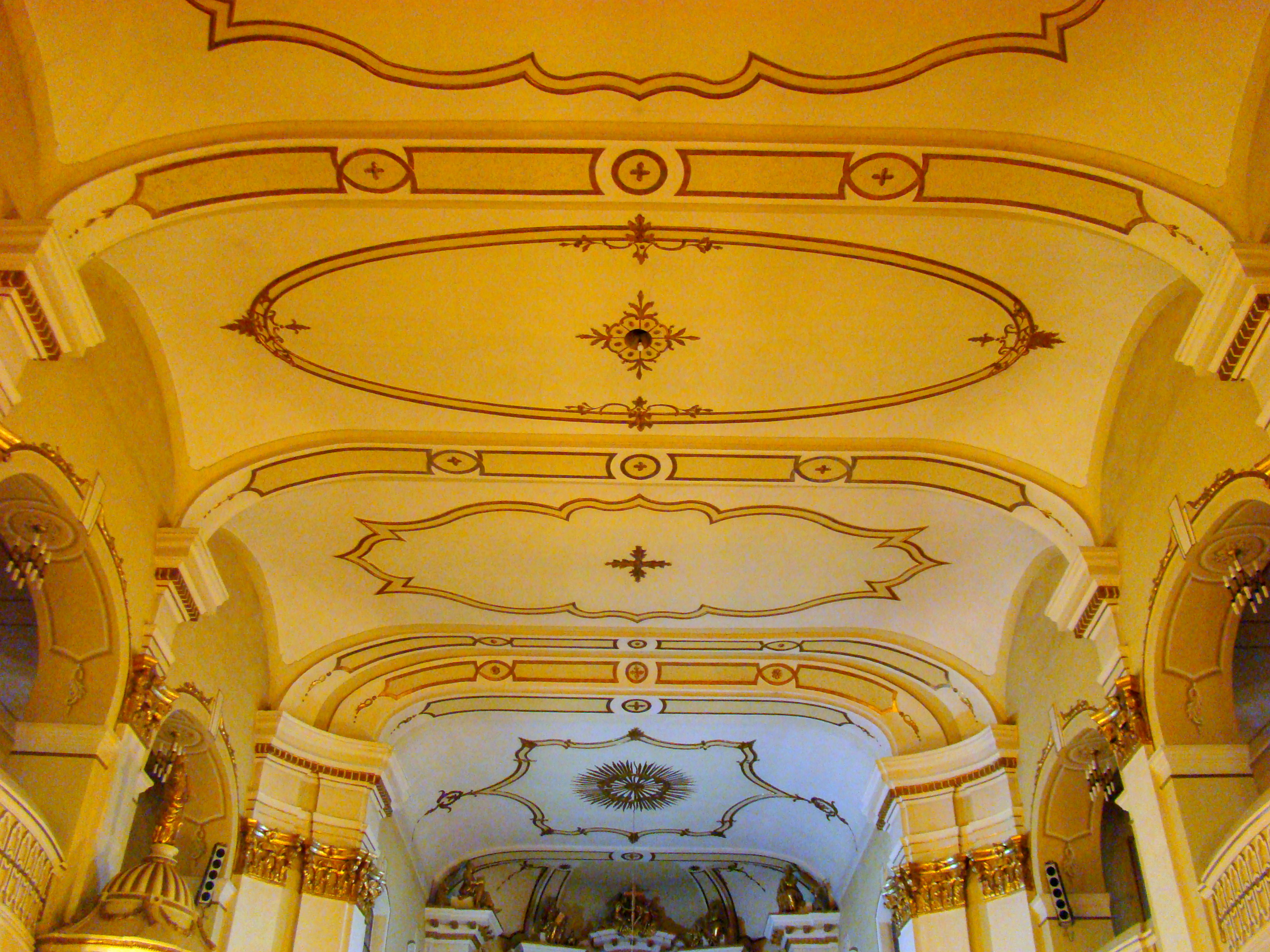
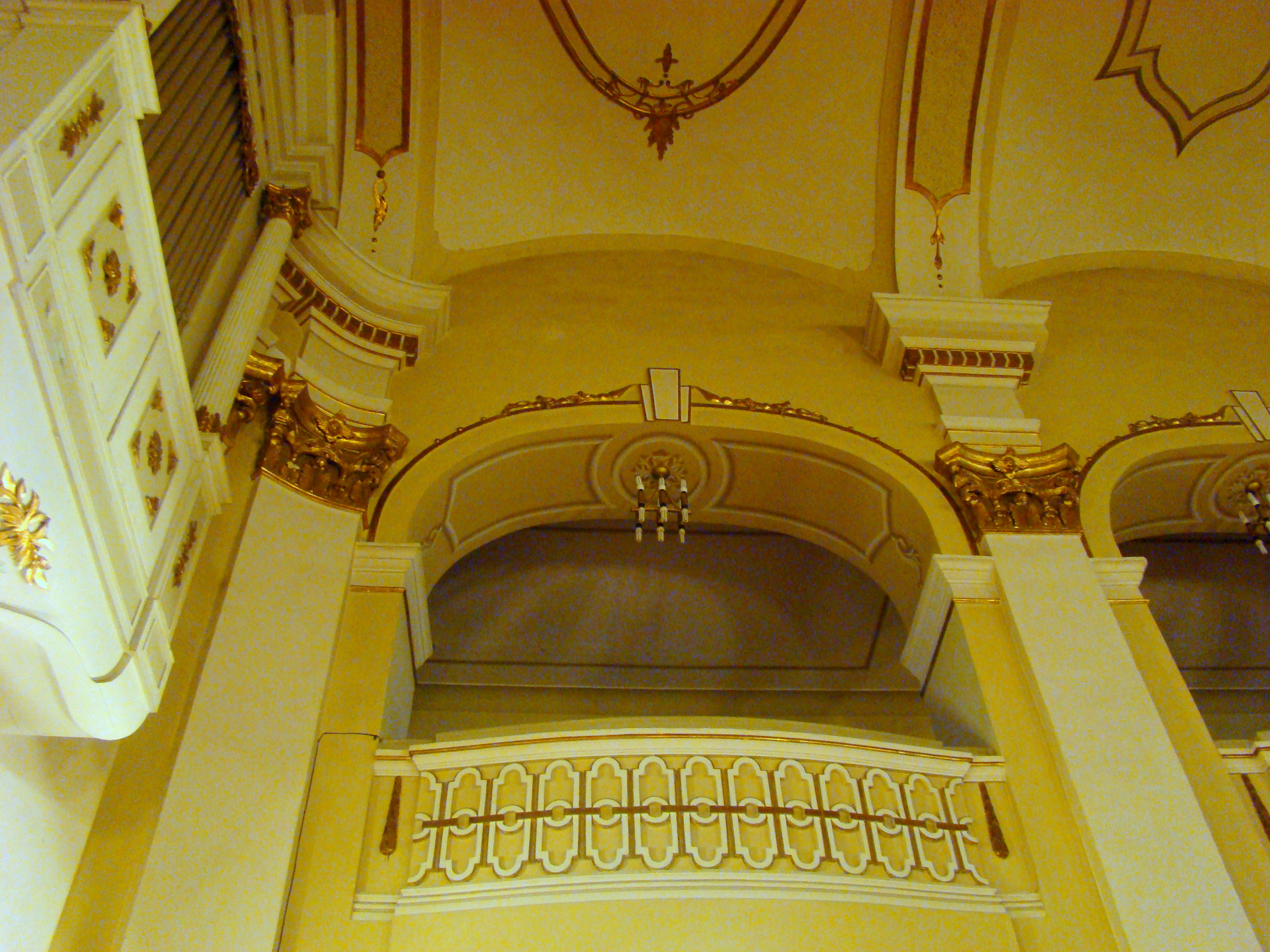
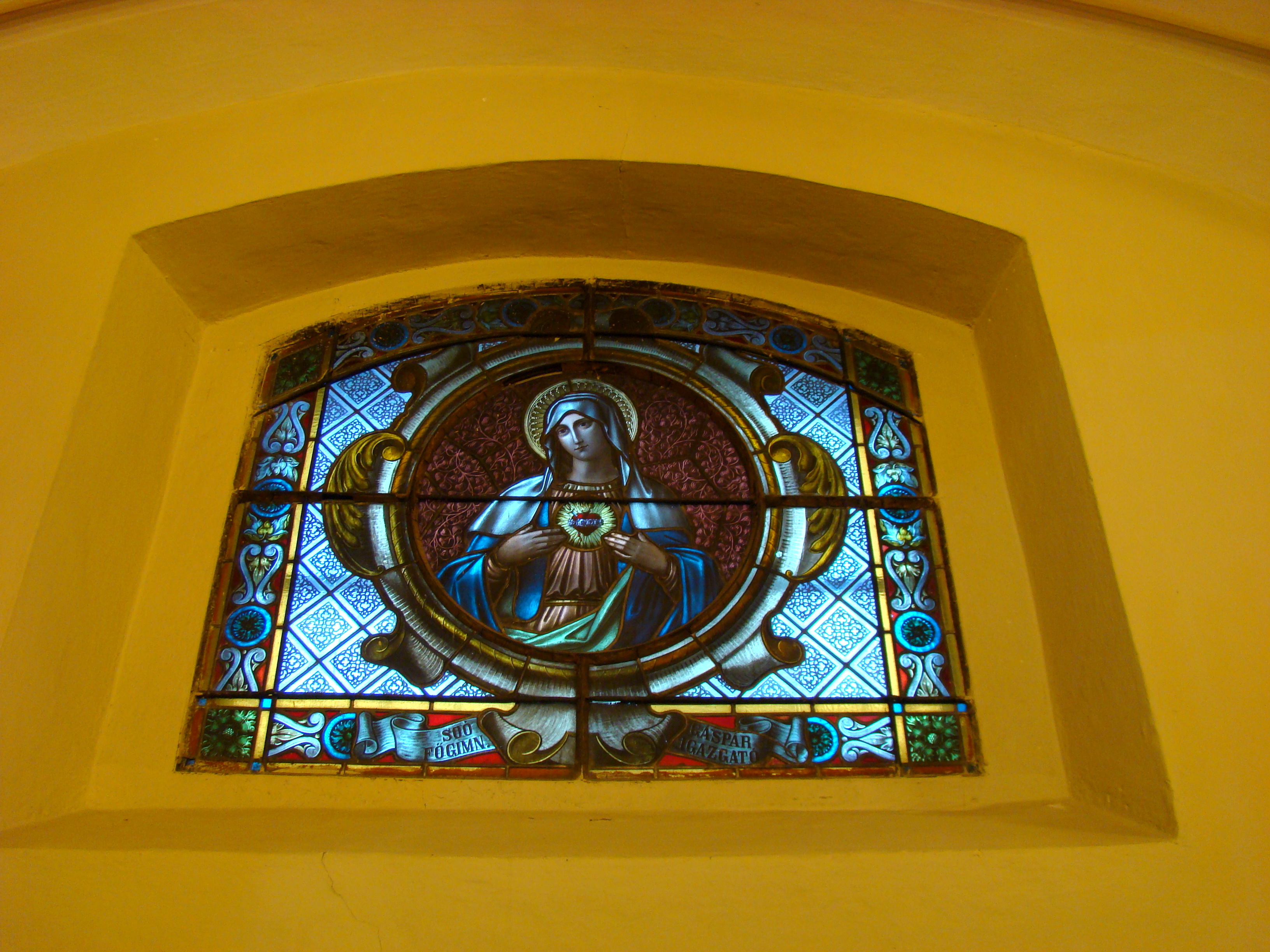
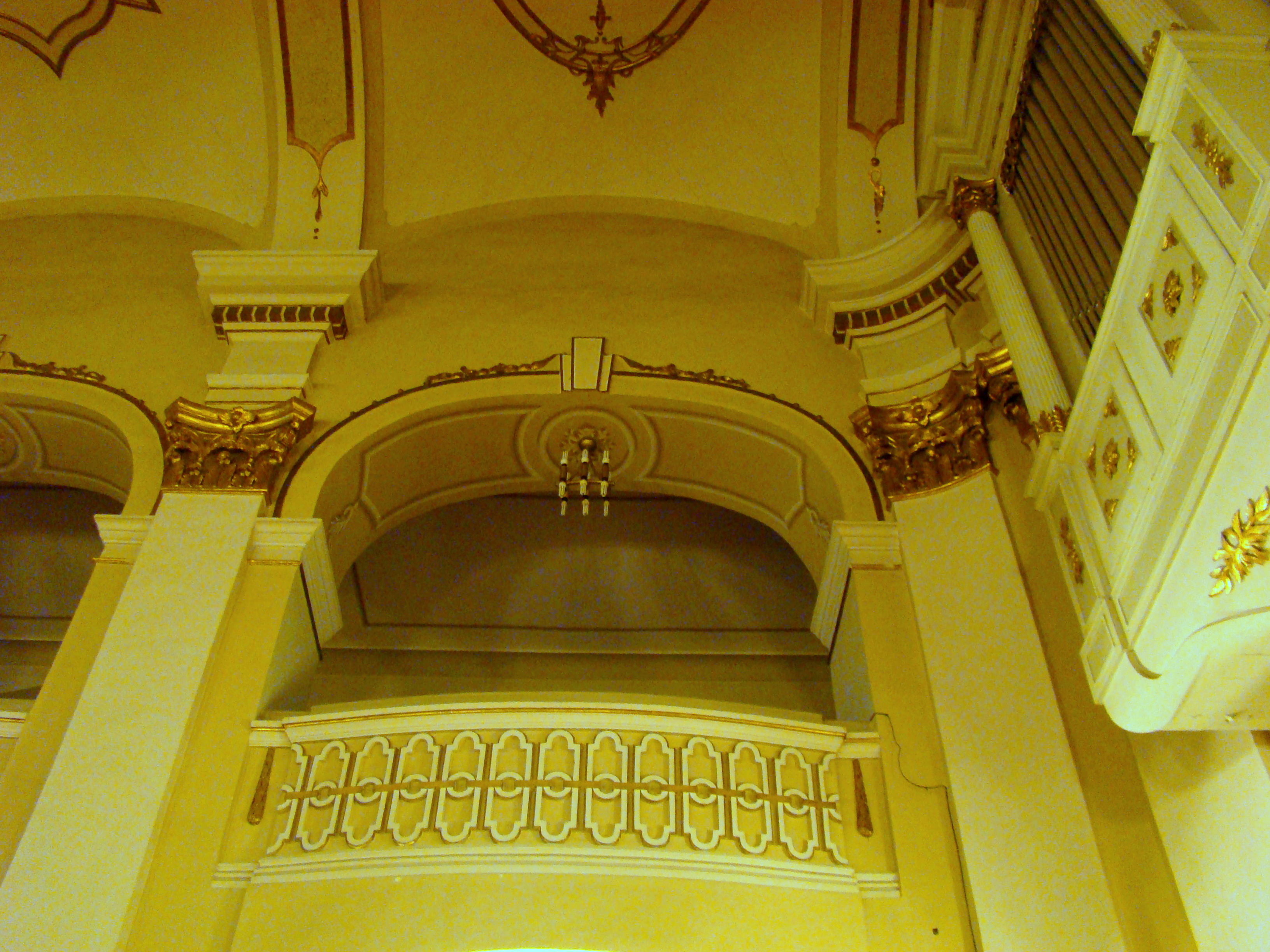
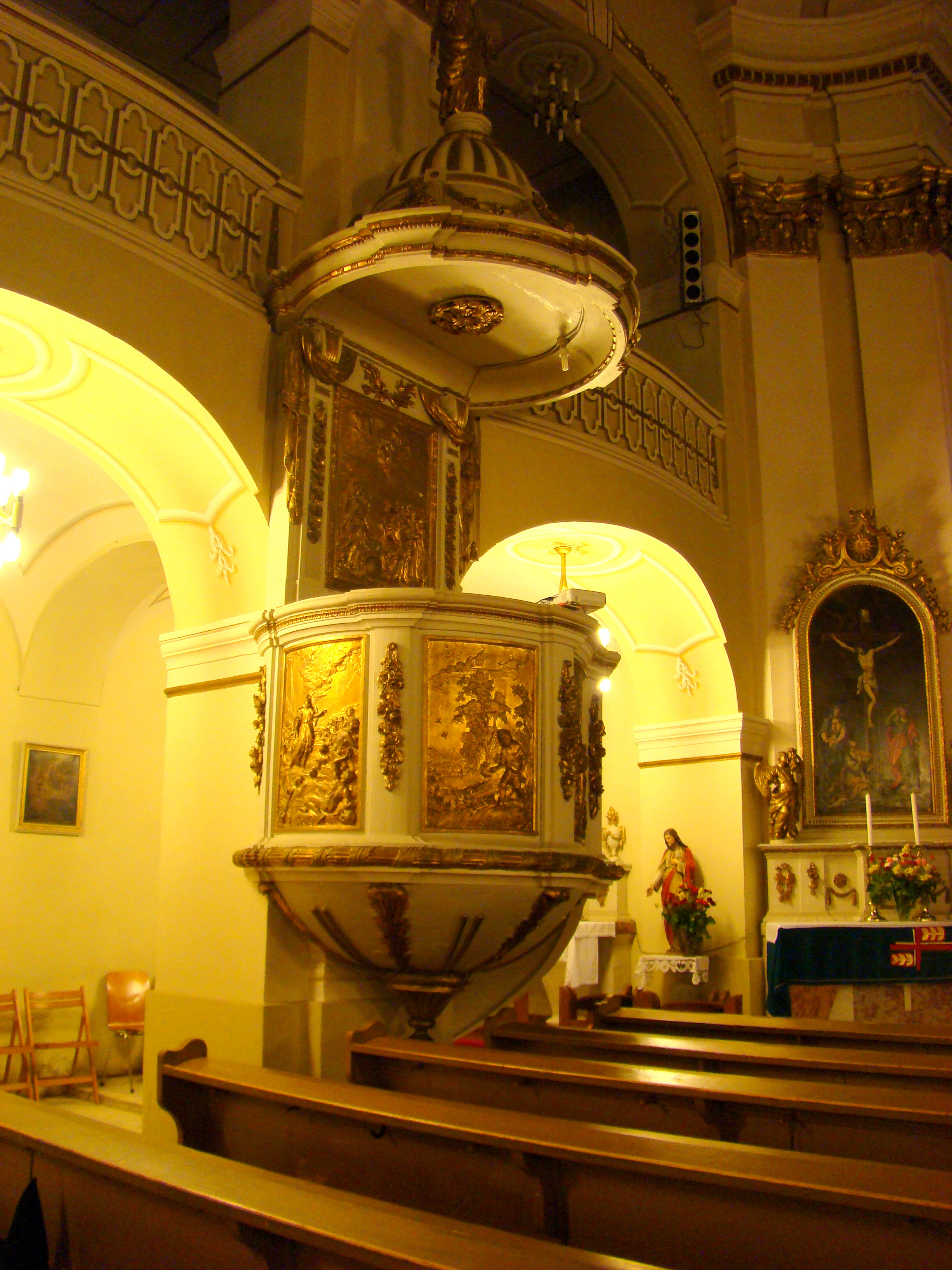
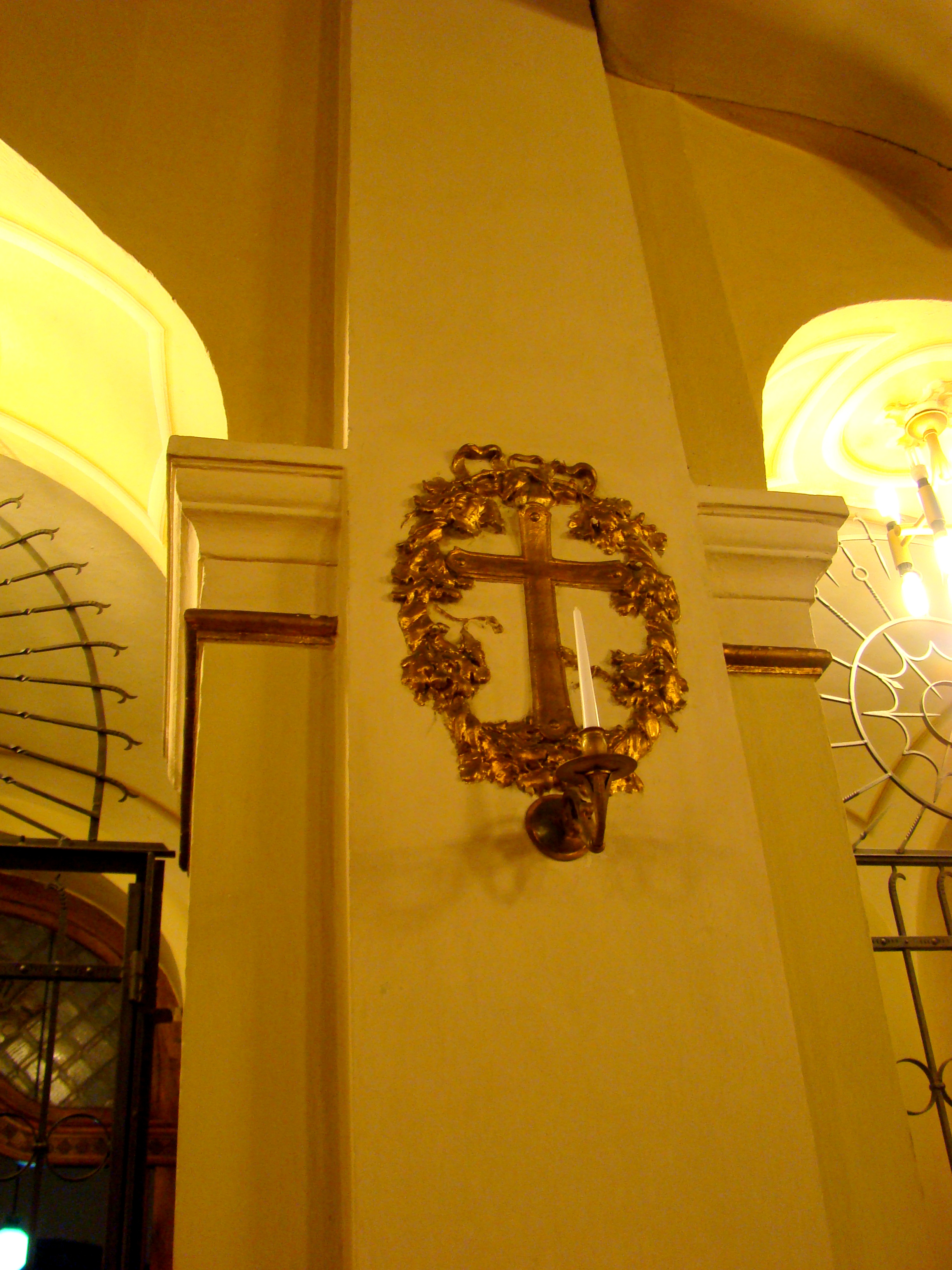
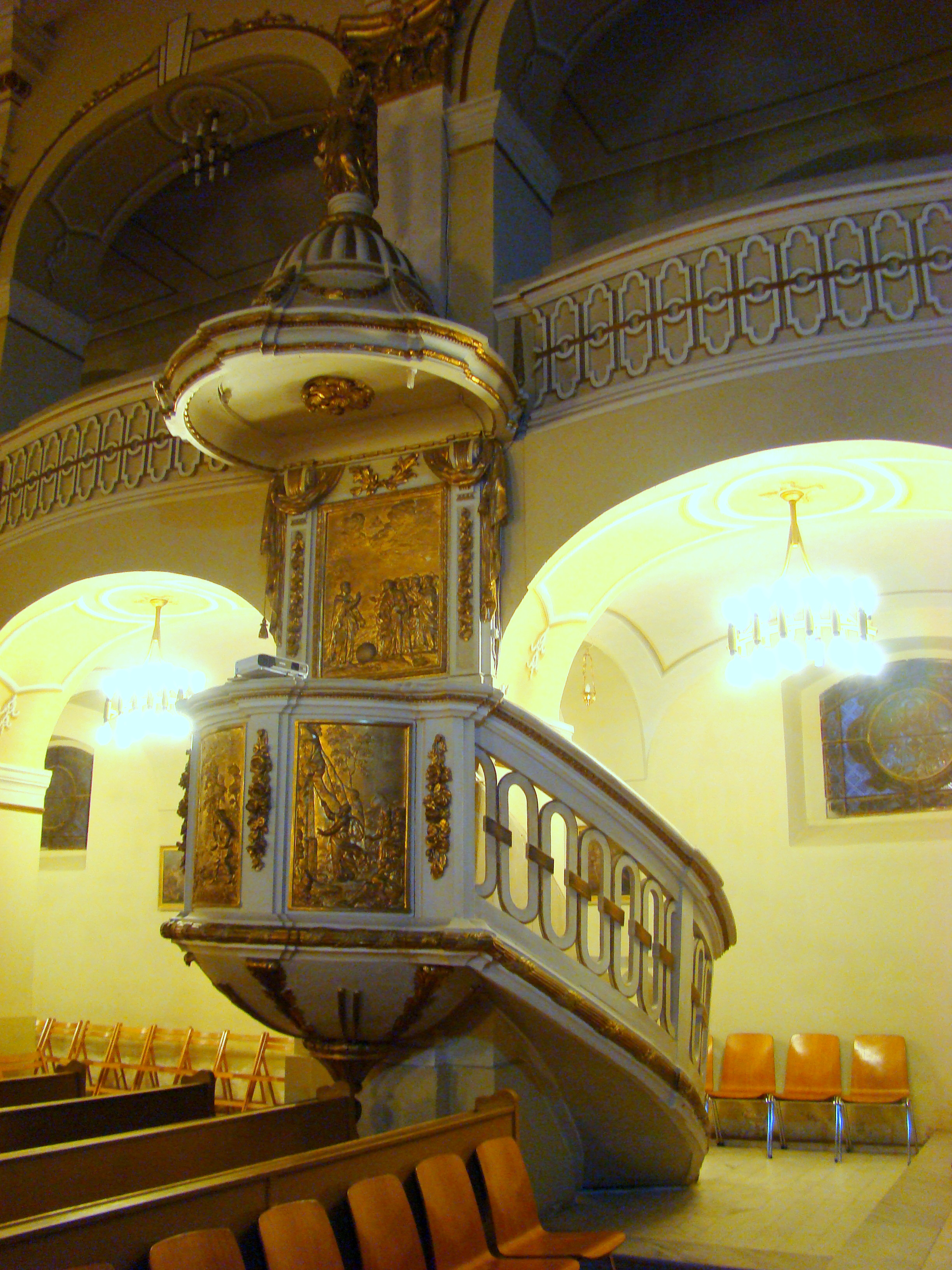
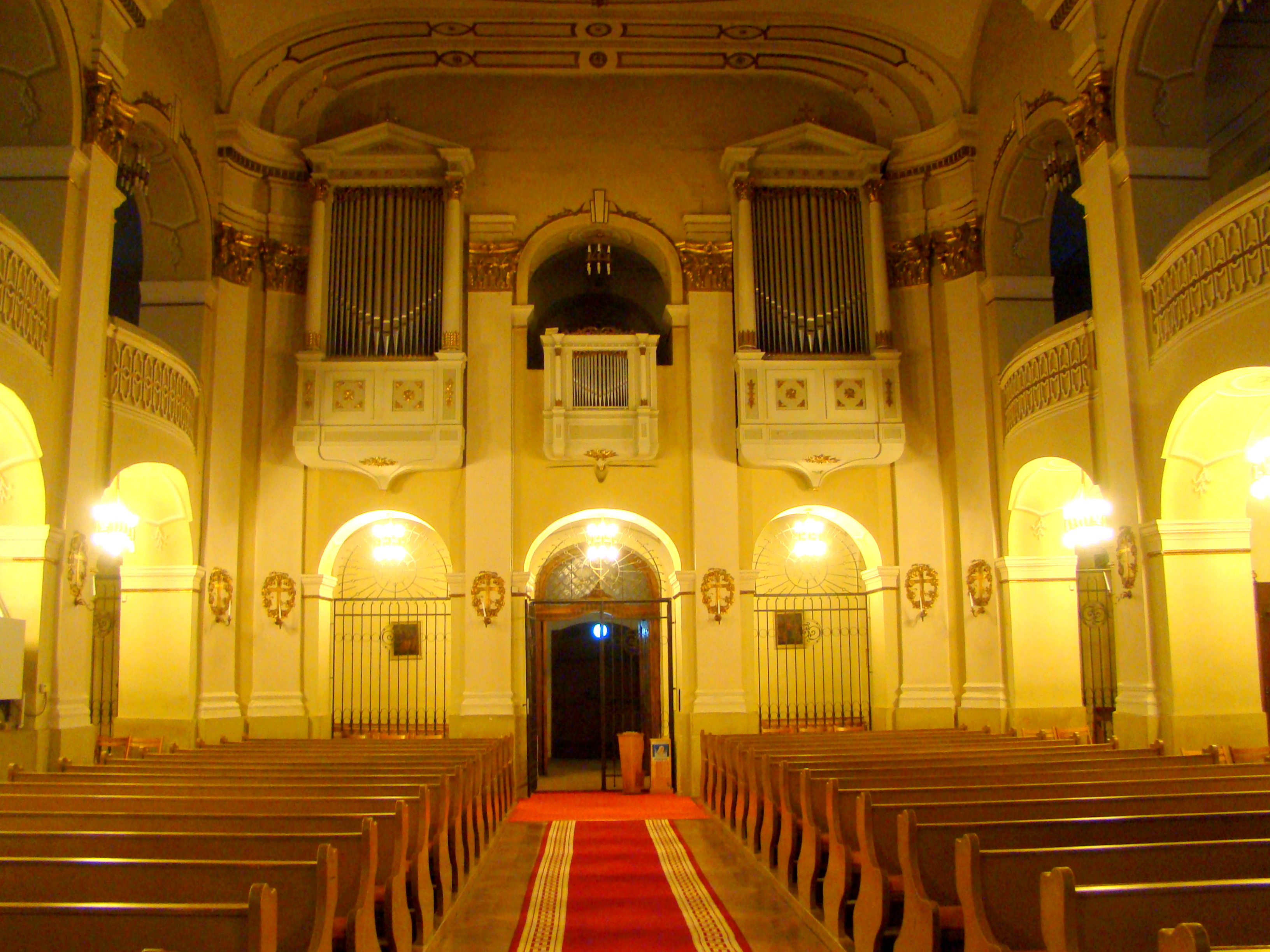
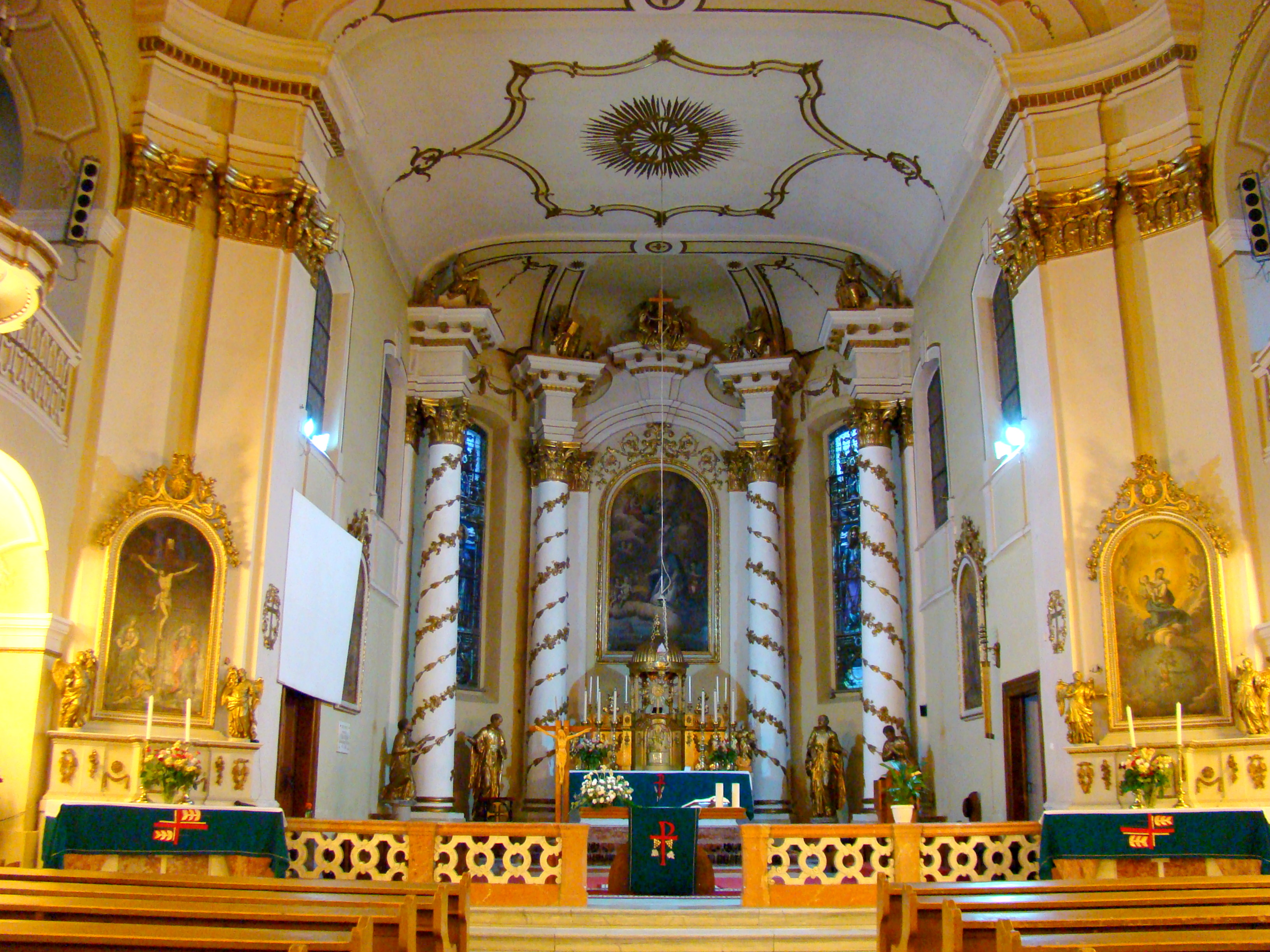
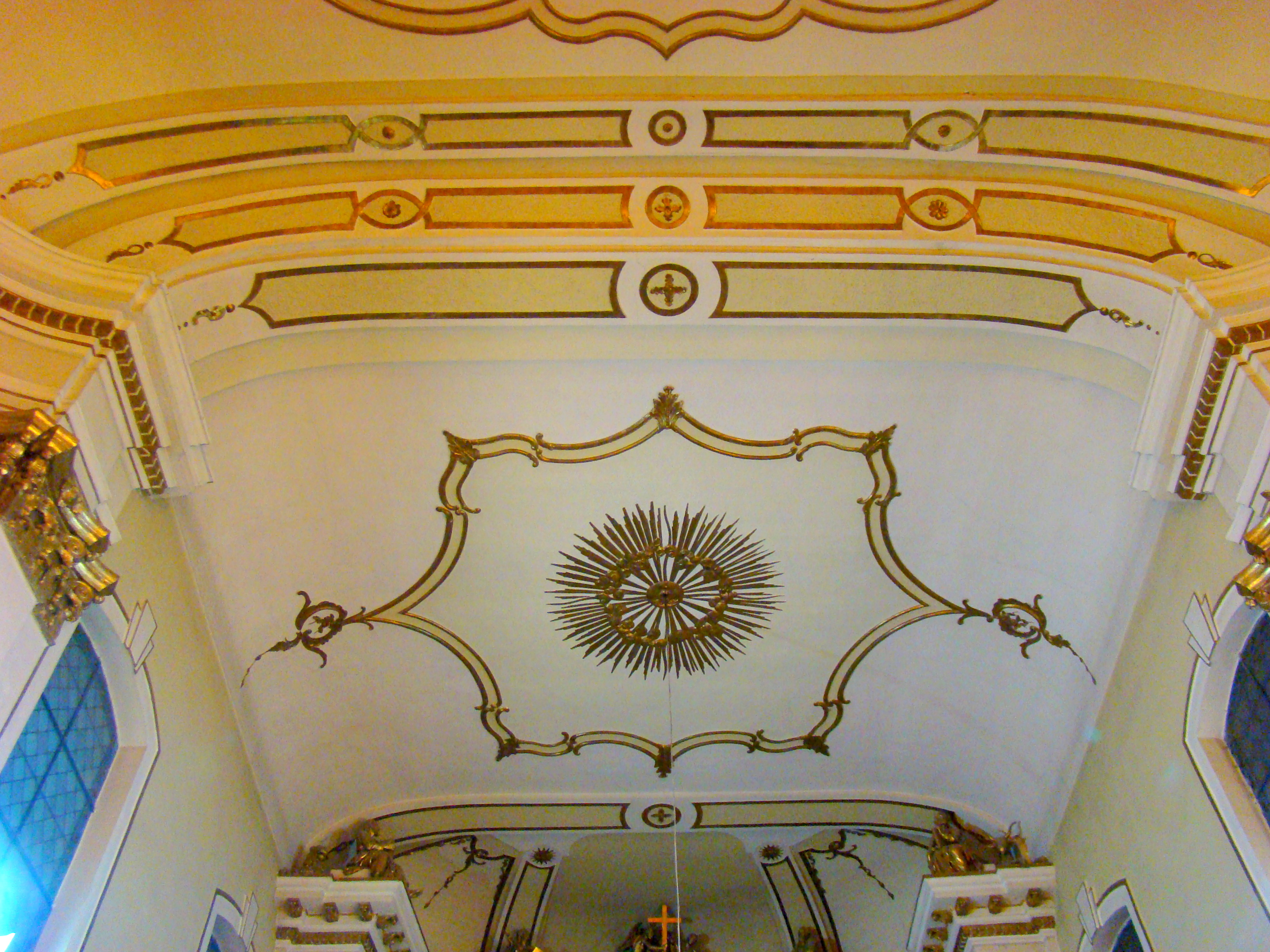
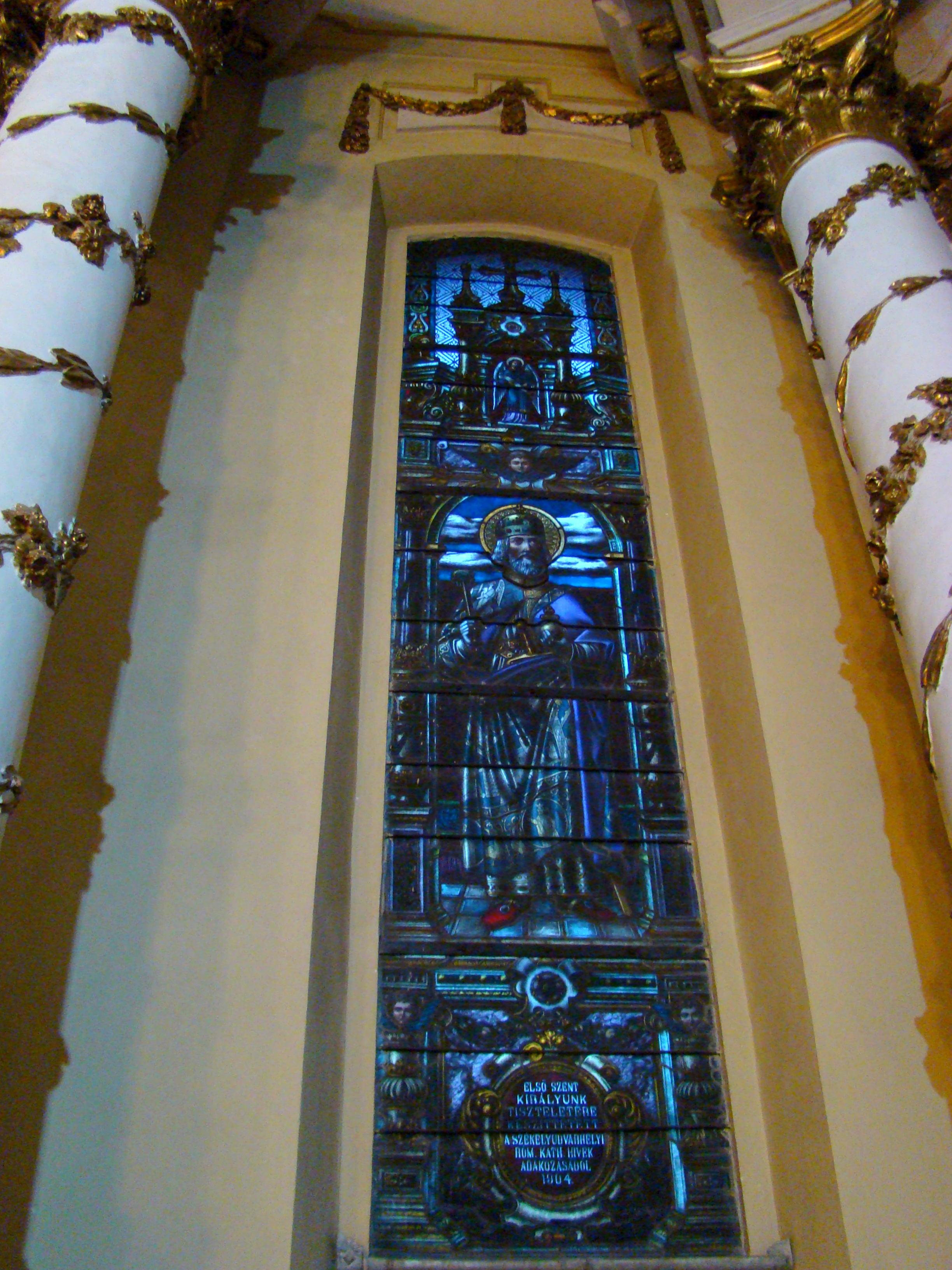
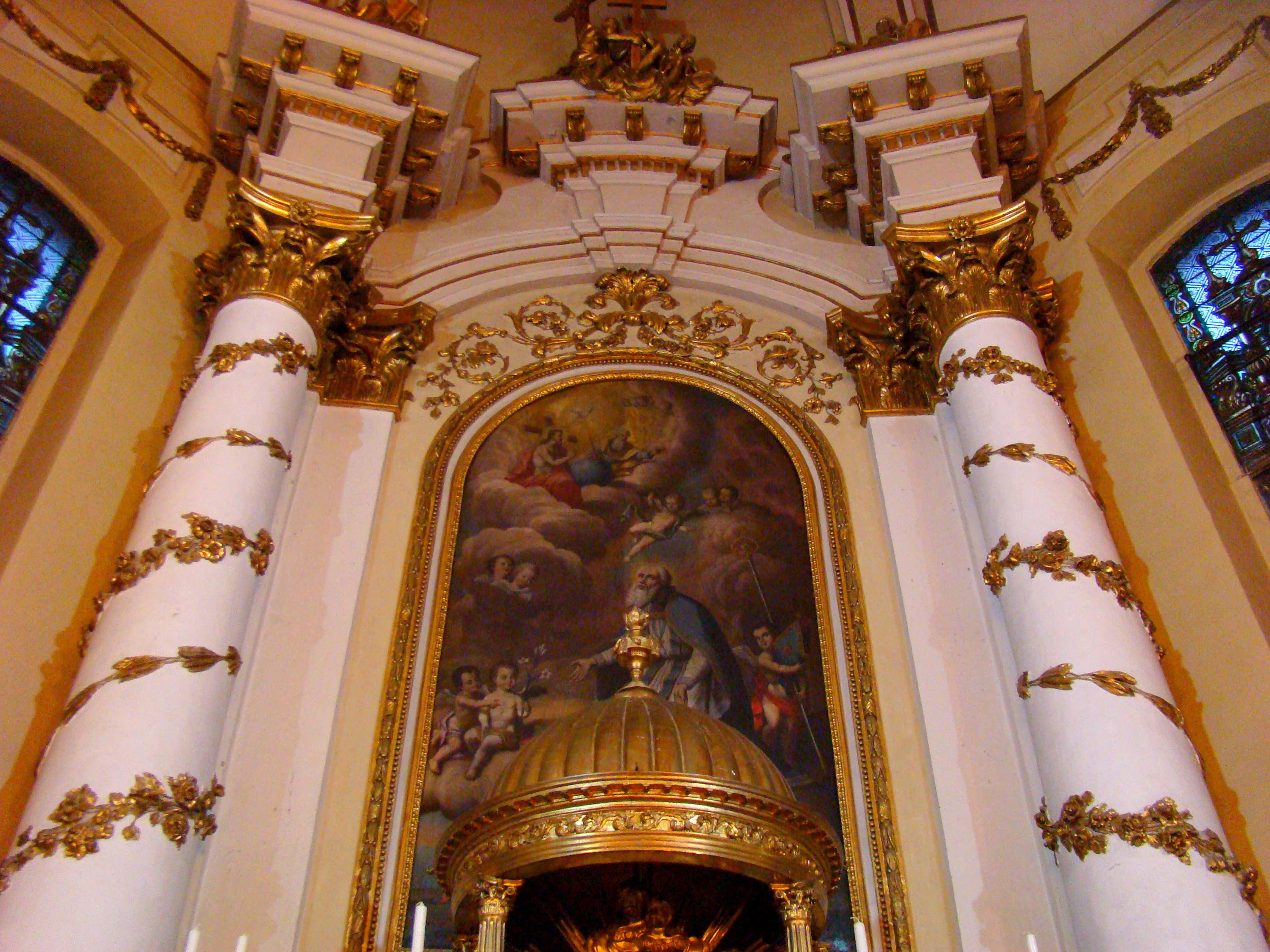
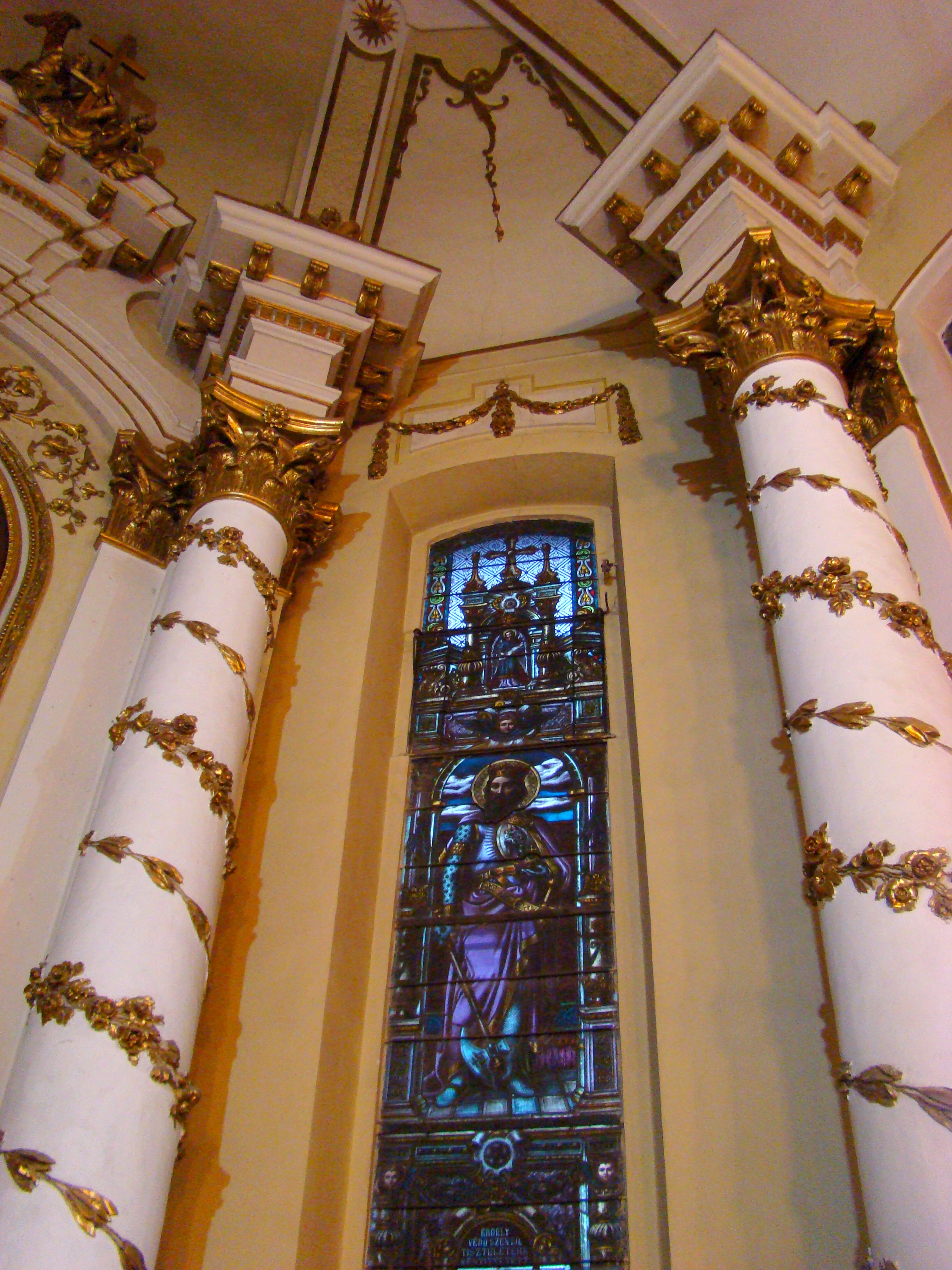
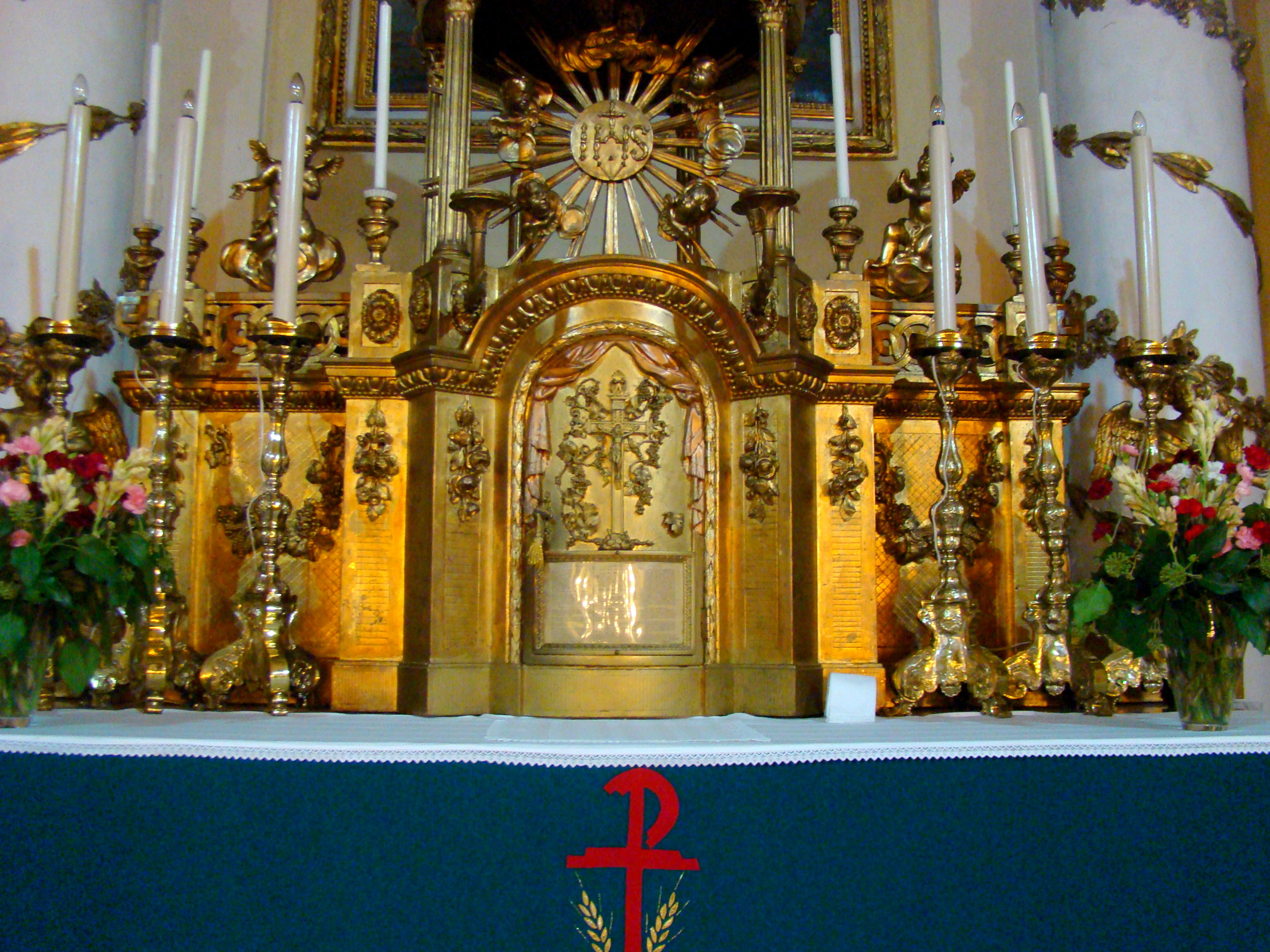
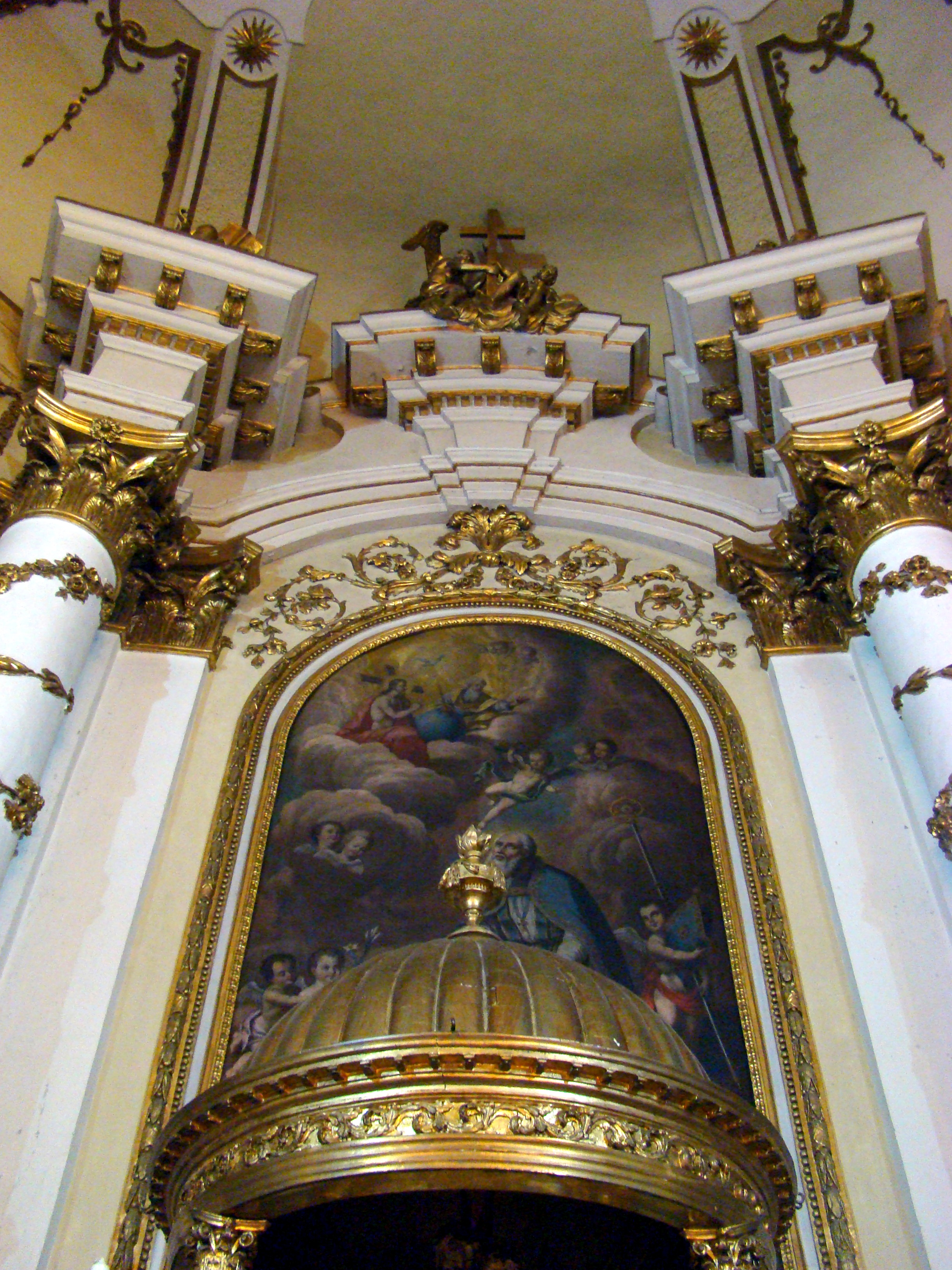
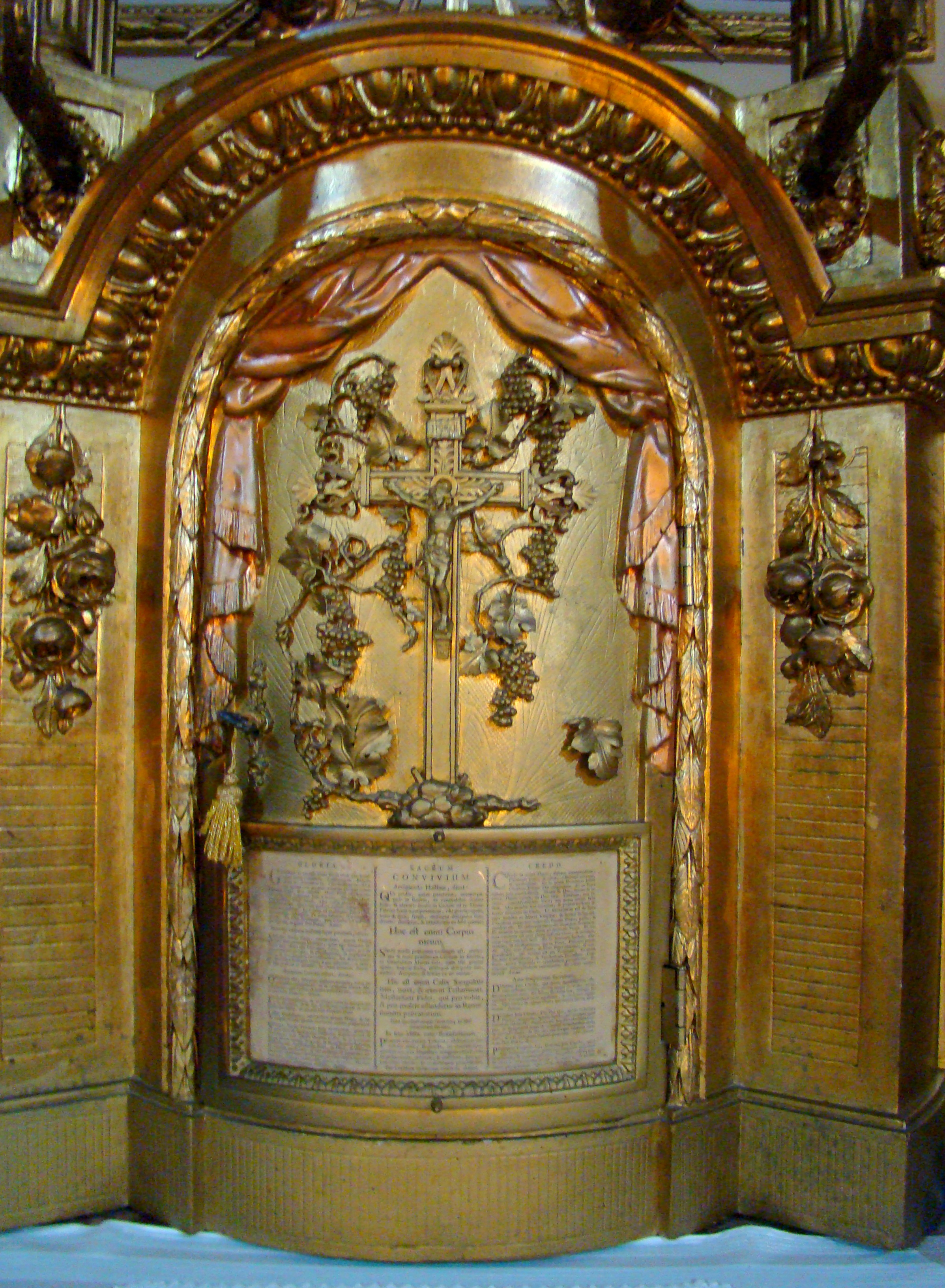
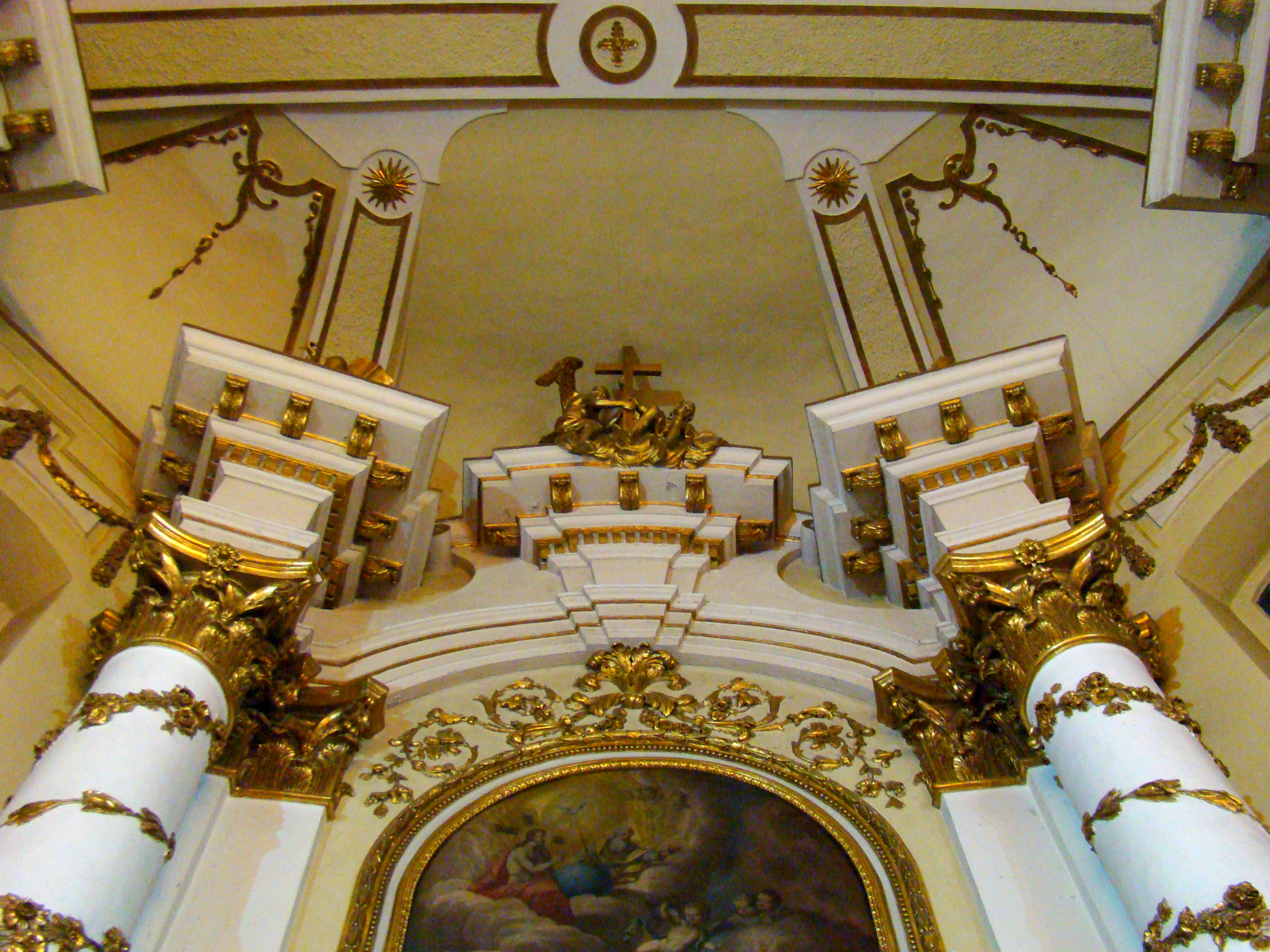
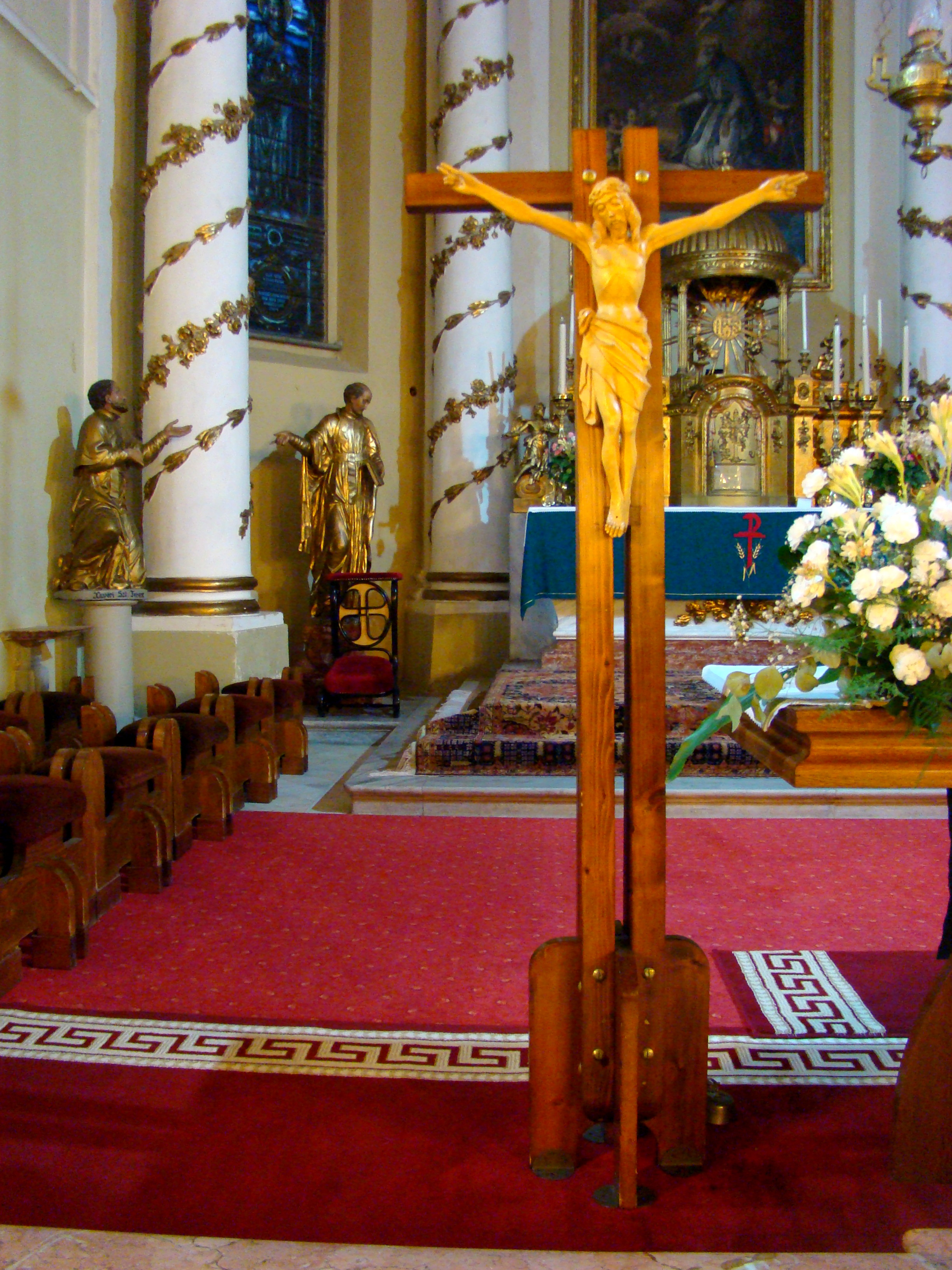
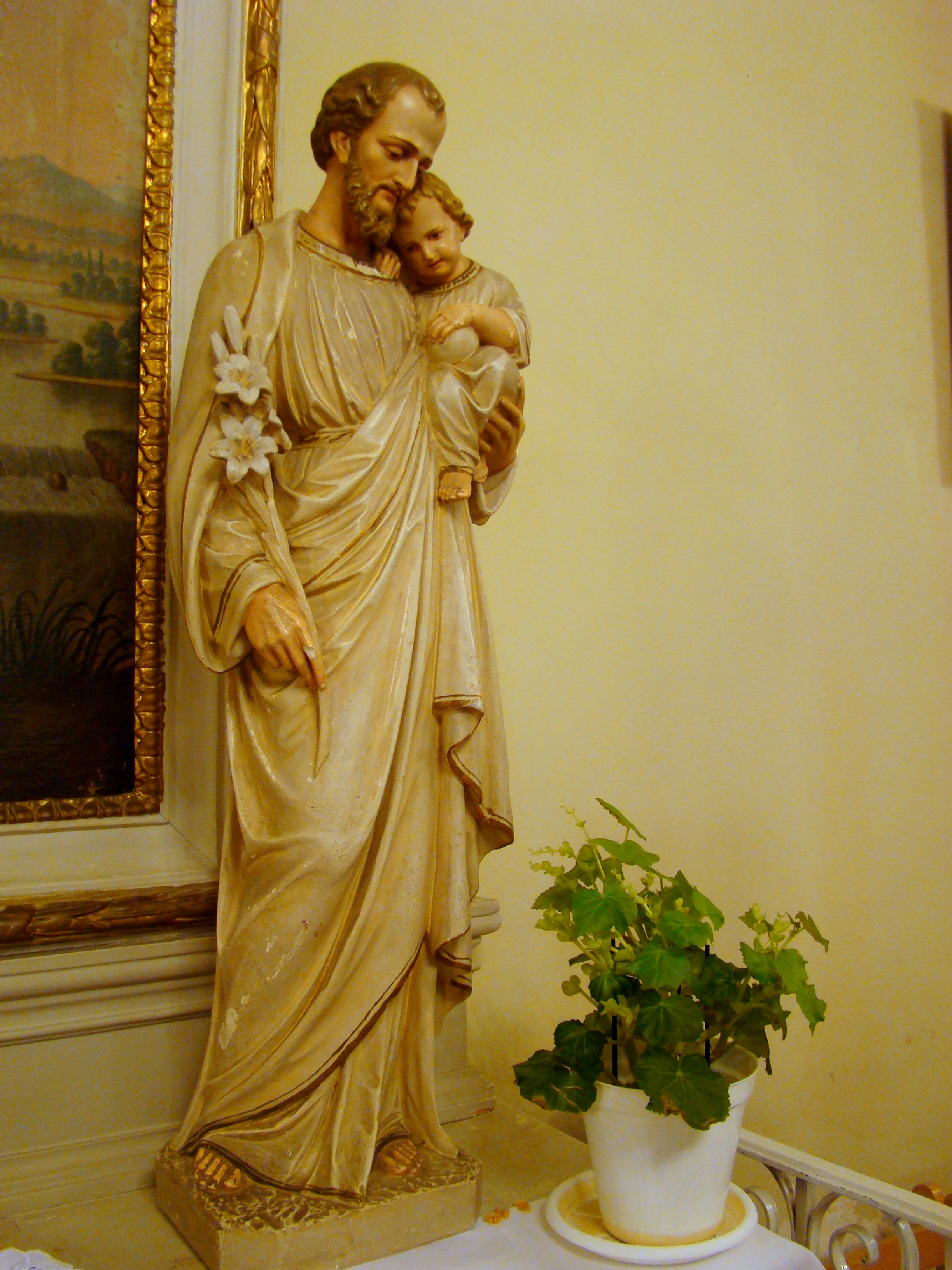
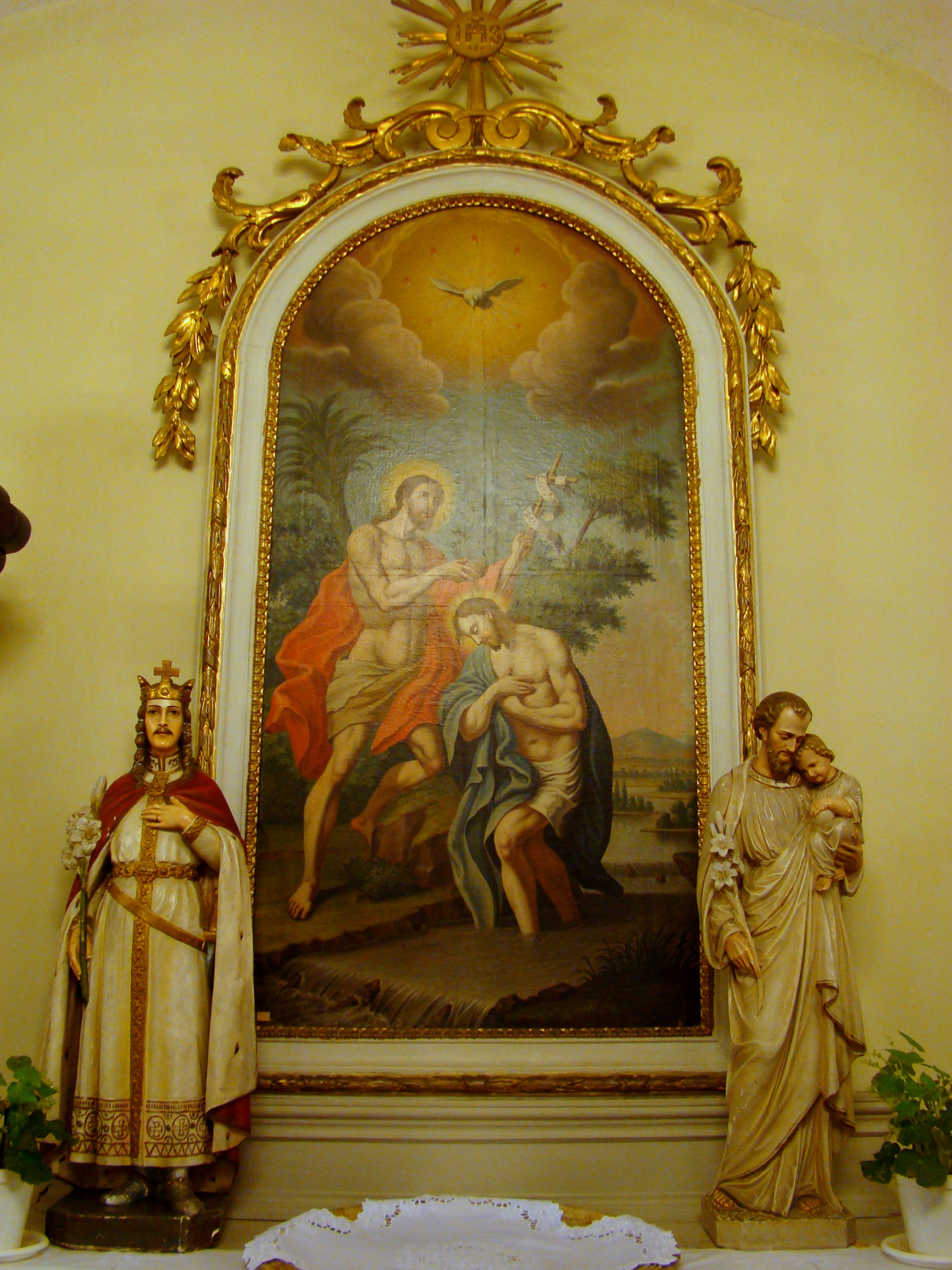
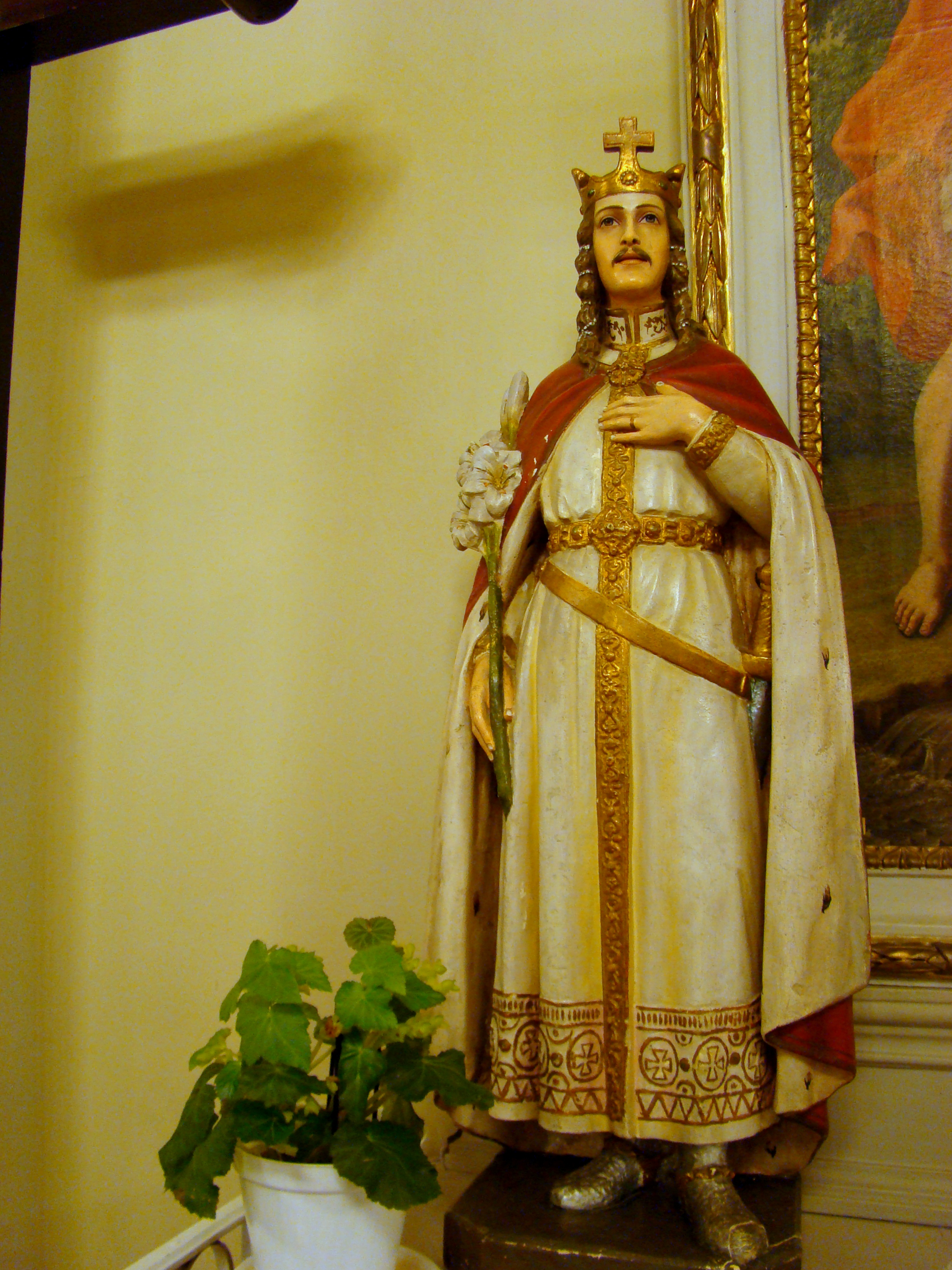
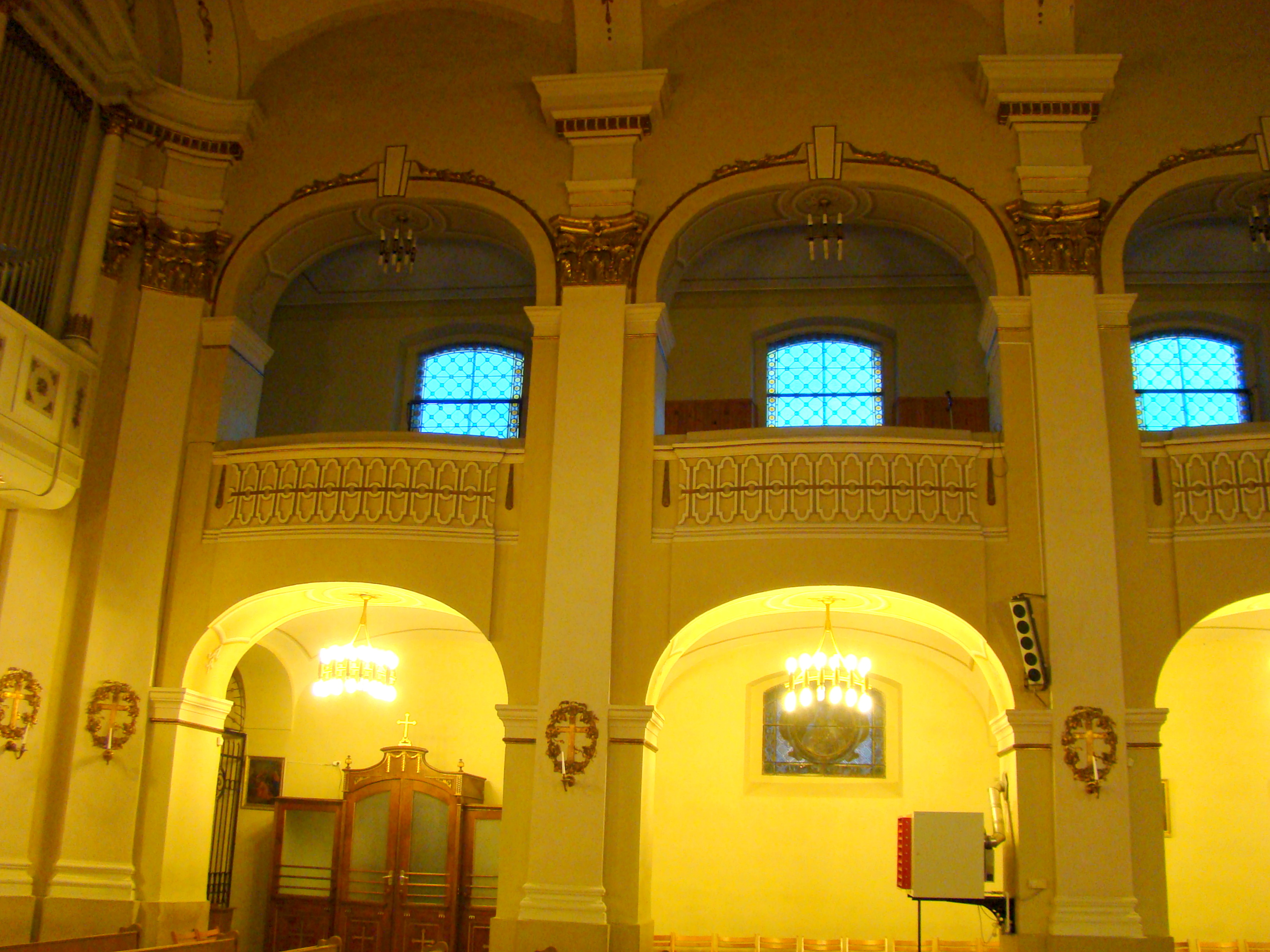
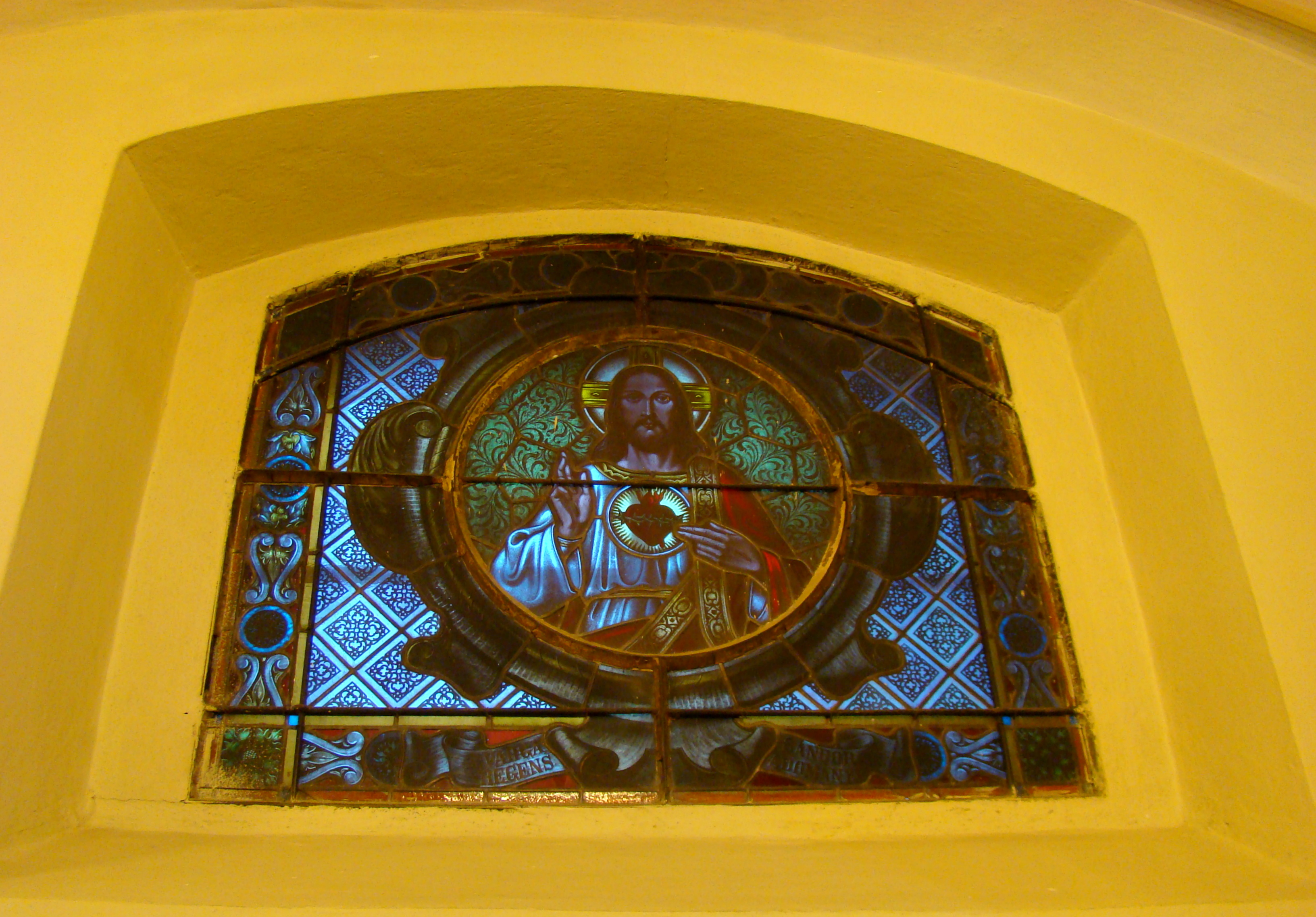
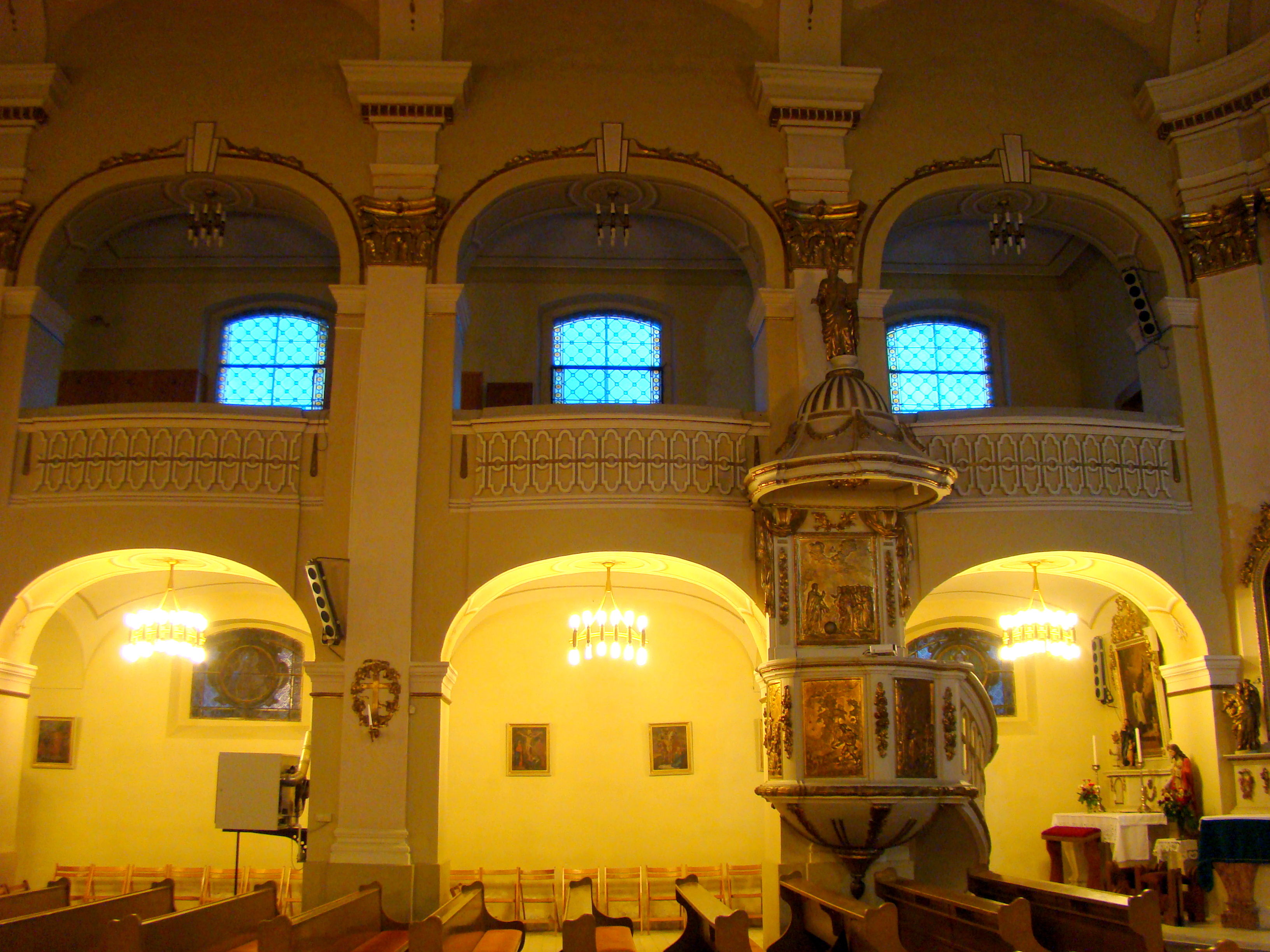
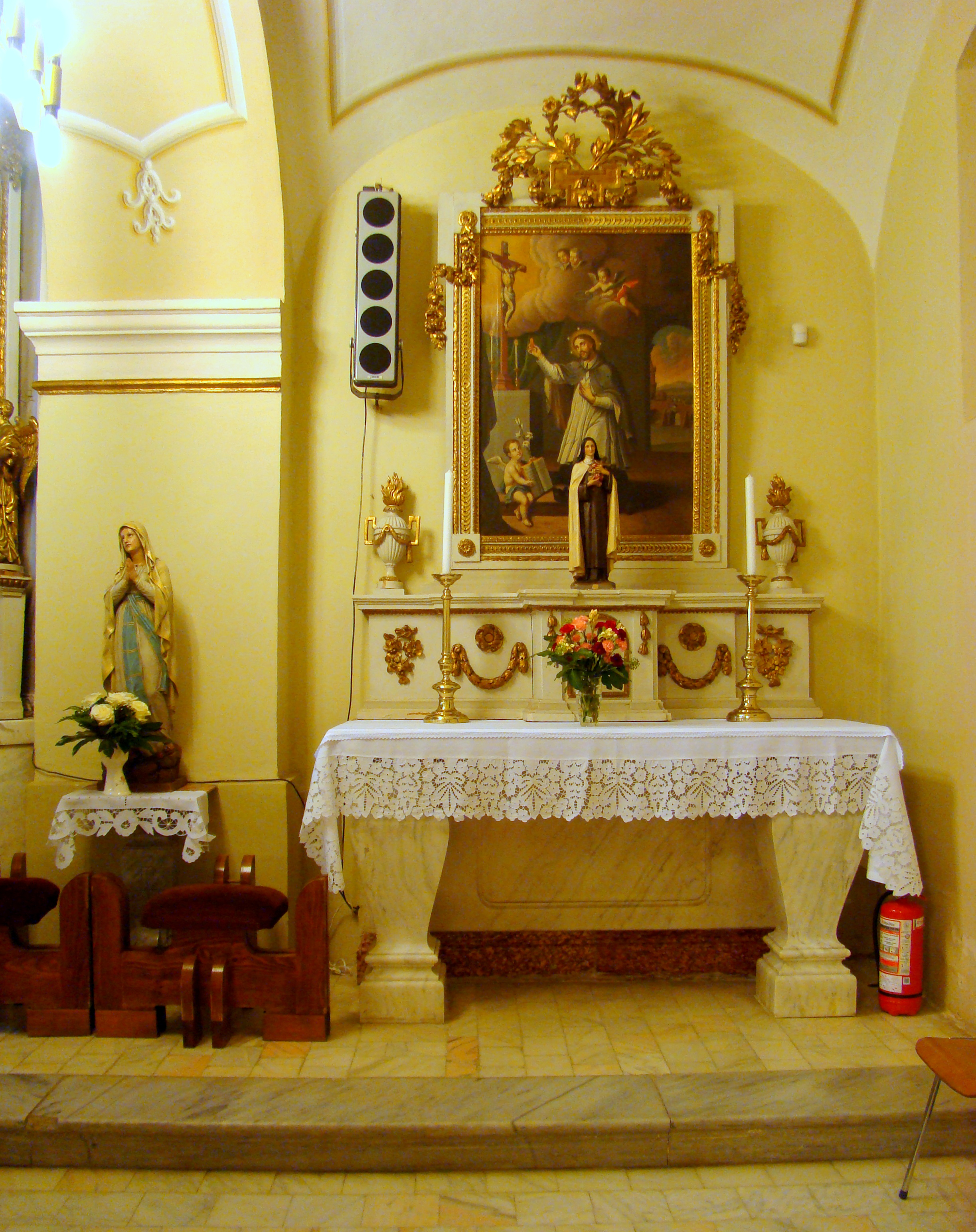
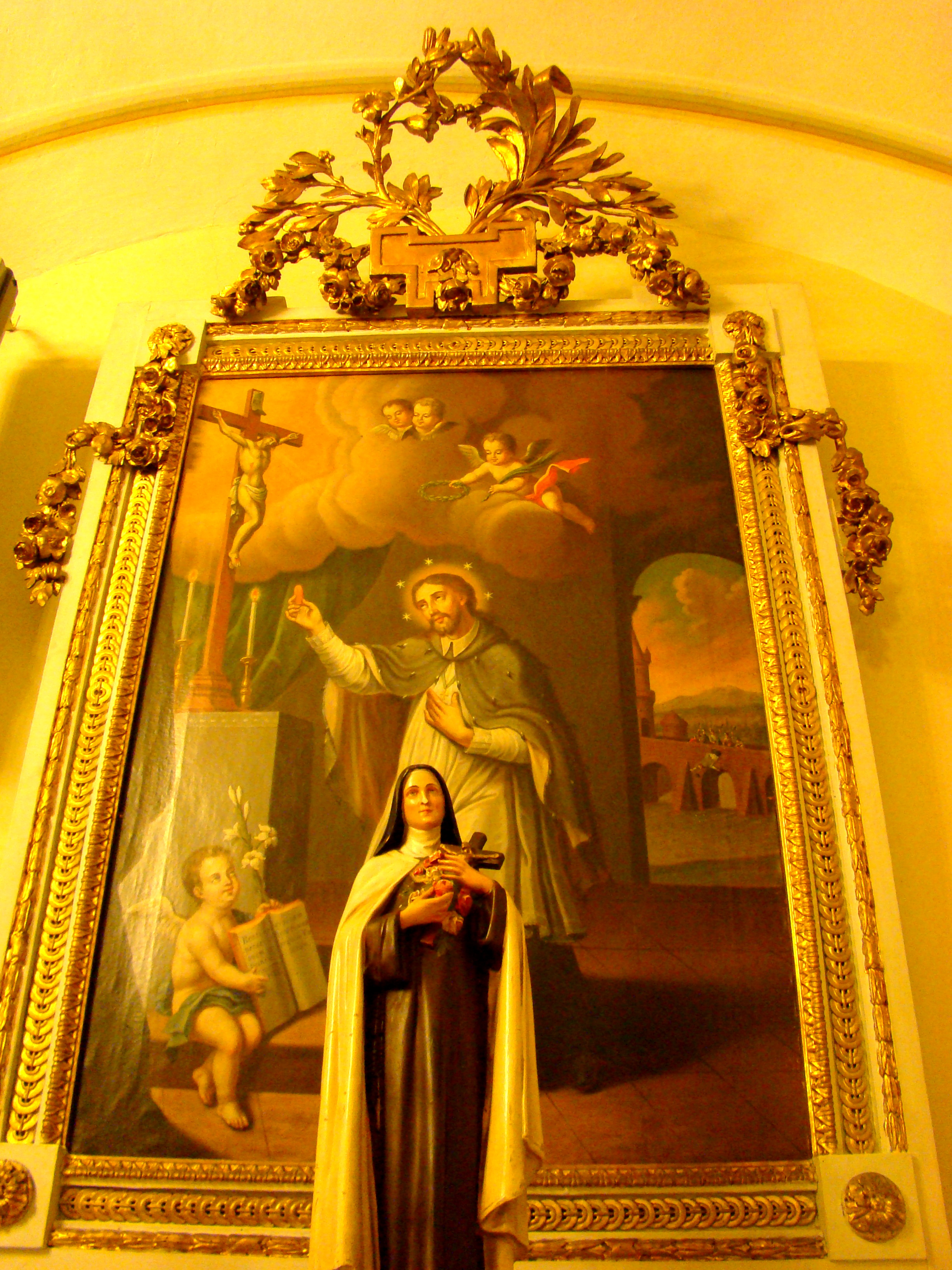
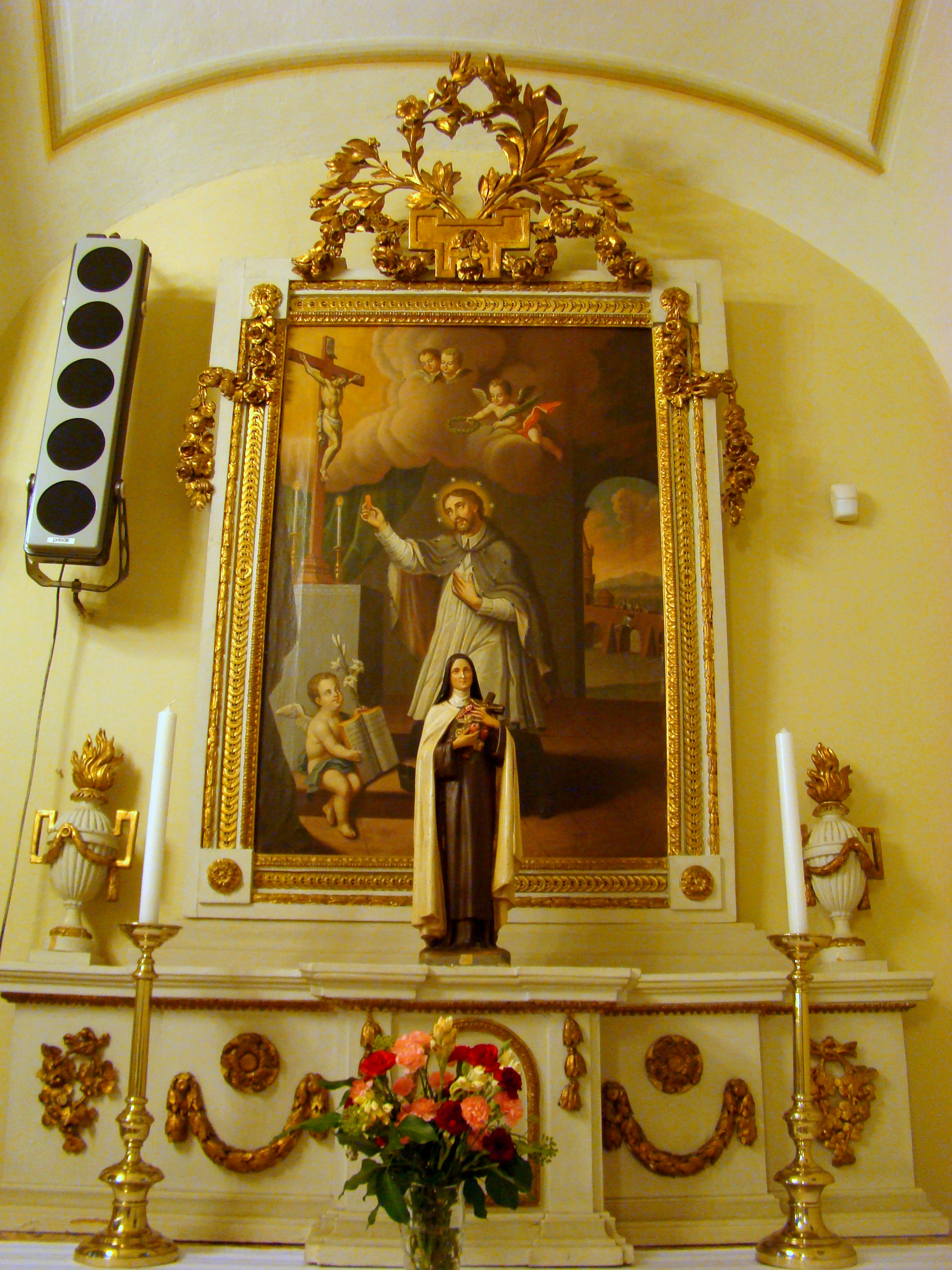
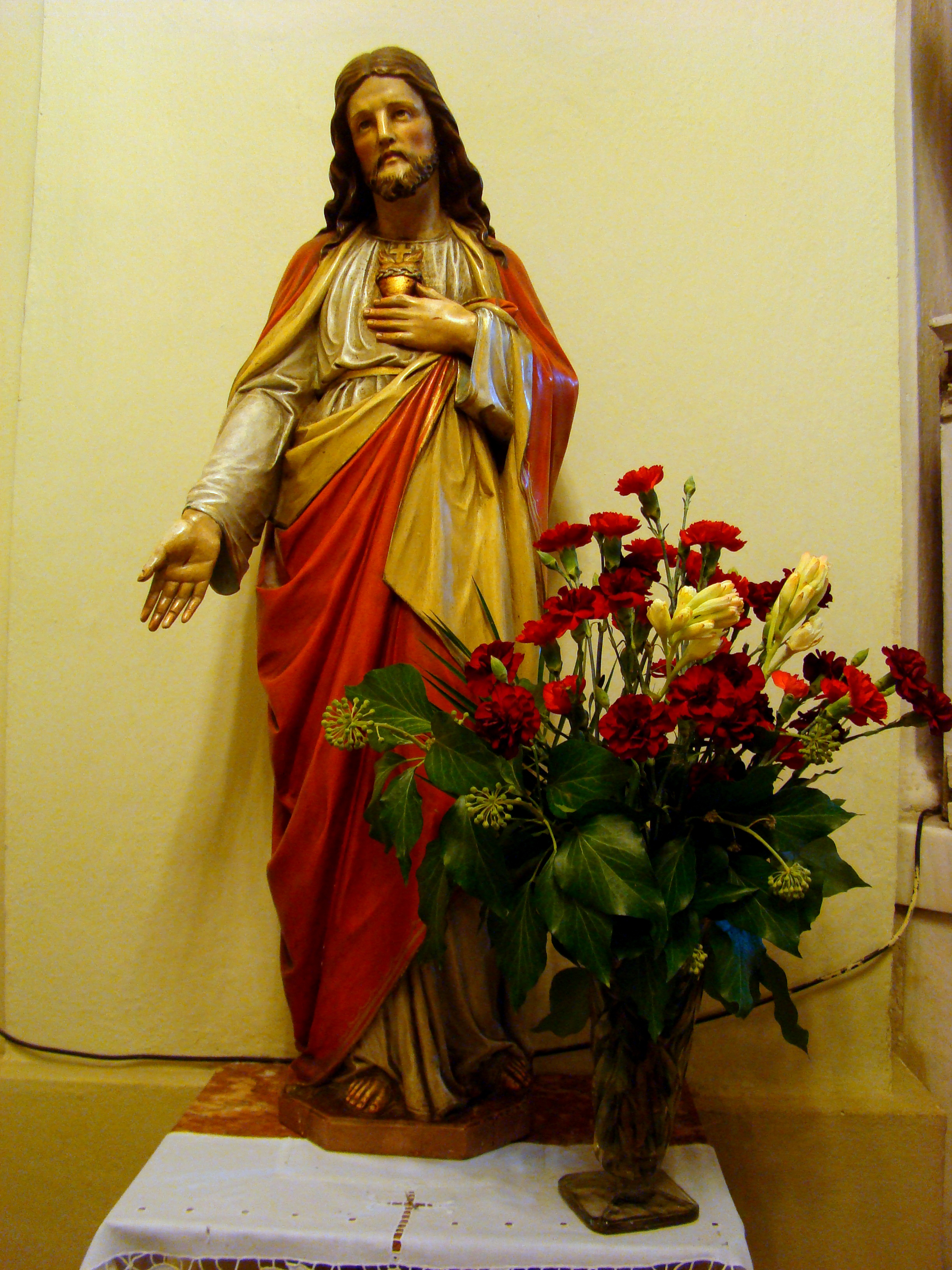
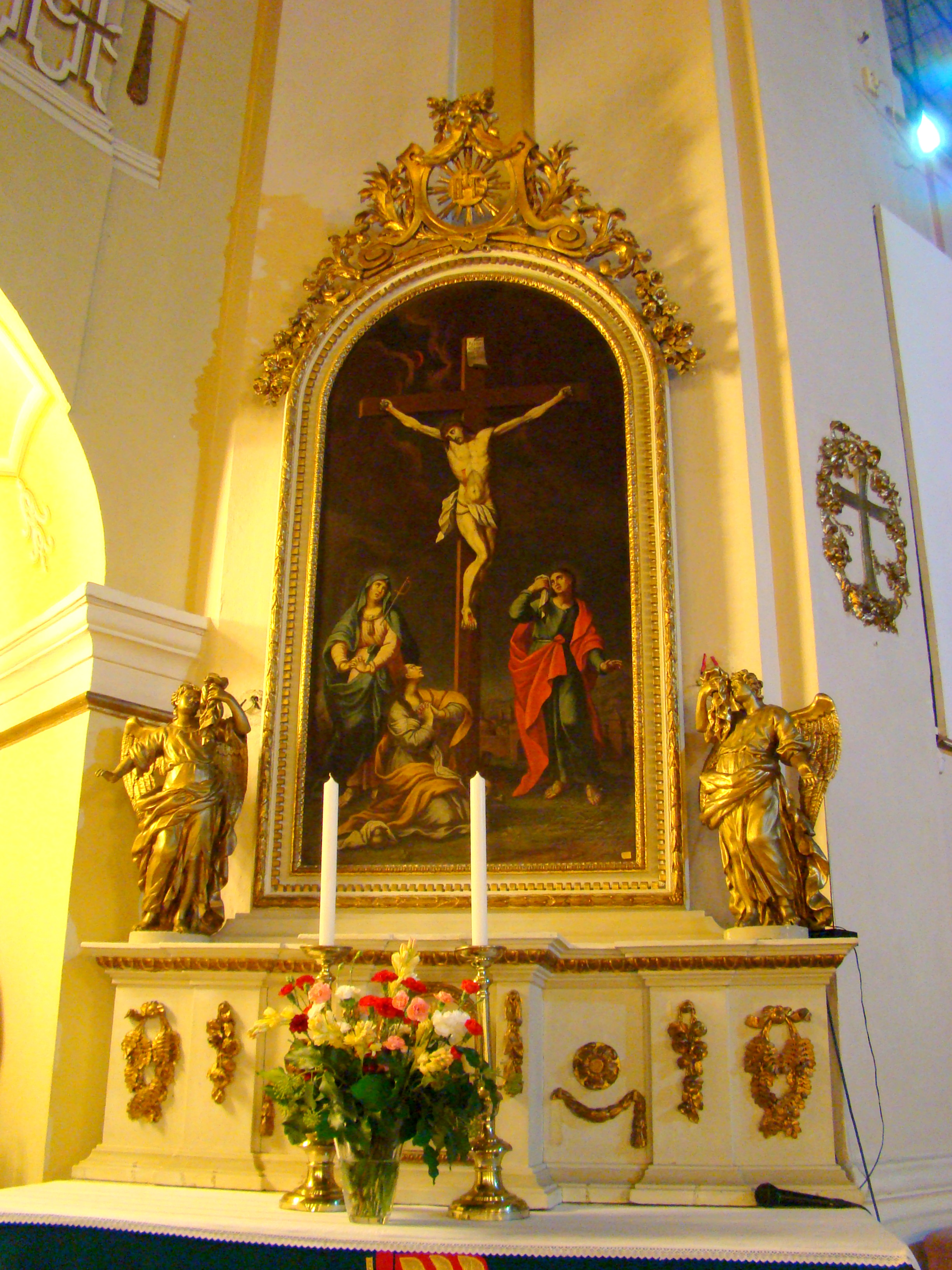
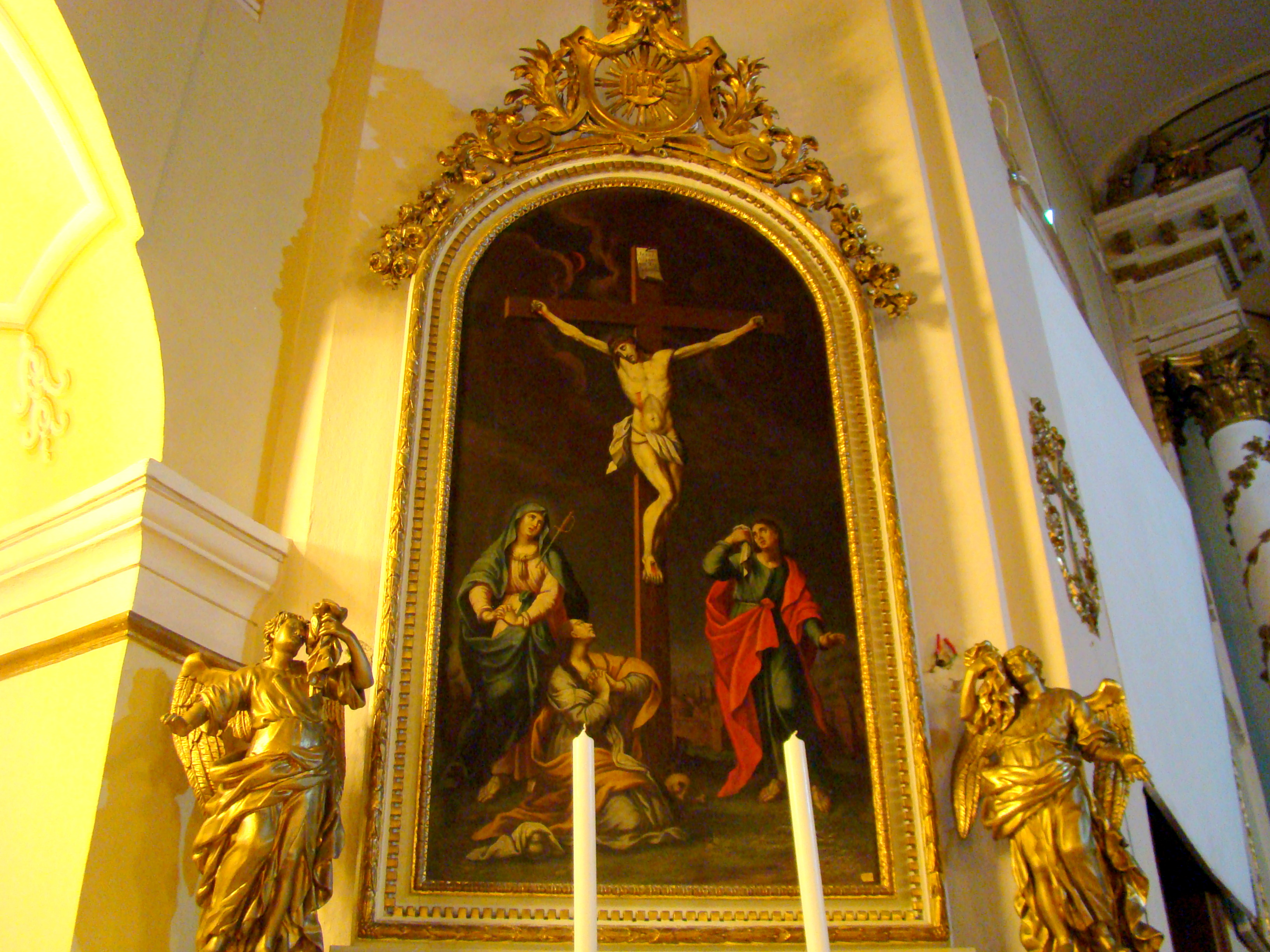
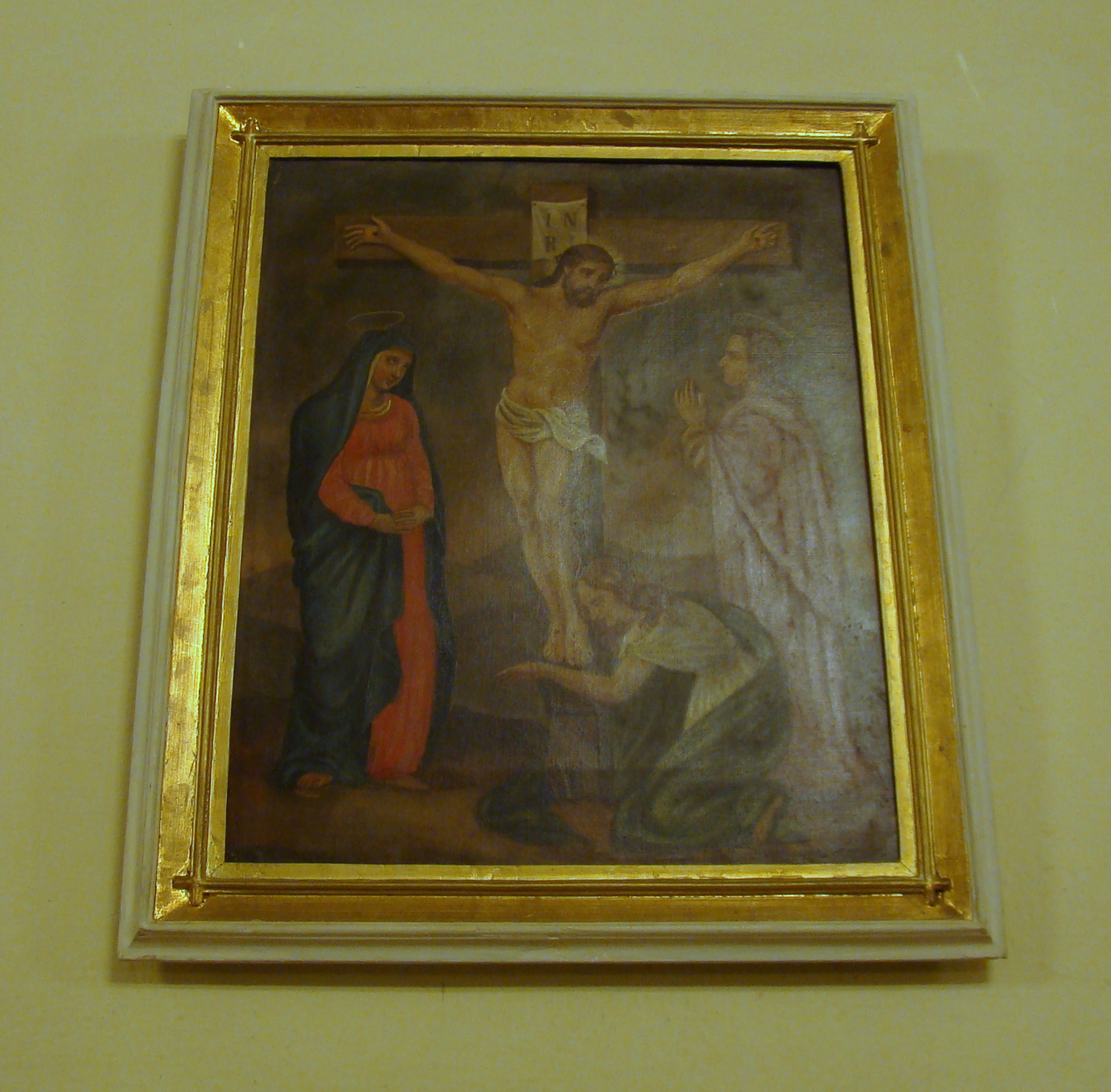
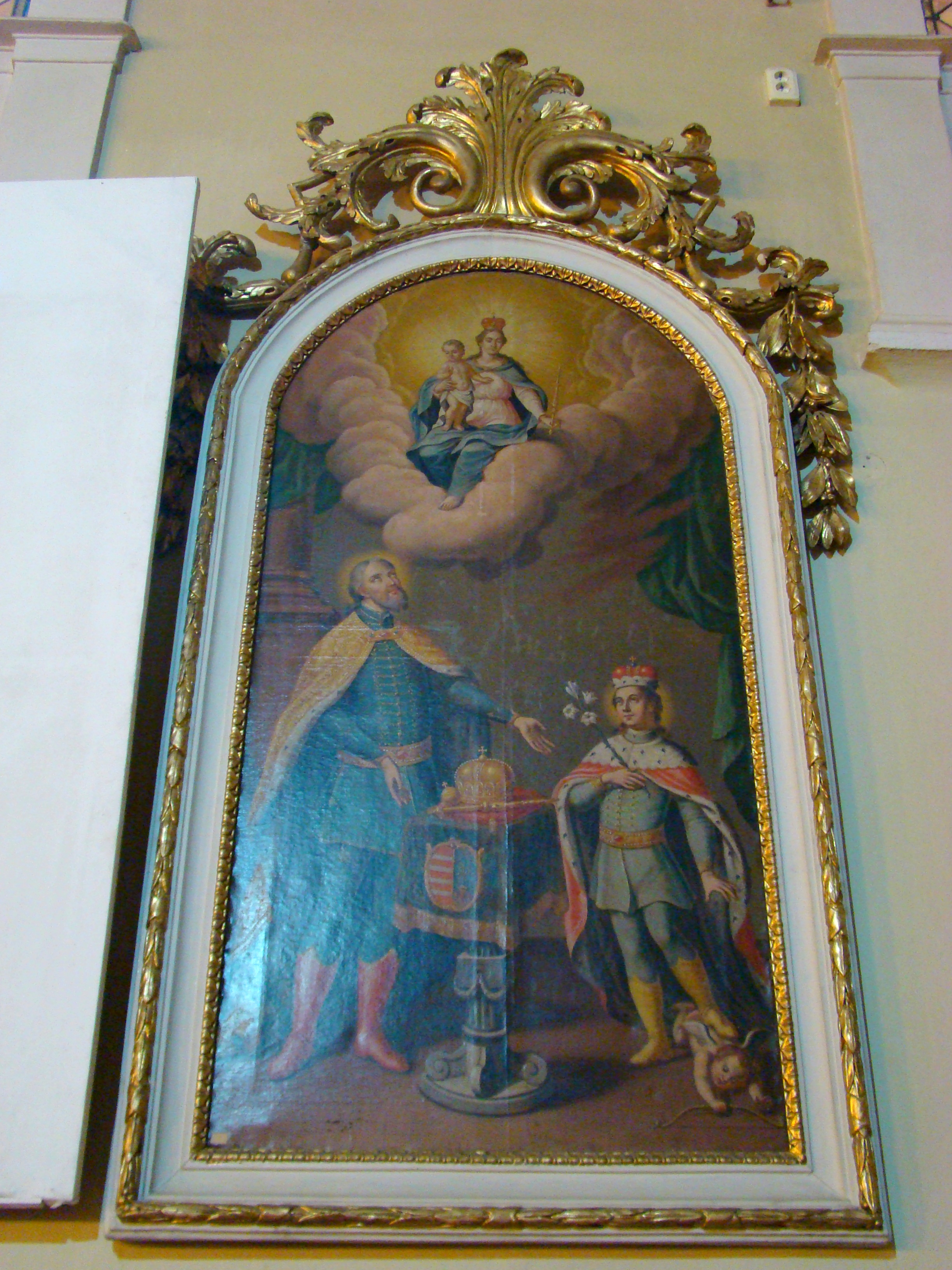
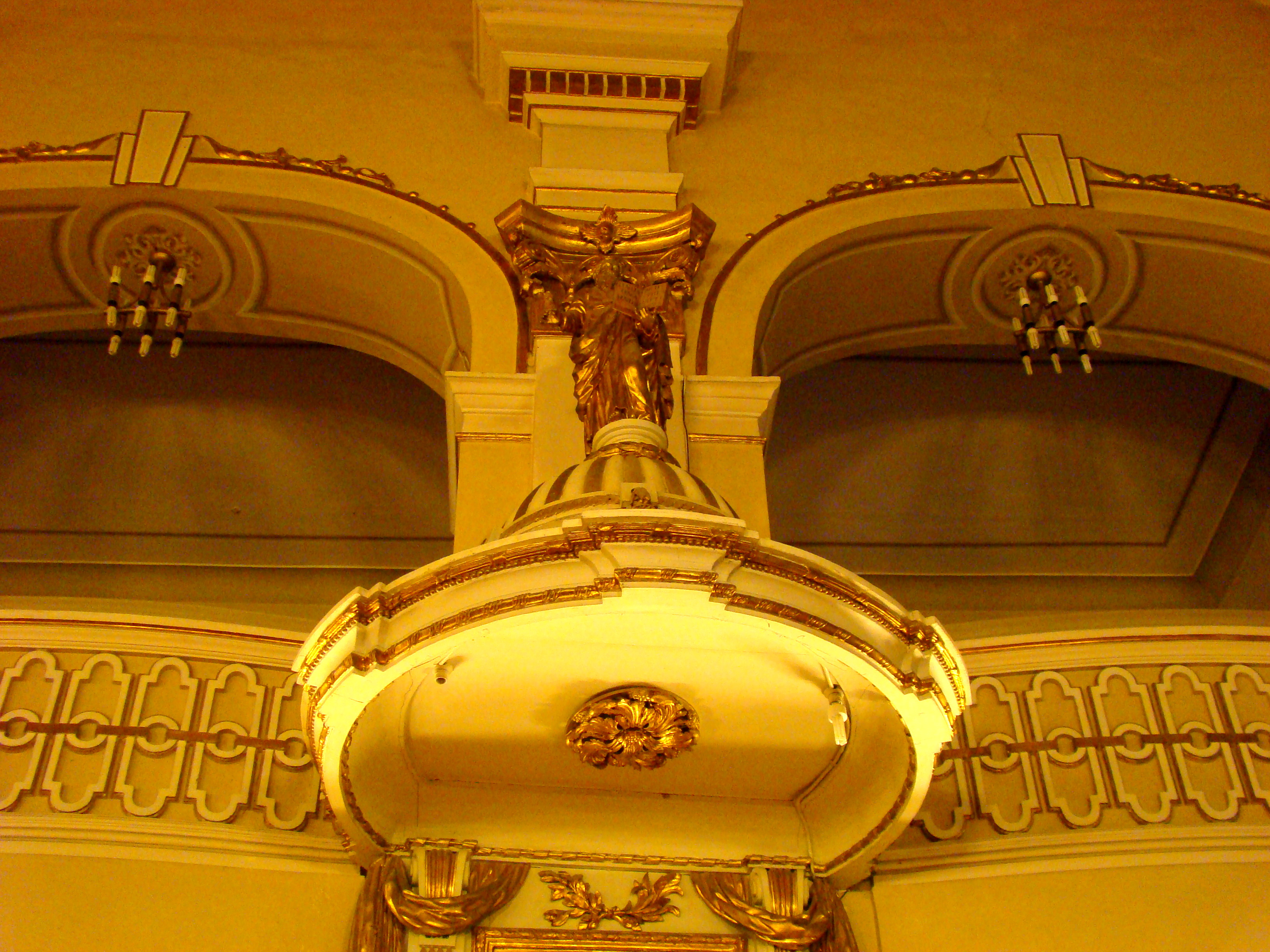
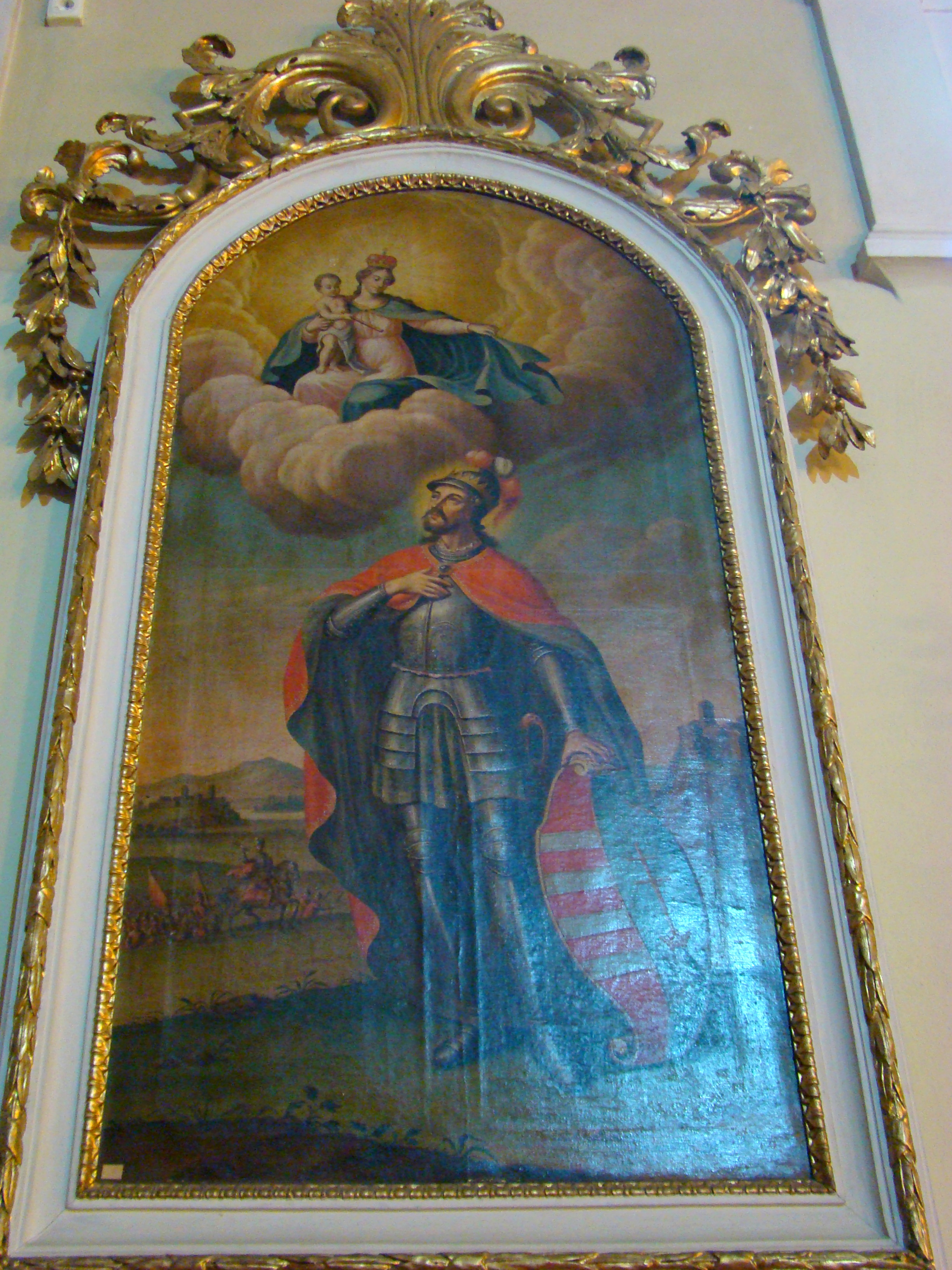
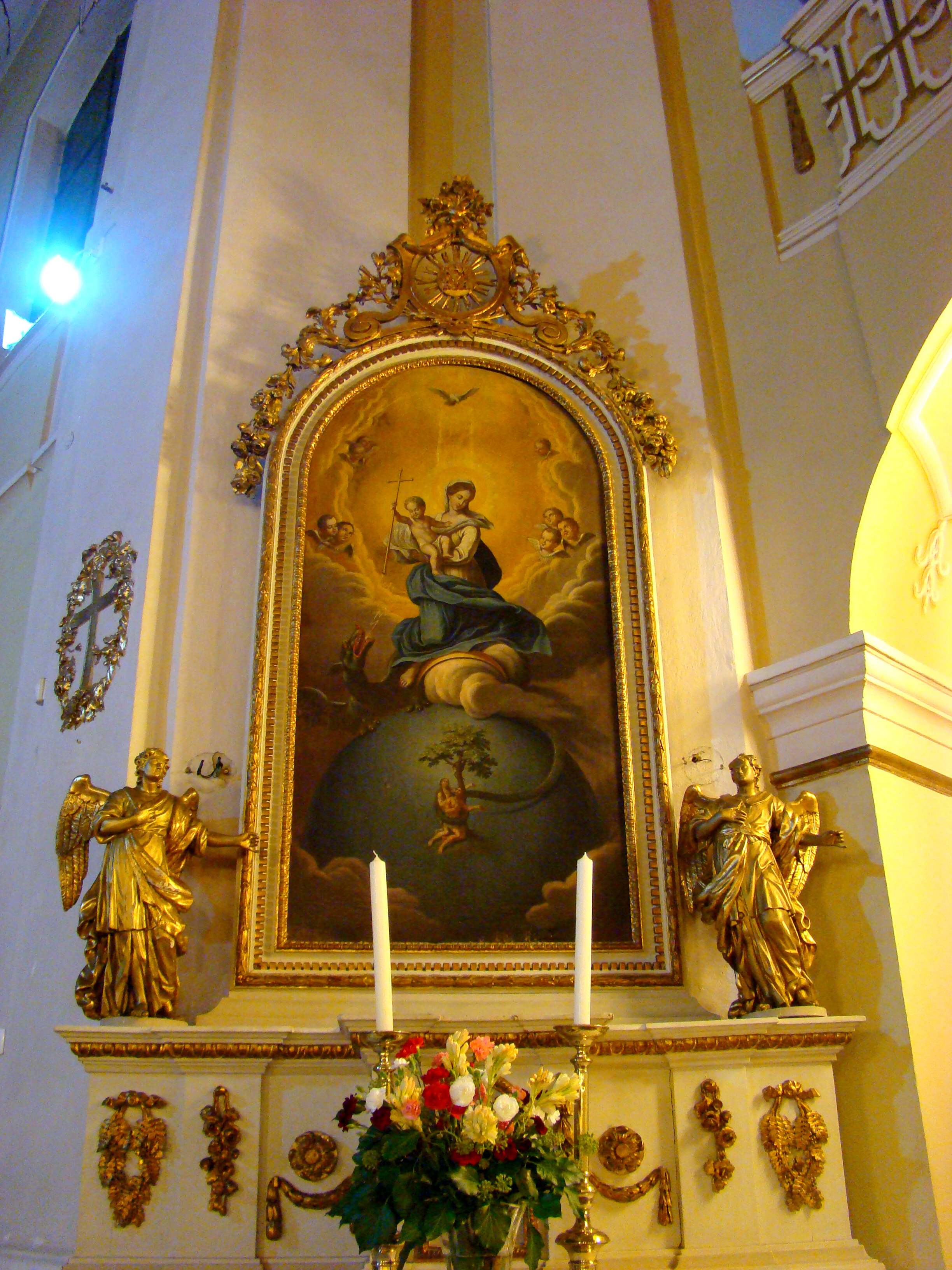
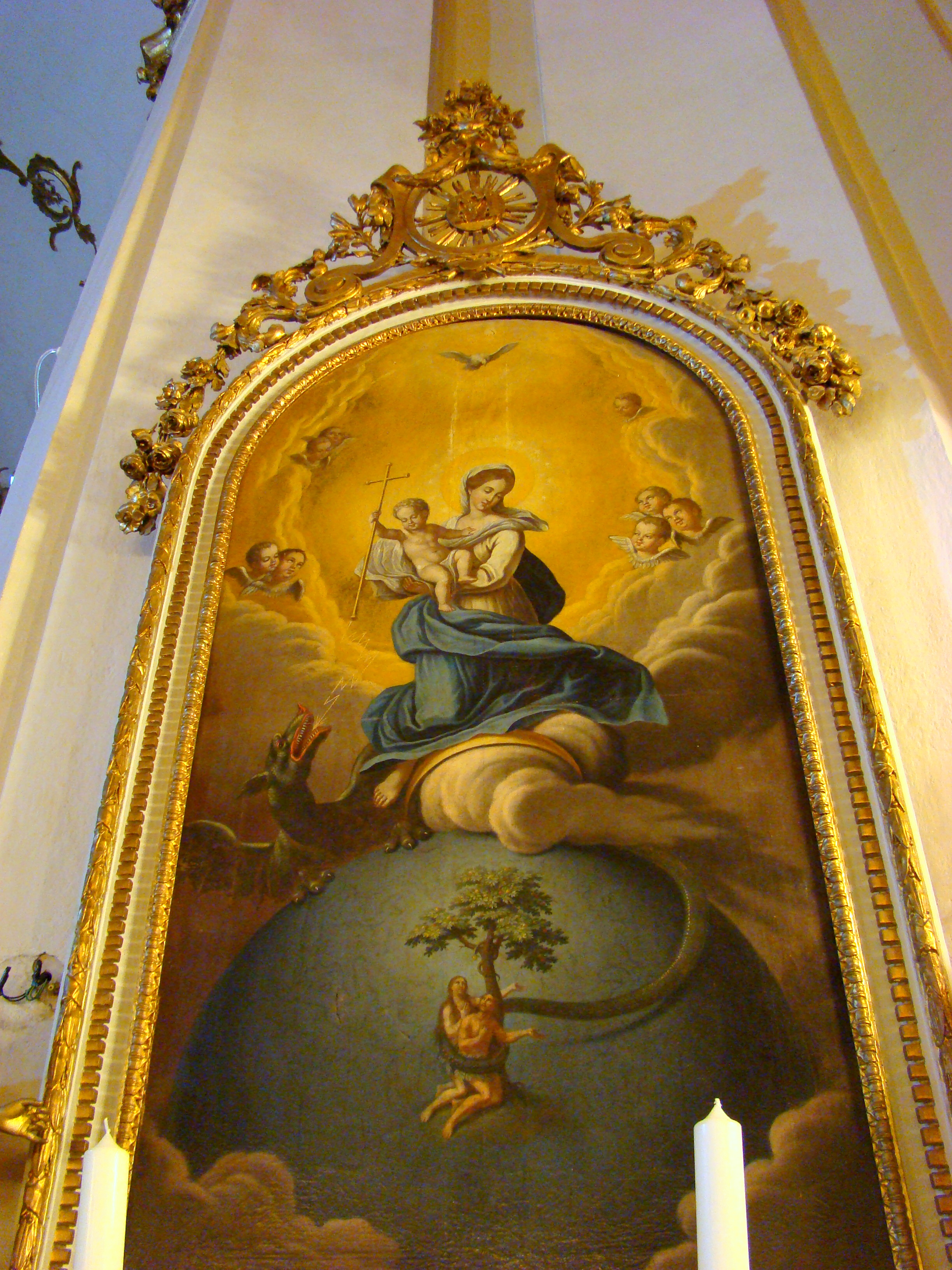
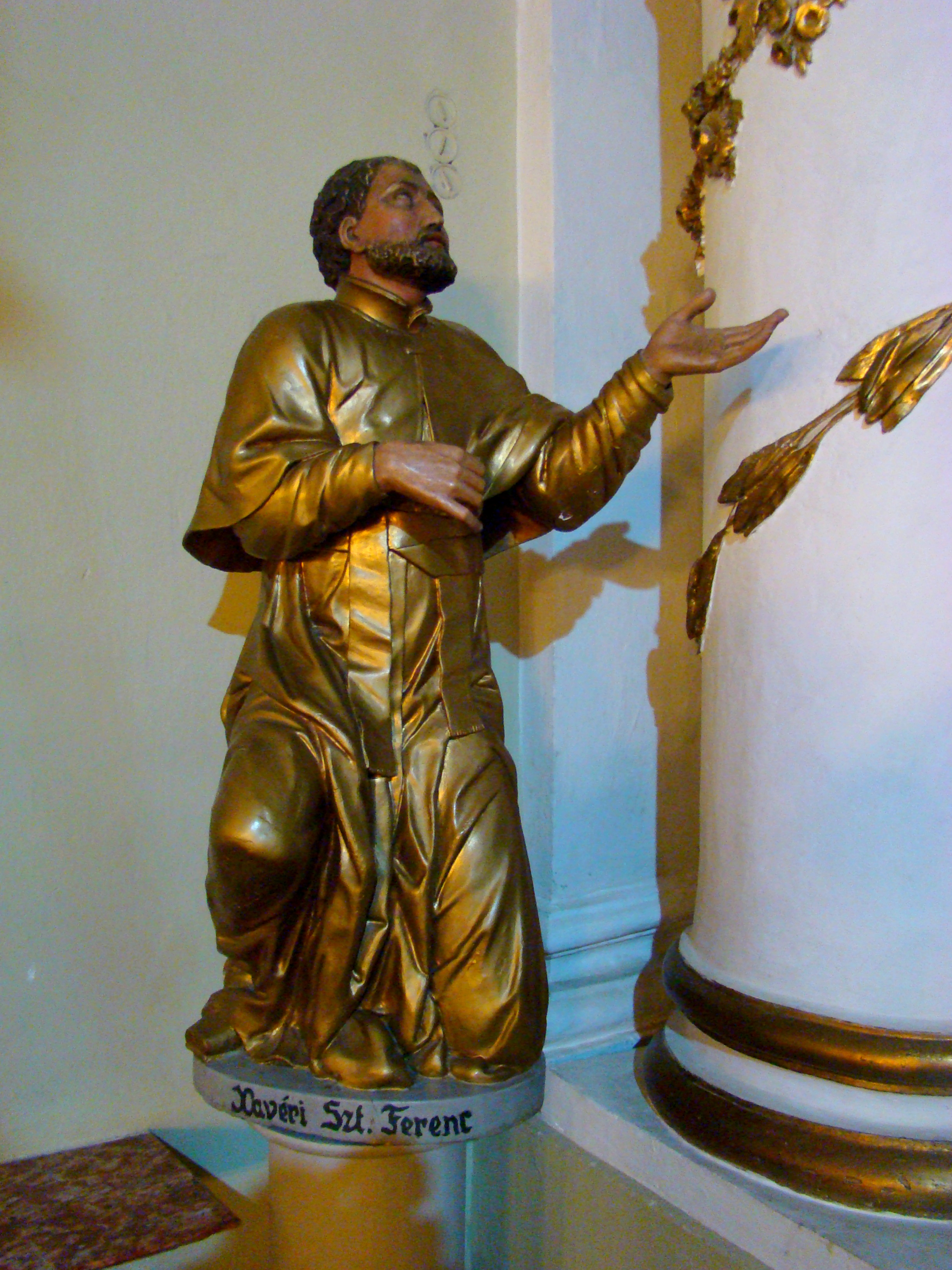
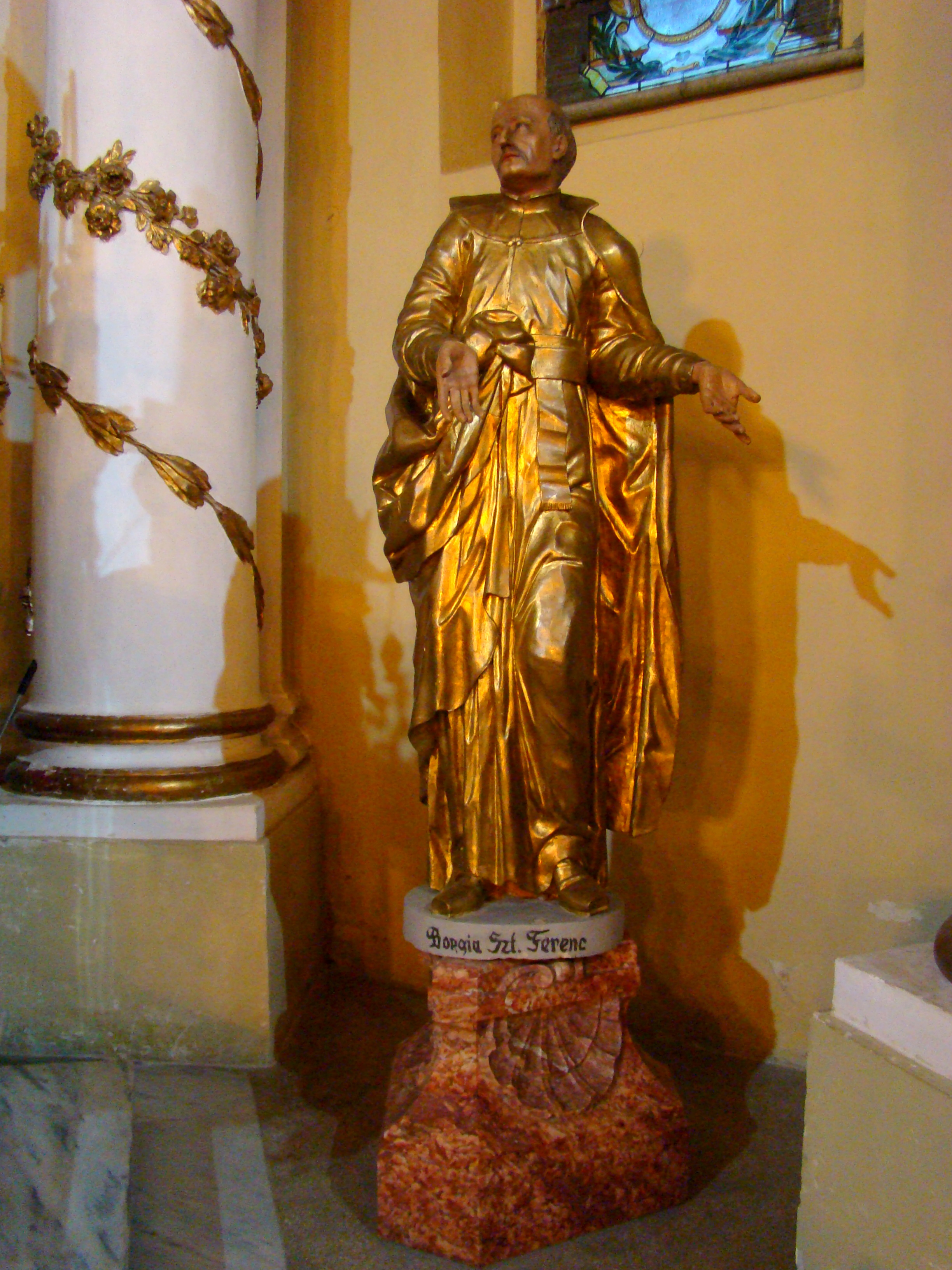
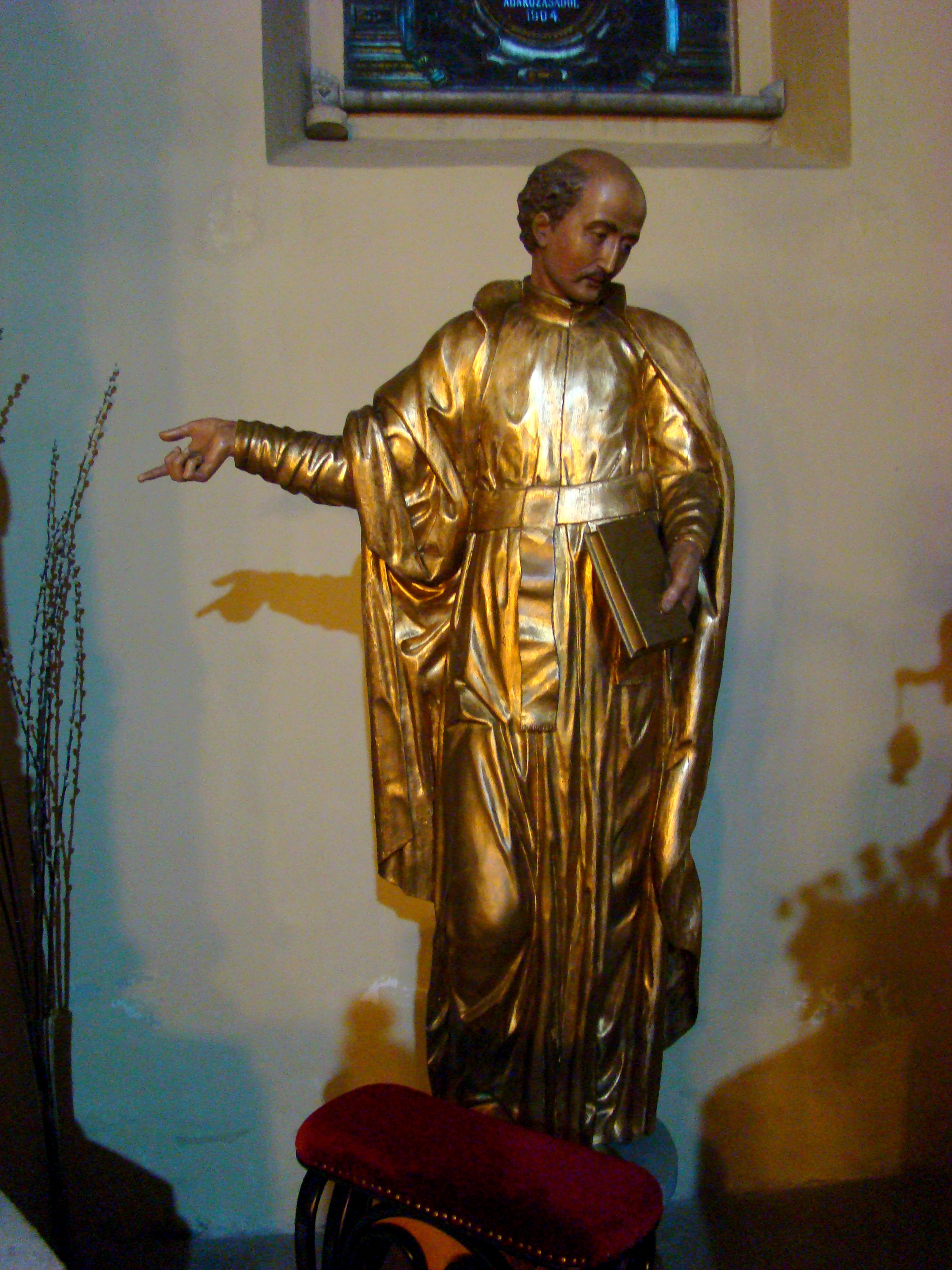
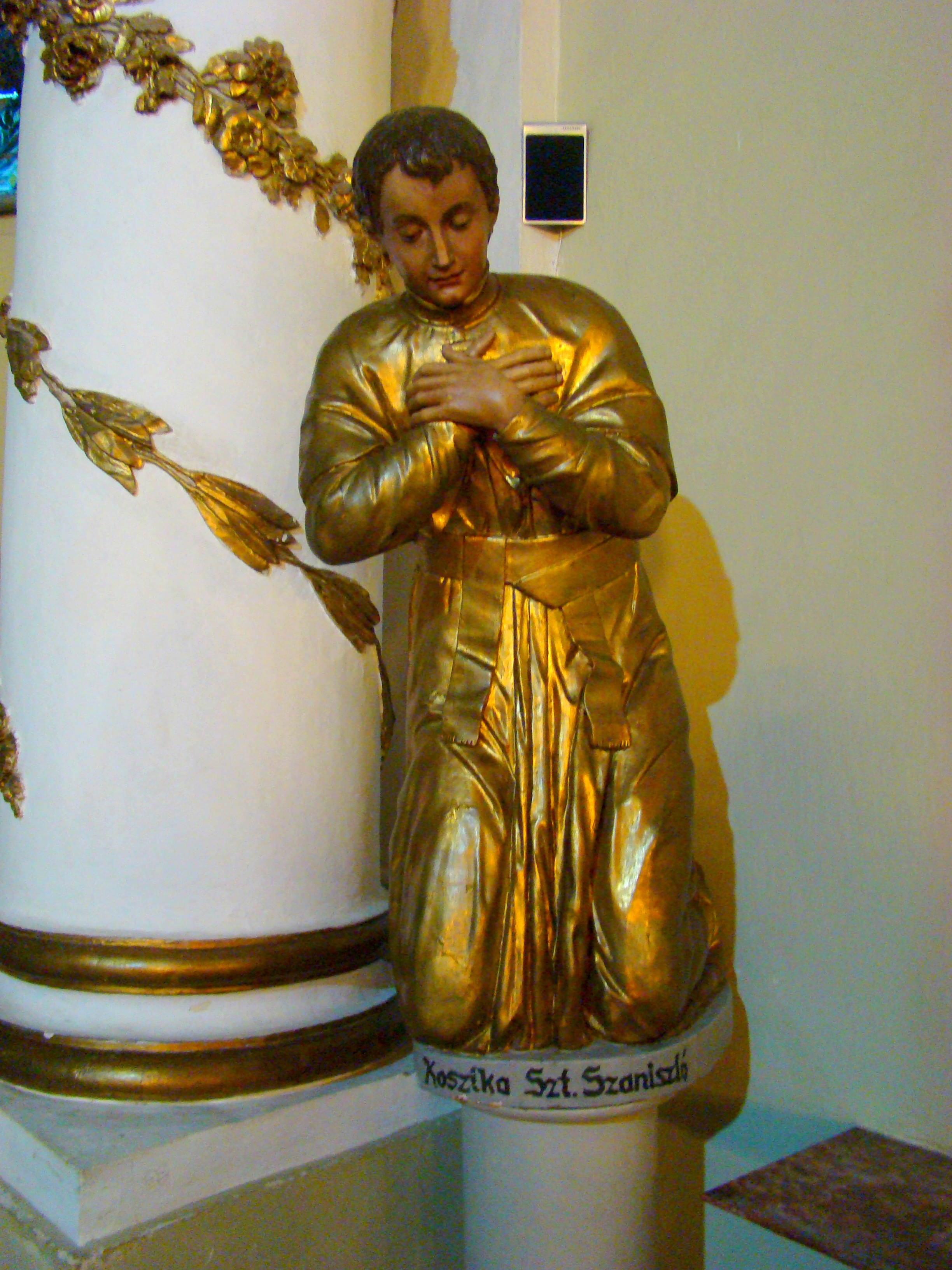
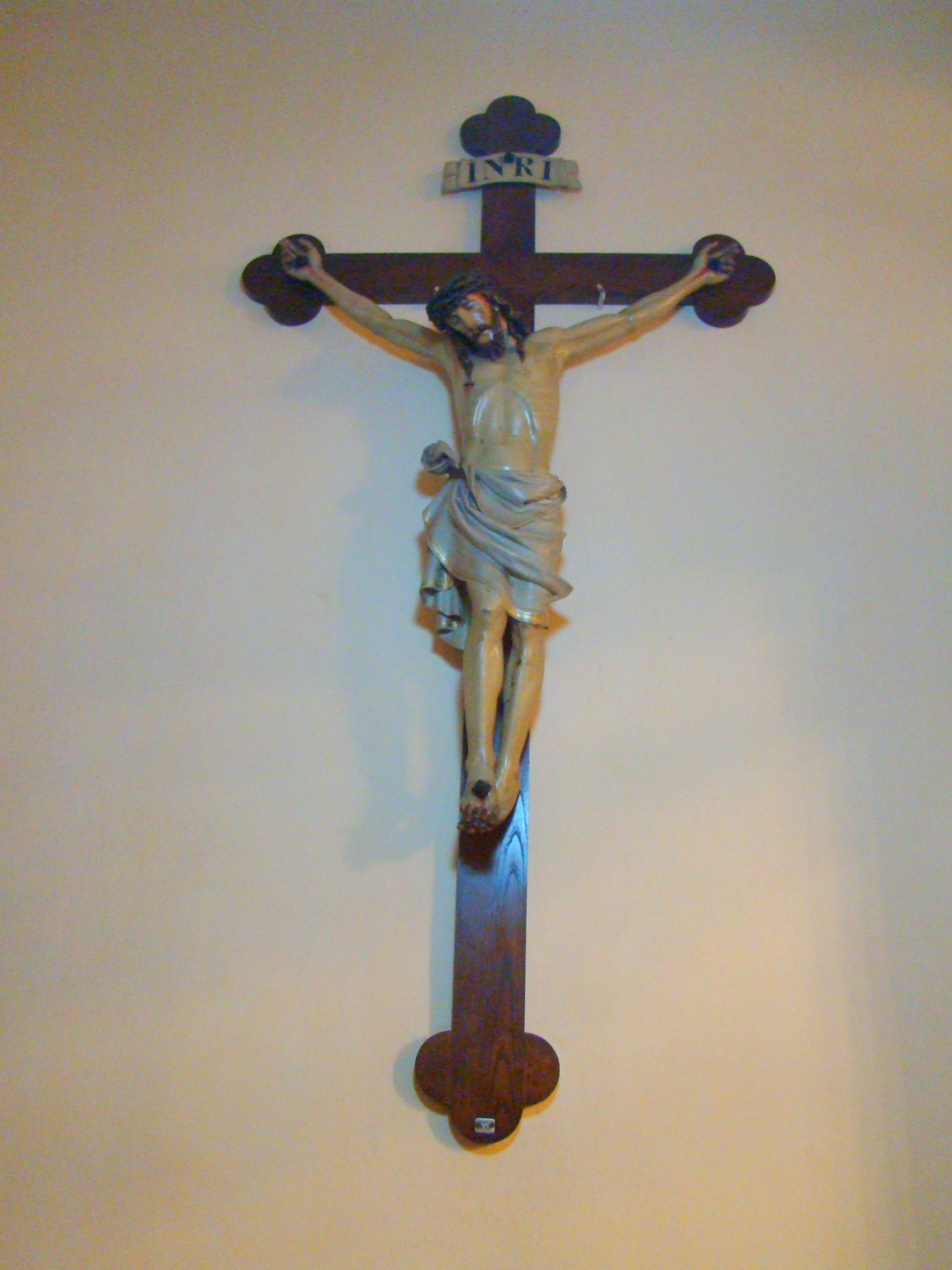
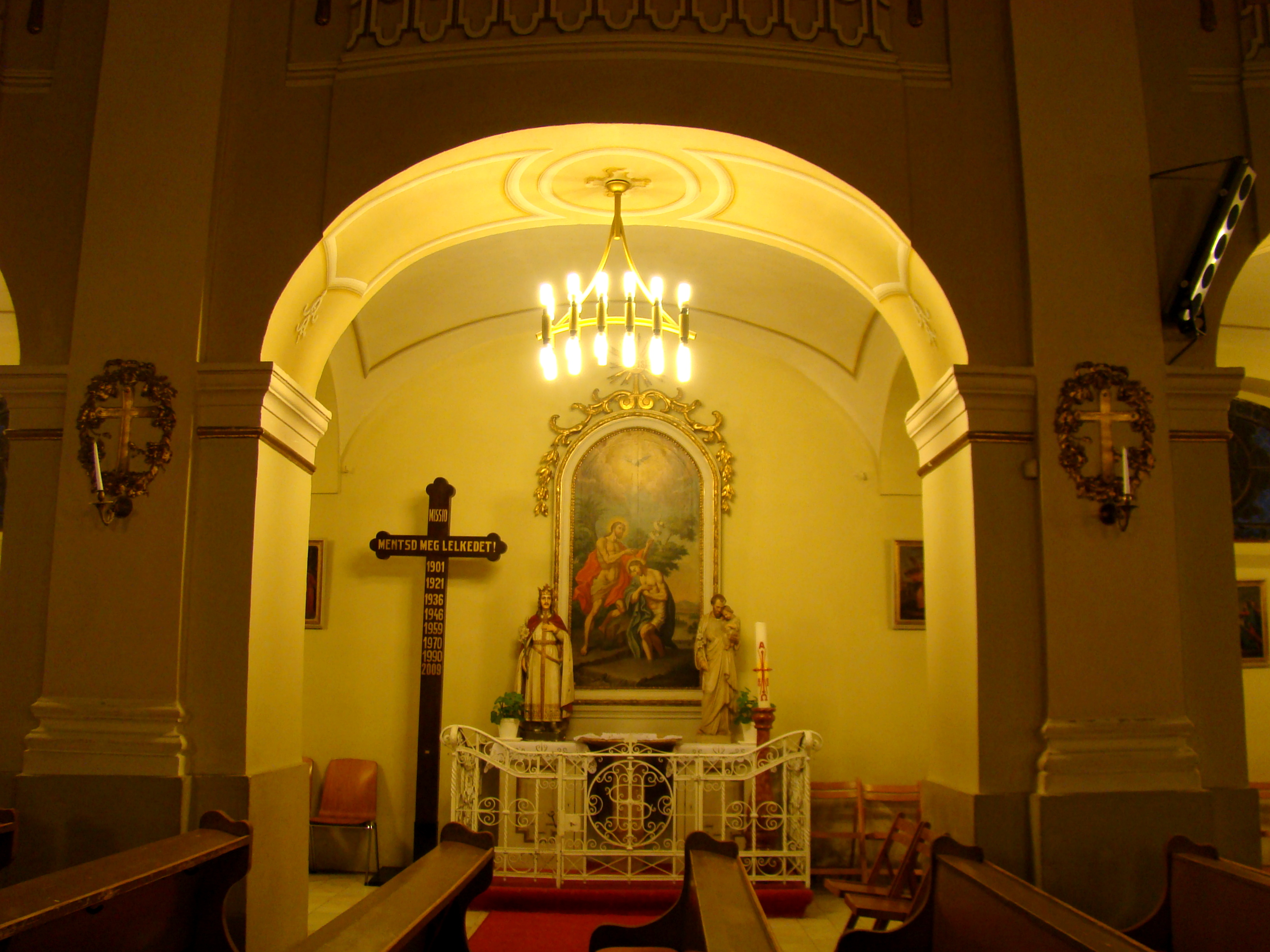
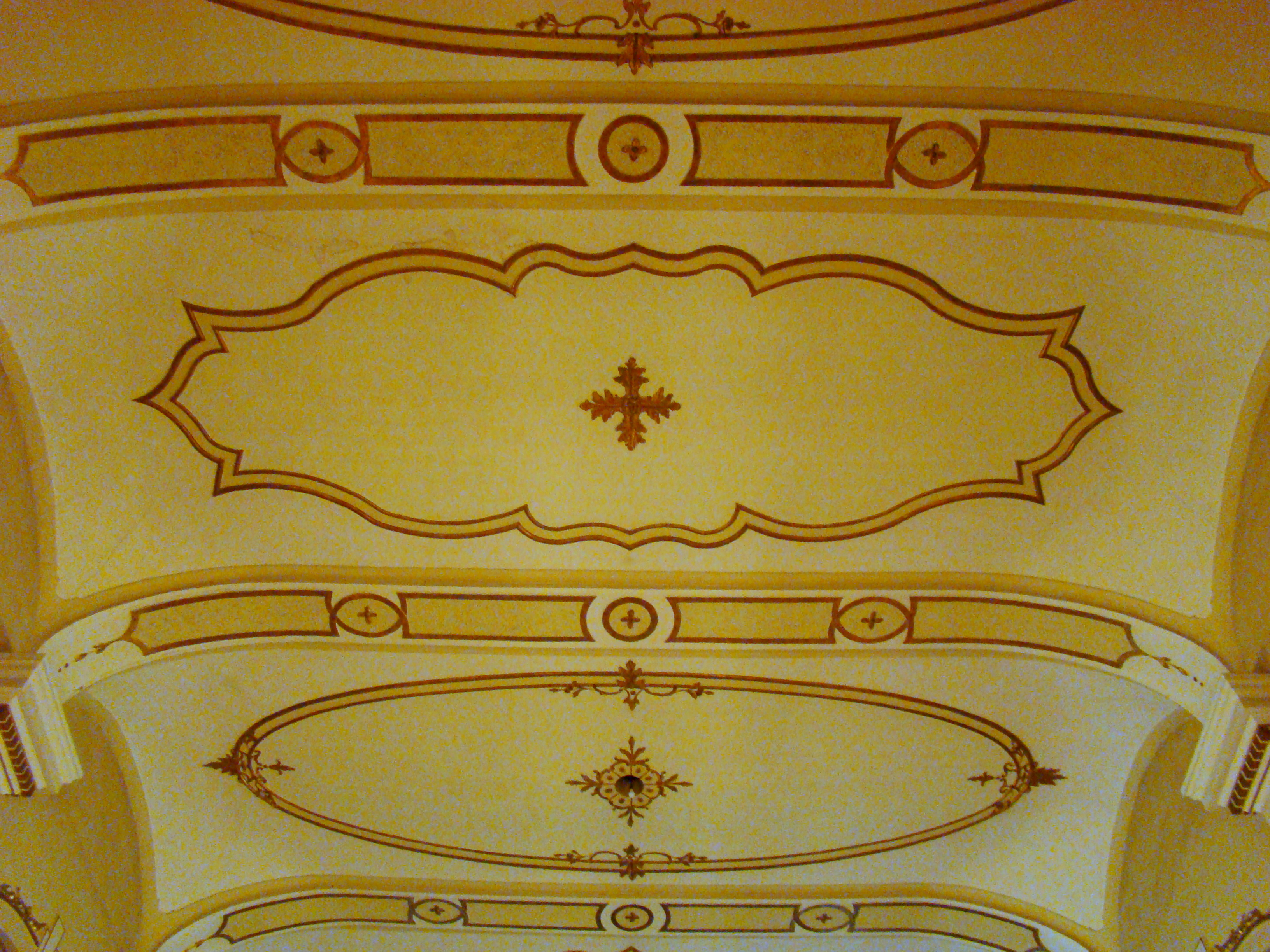
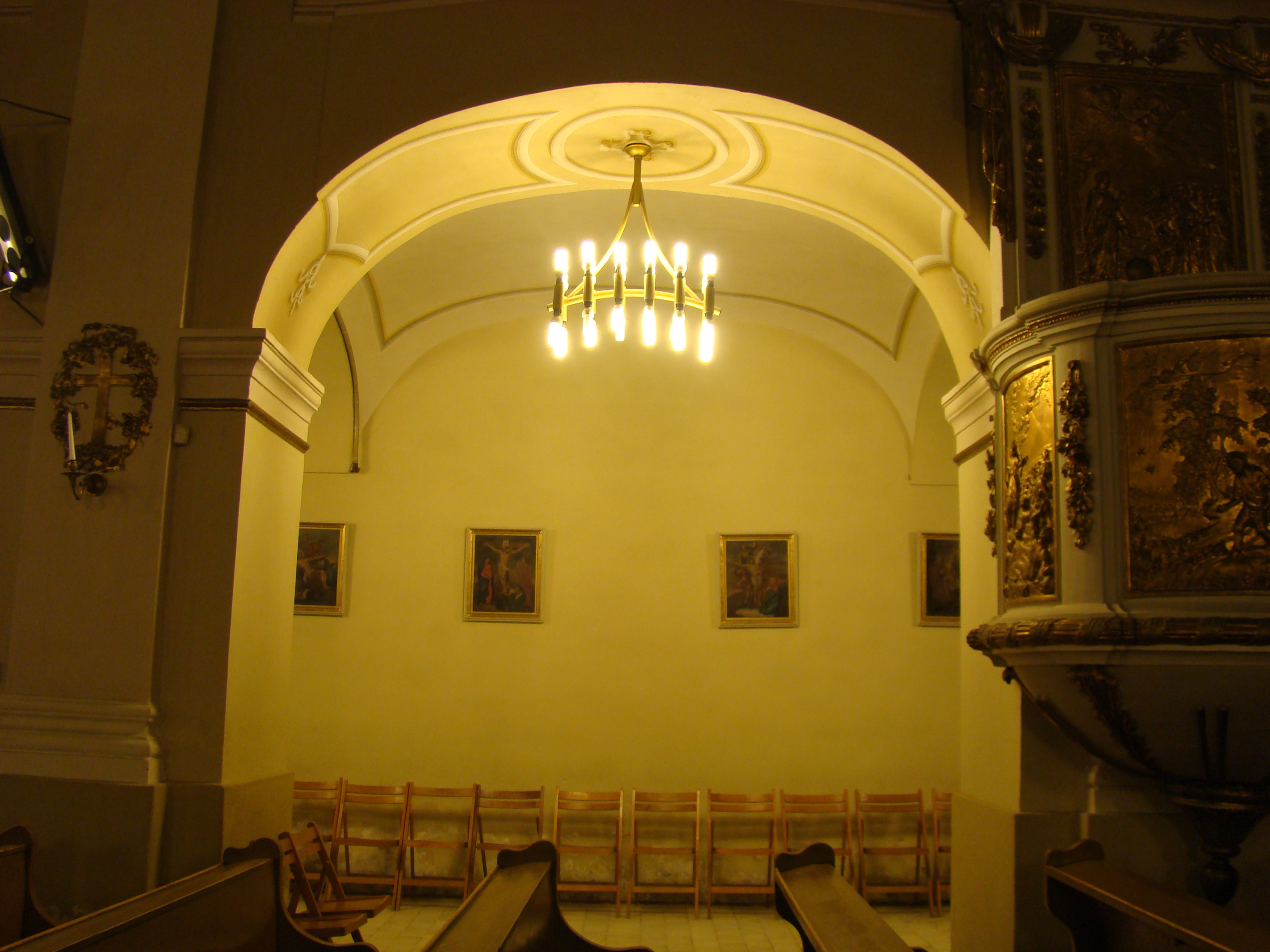
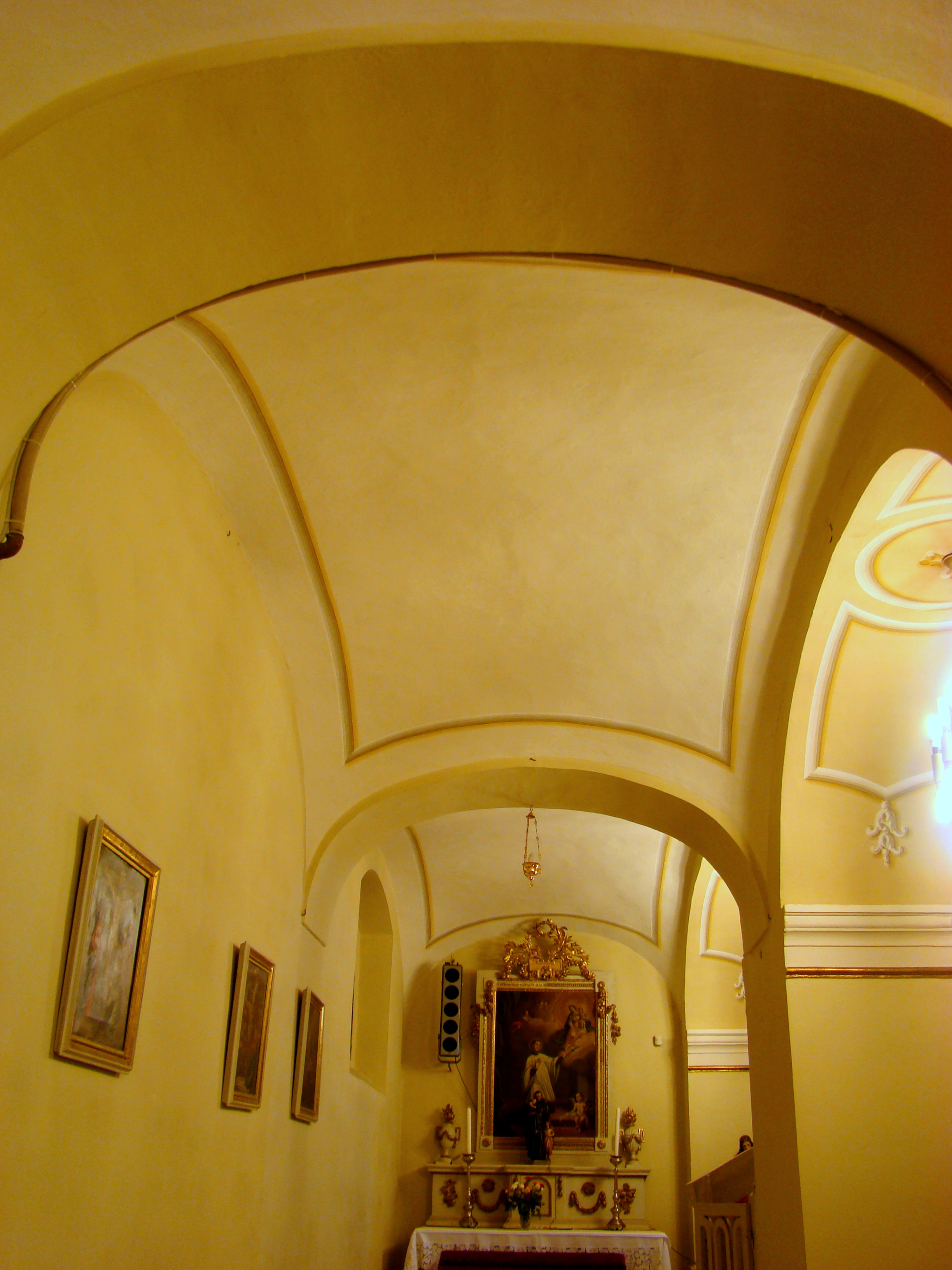
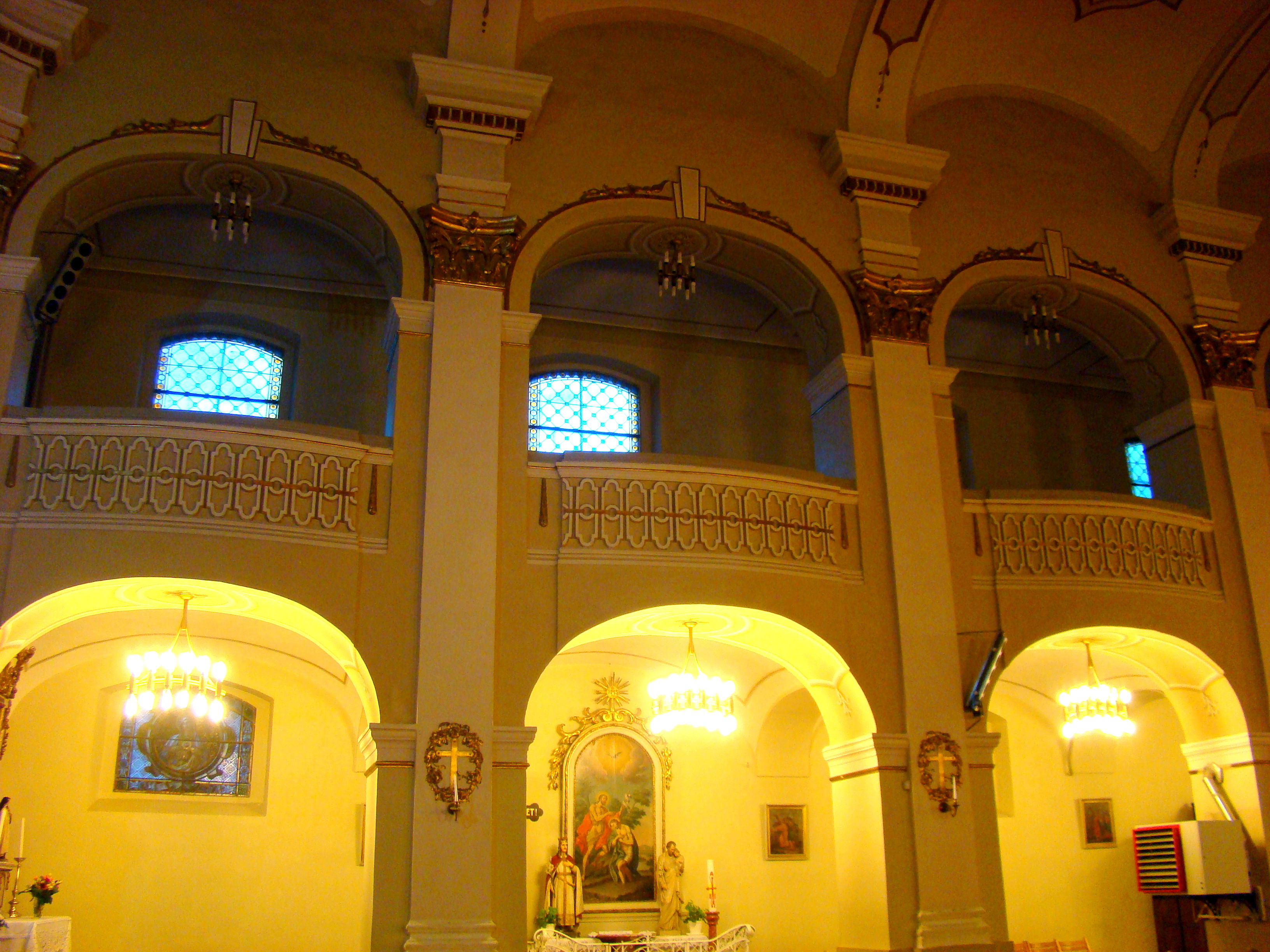
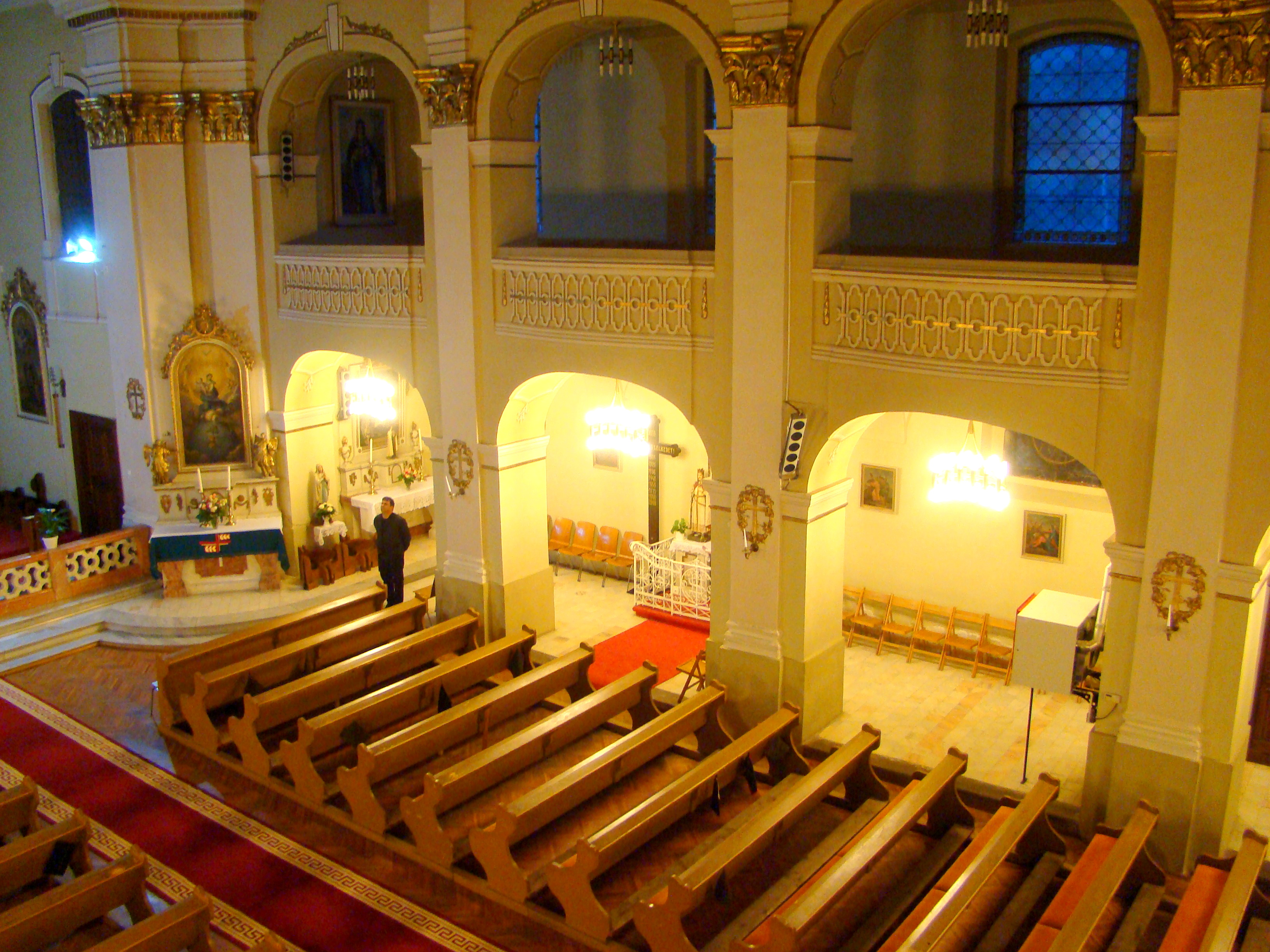
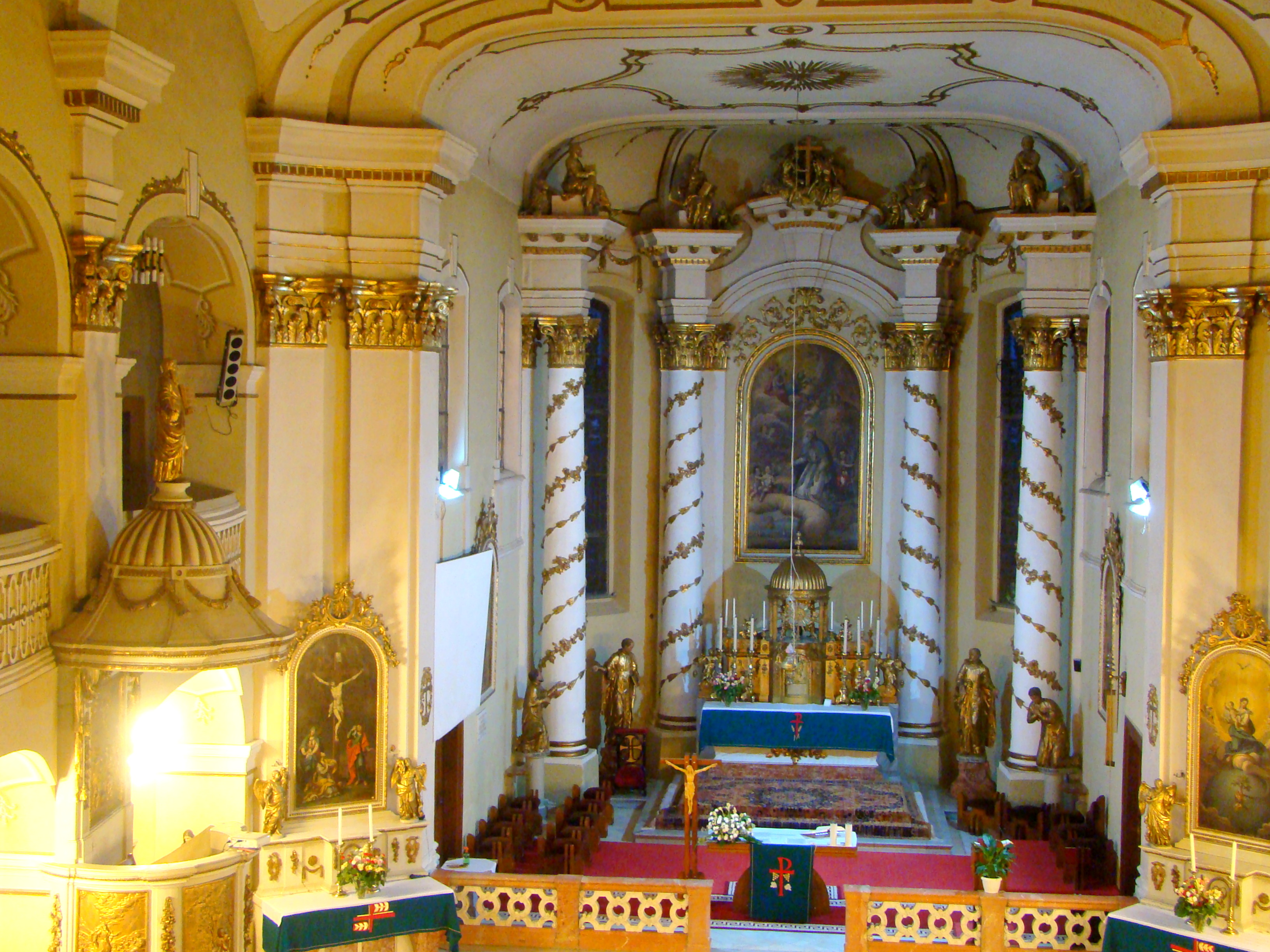
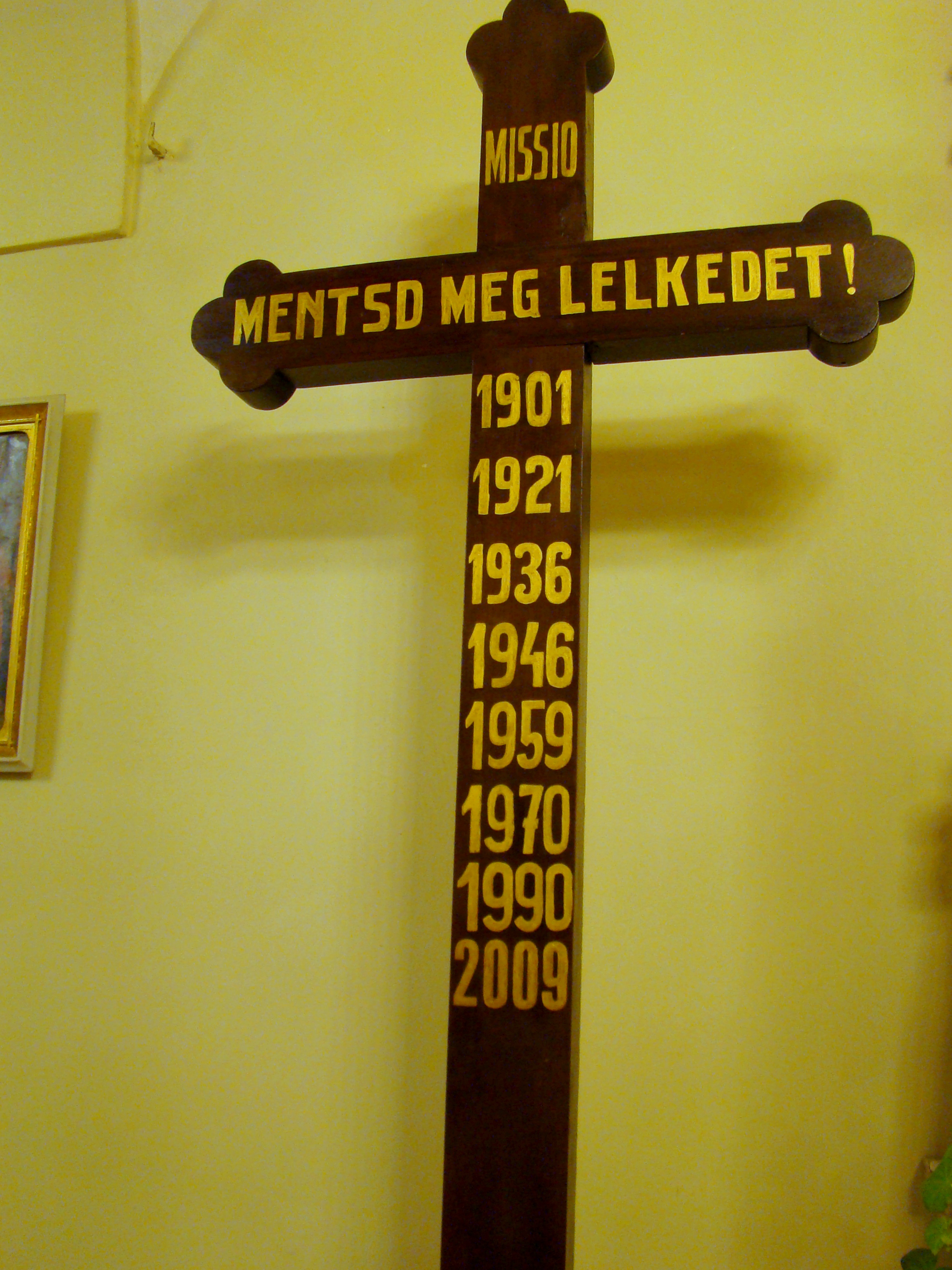

## Istoric și trăsături
Pe locul unde s-au construit biserica și casa parohială exista probabil o biserică încă din secolul al XIII-lea, preotul acesteia, Ștefan (Stephanus) fiind amintit în listele dijmelor papale din 1333.
Biserica medievală a suferit mari daune în timpul năvălirii tătarilor din anul 1661, starea ei degradându-se și mai mult în decursul secolului al XVIII-lea.
Parohul Ferenc Kadicsfalvi Török a inițiat construirea unui nou lăcaș de cult. Biserica actuală a fost construită între anii 1787 și 1793, are o lungime de 38 m și o lățime de 18 m. În anul 1793 episcopul Ignác Batthyány a sfințit noua biserică.
Fațada vestică a bisericii este pusă în evidență de turnul cu siluetă barocă, cu o înălțime de 40 m. Planul bisericii este tot unul specific barocului: spațiul enoriașilor are trei nave, navele laterale fiind mai înguste și mai scurte. În continuarea navei principale foarte late se află un cor poligonal mai îngust și mai scund, iar în axa colateralelor se găsește câte o sacristie alungită, accesibilă din cor.
Spațiile primului nivel al colateralelor sunt boltite, tribunele sunt tăvănite, iar deasupra navei principale se află o boltă turtită de lemn, un tip de tavan folosit pe scară largă la sfârșitul secolului al XVIII-lea. „Arcele dublou" ale navei sunt sprijinite de pilaștrii stâlpilor care despart navele. „Bolta" este decorată de cartușe aurite de stuc, aurite fiind și capitelurile de ordin compozit ale pilaștrilor.
Orga are trei dulapuri dispuse simetric, instrumentul muzical fiind opera din 1879 a constructorului de orgi din Târgu Secuiesc, István Kolonics.
Patrimoniul mobil extrem de valoros mai cuprinde altarul principal, cele patru altare laterale (două în nava principală și câte unul în colaterale) și amvonul montat pe unul dintre stâlpi, toate aurite pe un fond alb.

## Altarul principal
Altarul principal, închinat Sfântului Nicolae, dispune de patru coloane uriașe, cu decor de vrejuri aurite. Tabloul altarului îl reprezintă pe Sfântul Nicolae, opera pictorului clujean Mátyás Veres. Pe coloane se află statuile aurite ale celor patru evangheliști, iar în vârful altarului două figuri de îngeri arată spre cruce. Jos sunt amplasate statuile de lemn, ale sfinților iezuiți (Sf. Francisc de Xavier, Sf. Ignațiu de Loyola, Sf. Francisc Borgia și Sf. Stanislaus Kostka). Tabernacolul altarului este aurit, cu cupolă, purtând stema IHS (simbolul euharistiei) are doi îngeri cu sfeșnice pe cele două laturi.

## Altarele laterale
Cele patru altare laterale sunt de asemenea operele atelierului Hoffmayer, cele din nava principală sunt mai înalte și mai bogat decorate. Tabloul altarului din partea dreaptă este Fecioara Victorioasă, cel din stânga are un tablou reprezentând Crucificarea.
Altarul din colaterala din stânga a fost închinat Sfântului Alois Gonzaga, cel din colaterala din dreapta Sfântului Ioan Nepomuk; tablourile au fost pictate probabil de același meșter care a pictat și tabloul altarului principal.

## Amvonul
Amvonul dispune de un decor sculptural de înaltă calitate artistică, compoziția sa fiind identică cu amvoanele din catedrala de la Alba Iulia și biserica armeană din Gherla, opera tot ale Simon Hoffmayer. Corpul amvonului are trei reliefuri aurite: Învierea Morților, Semănătorul și Moise. Pe panoul din spate al amvonului se poate vedea relieful Misiunea Apostolilor, iar pe vârful coronamentului se află figura Sfântului Pavel, cu o carte deschisă în mână.

## Vezi și
- Odorheiu Secuiesc
- Mănăstirea franciscană din Odorheiu Secuiesc

## Imagini din exterior

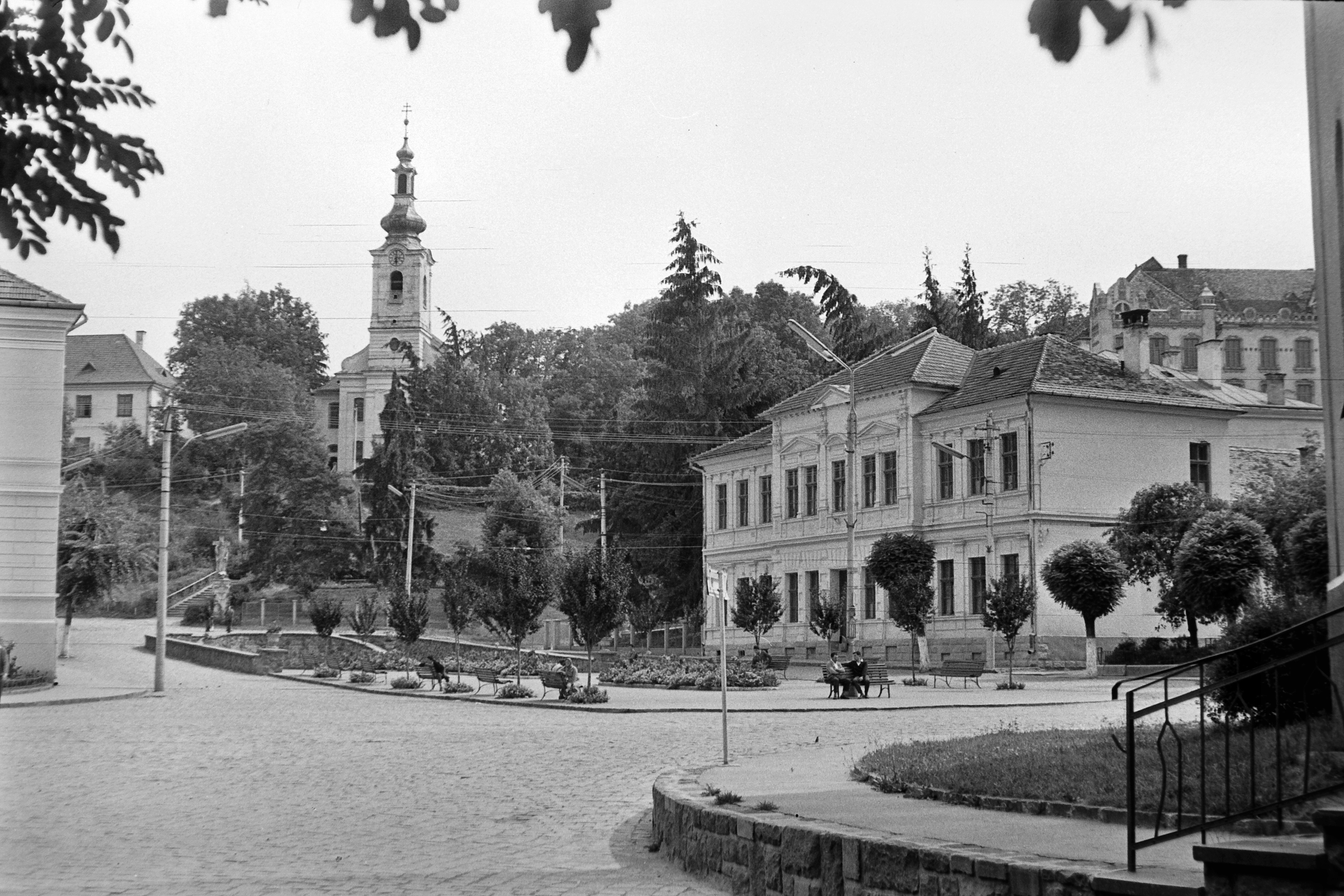
Imagine de arhivă
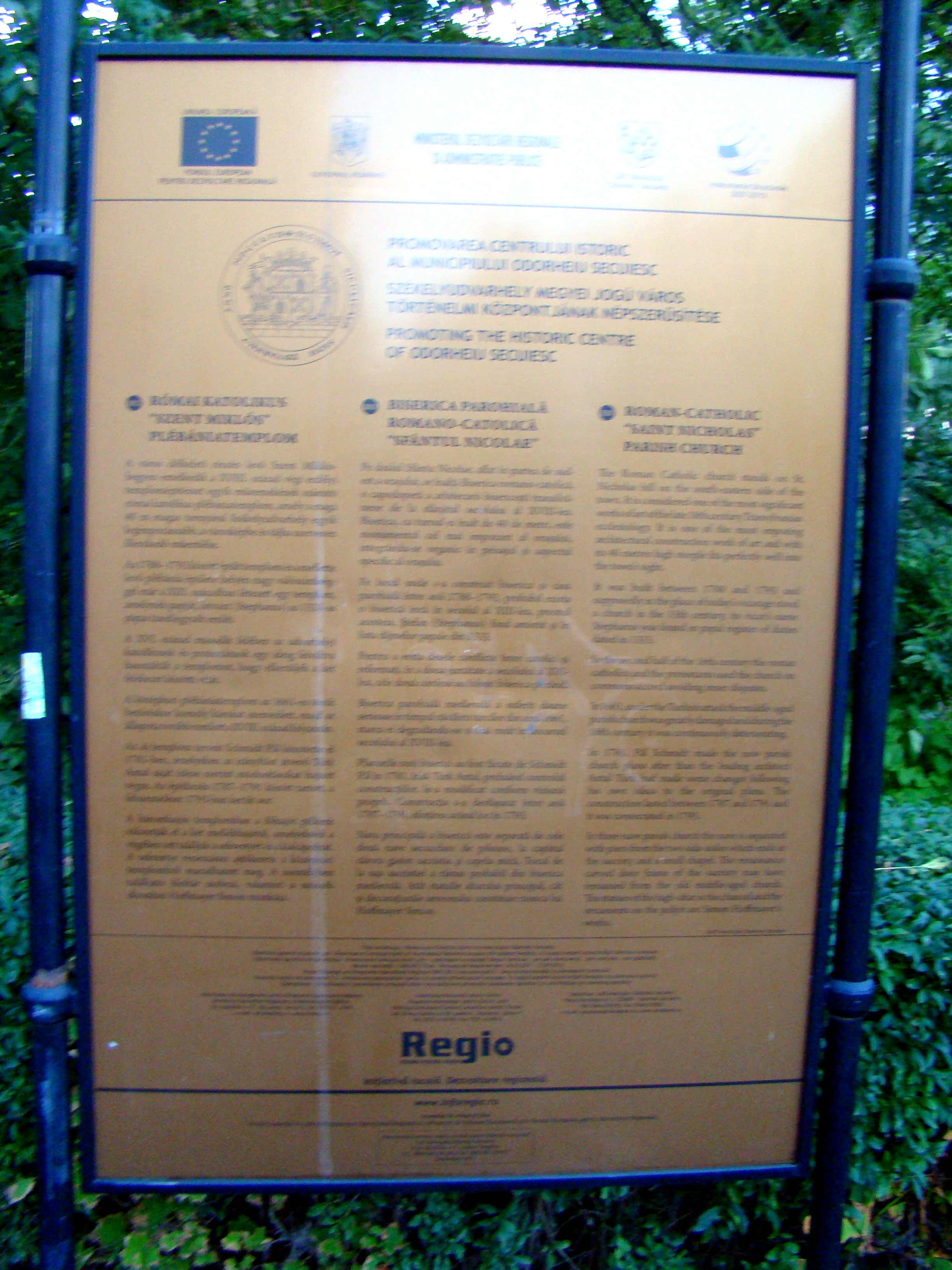
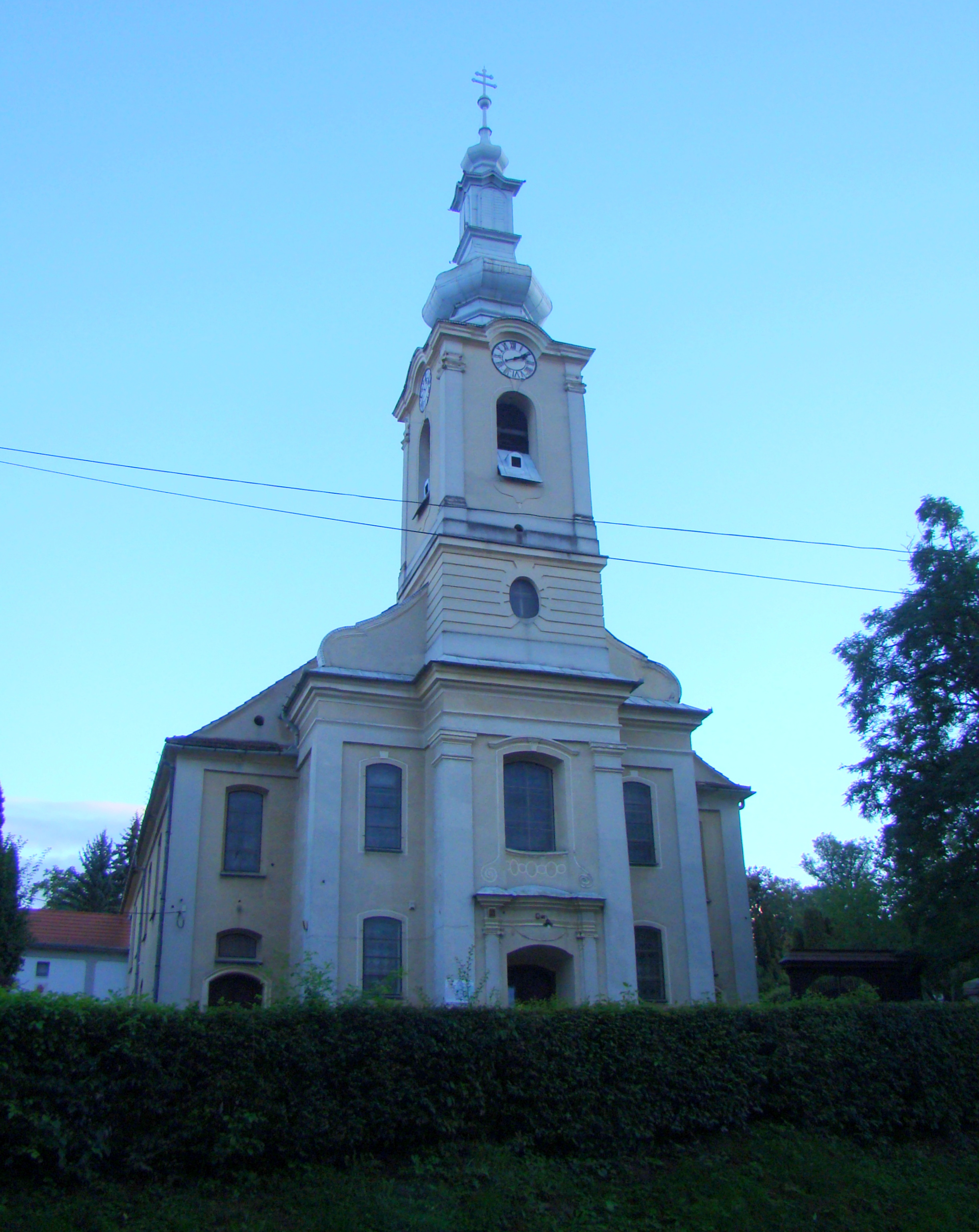
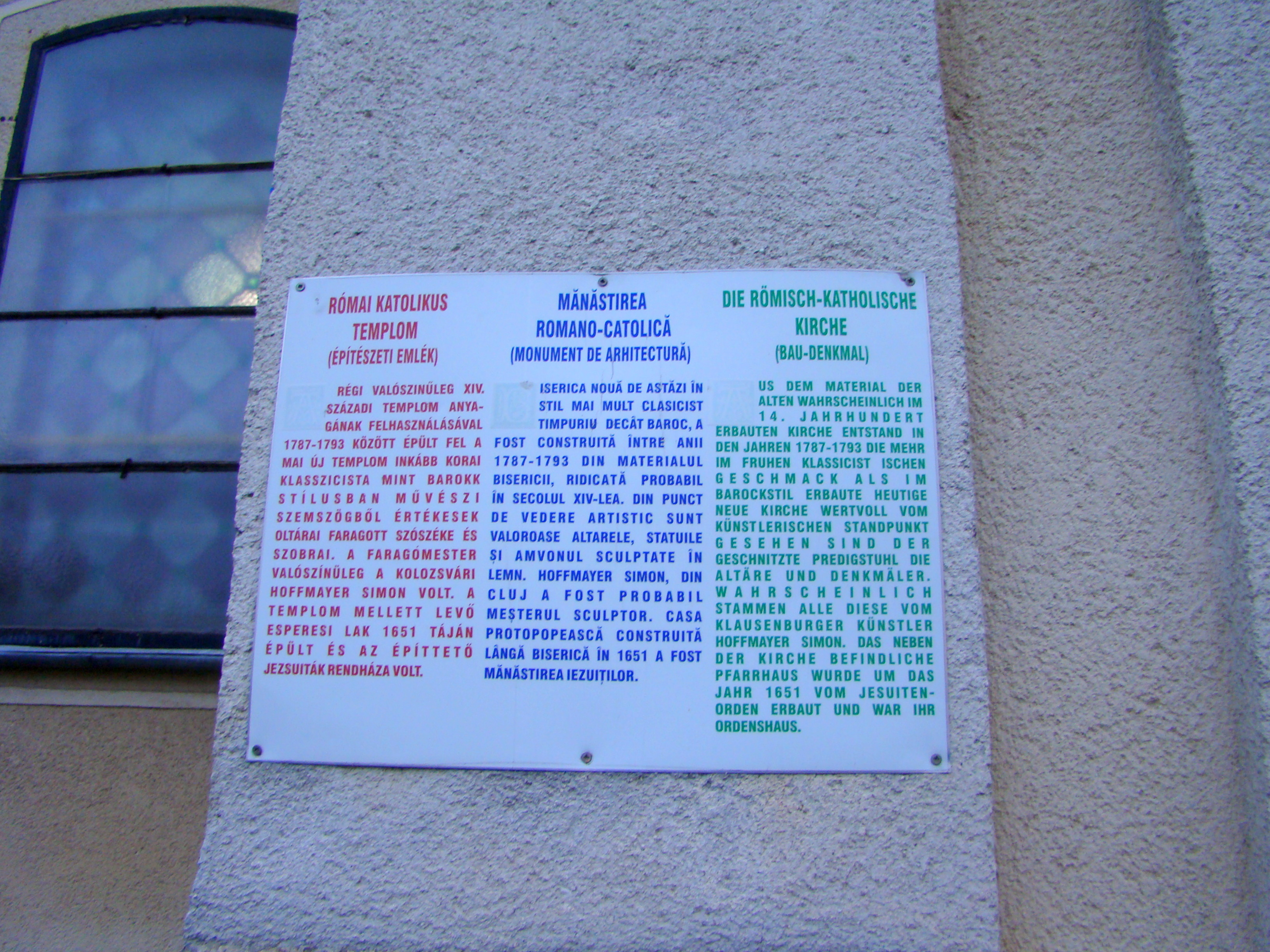
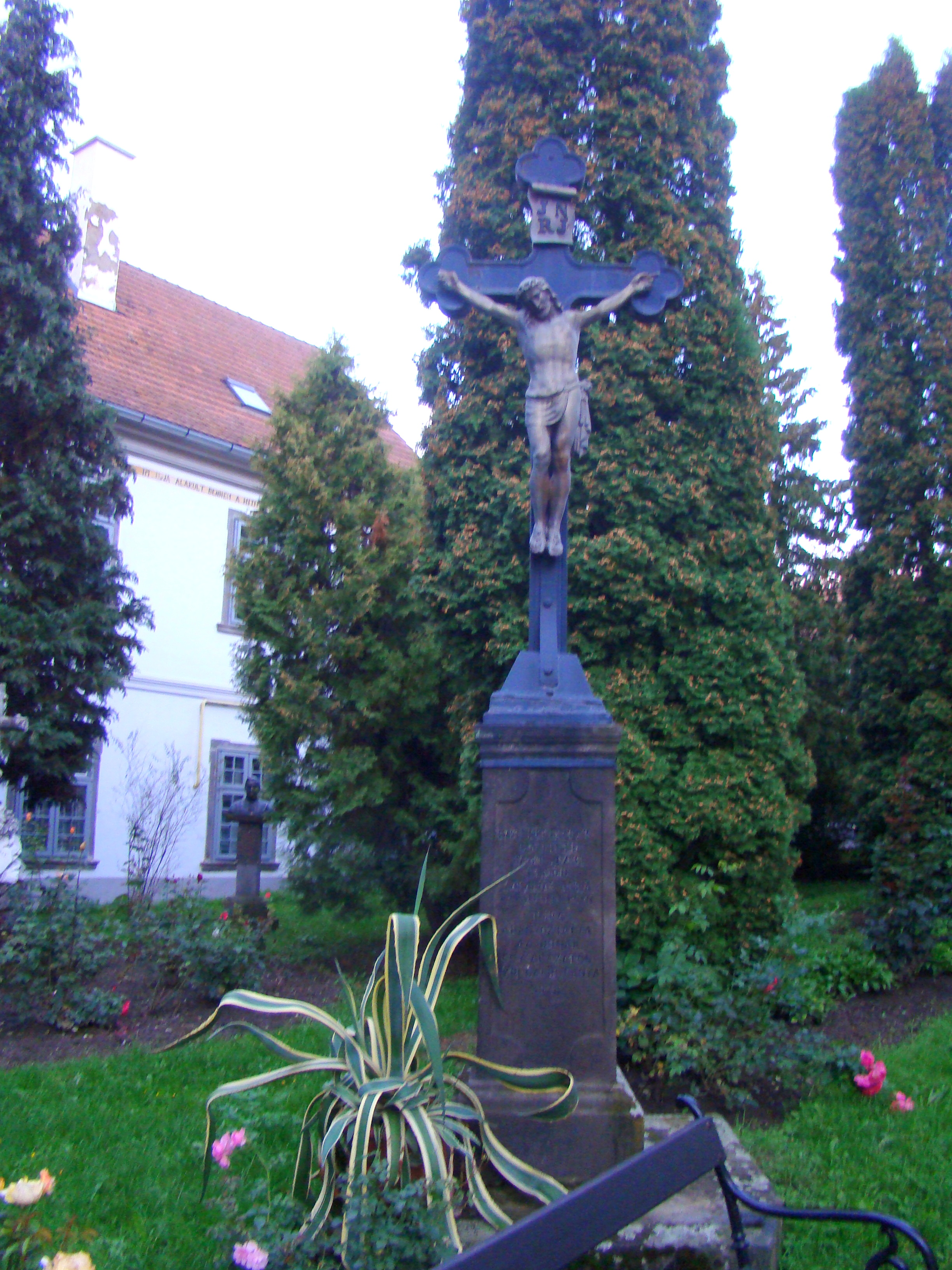
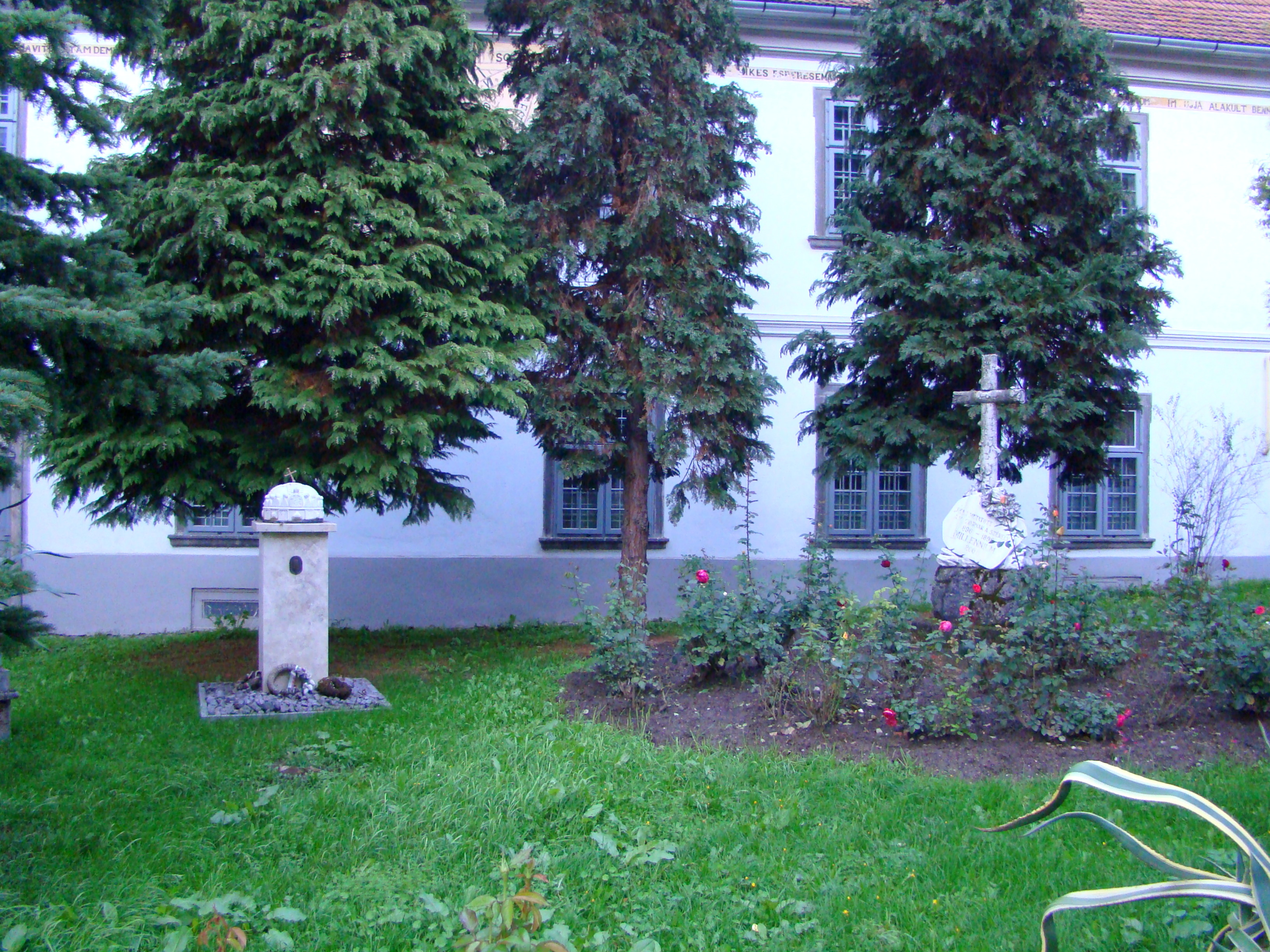
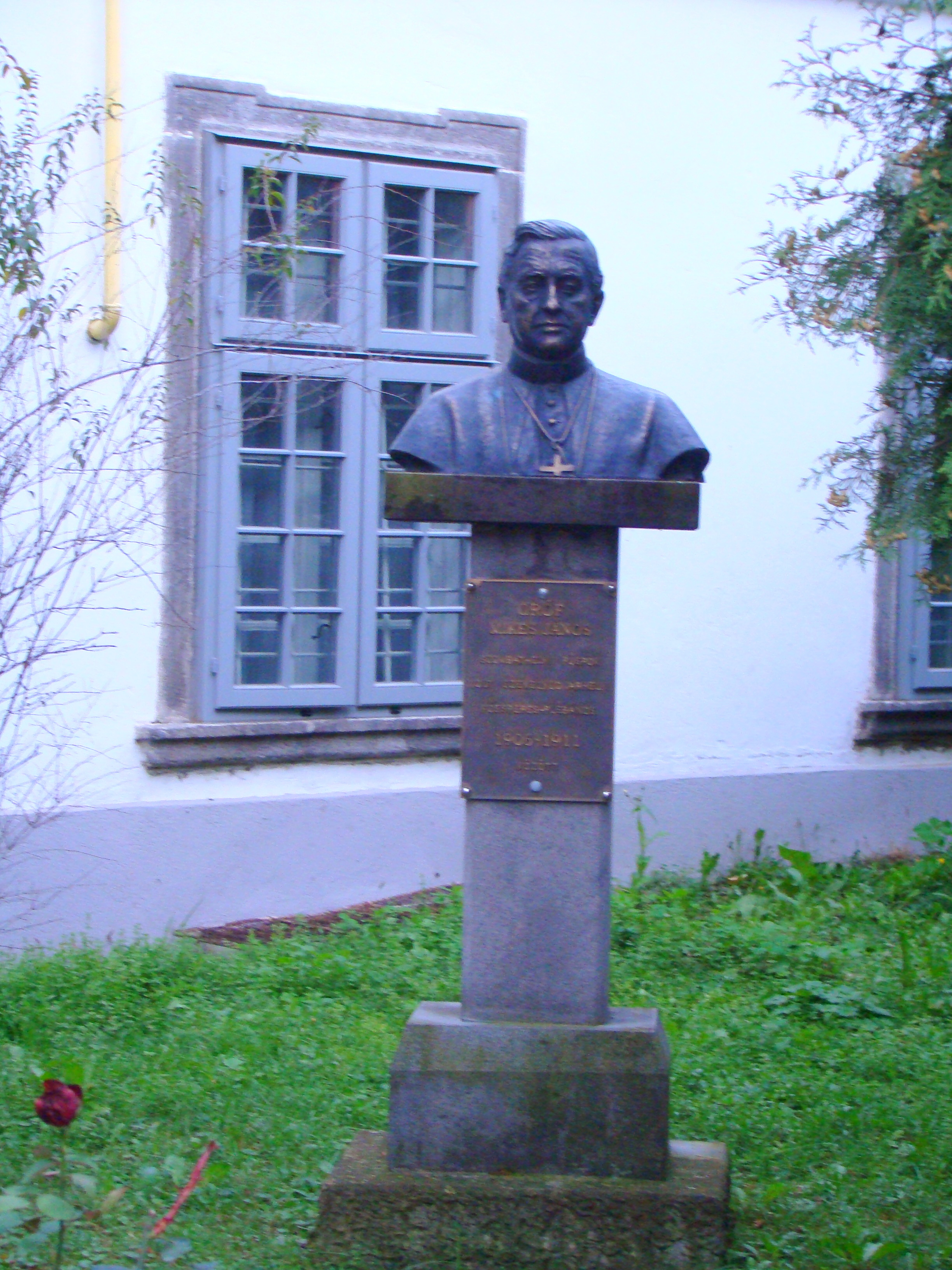
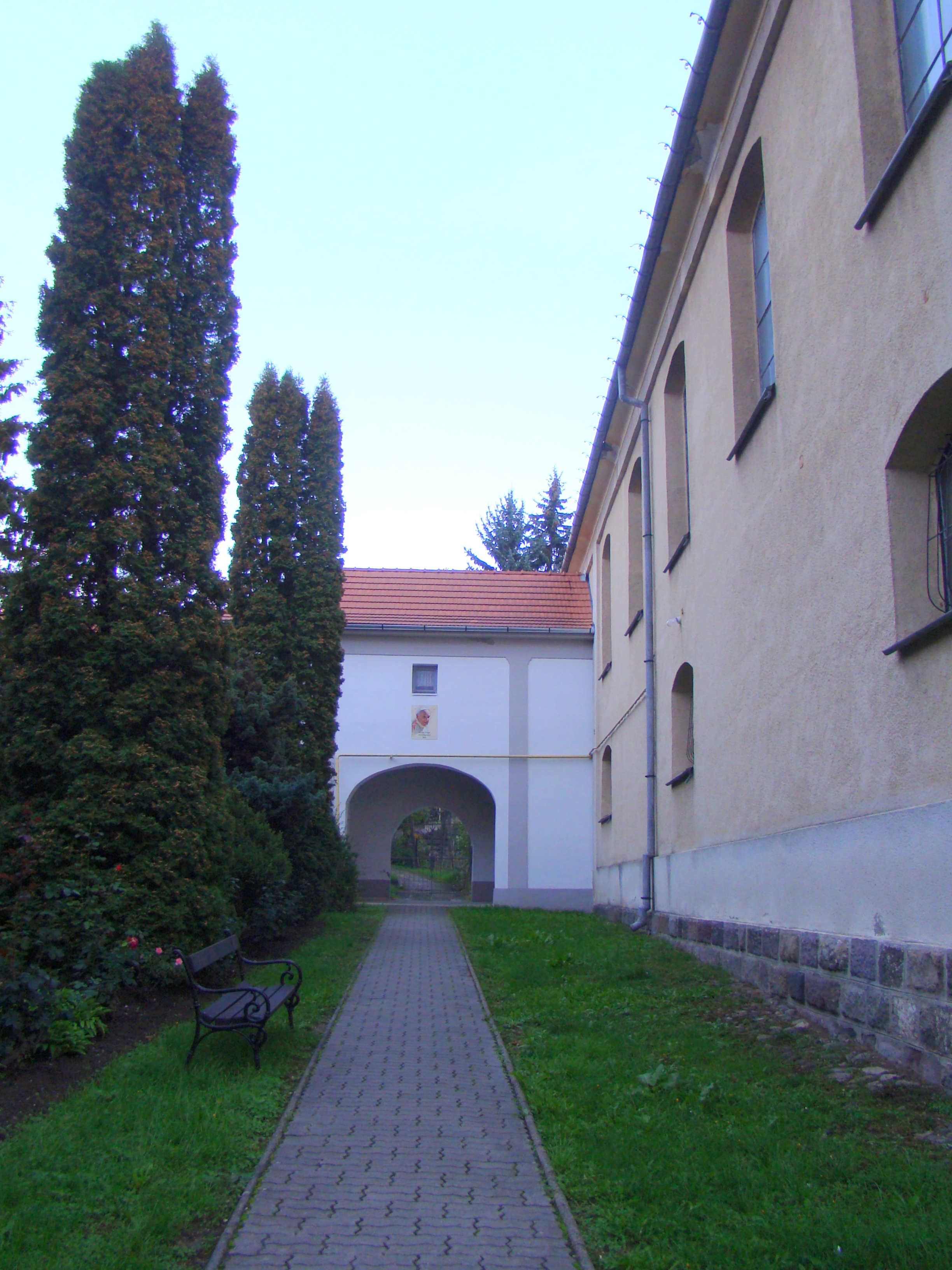
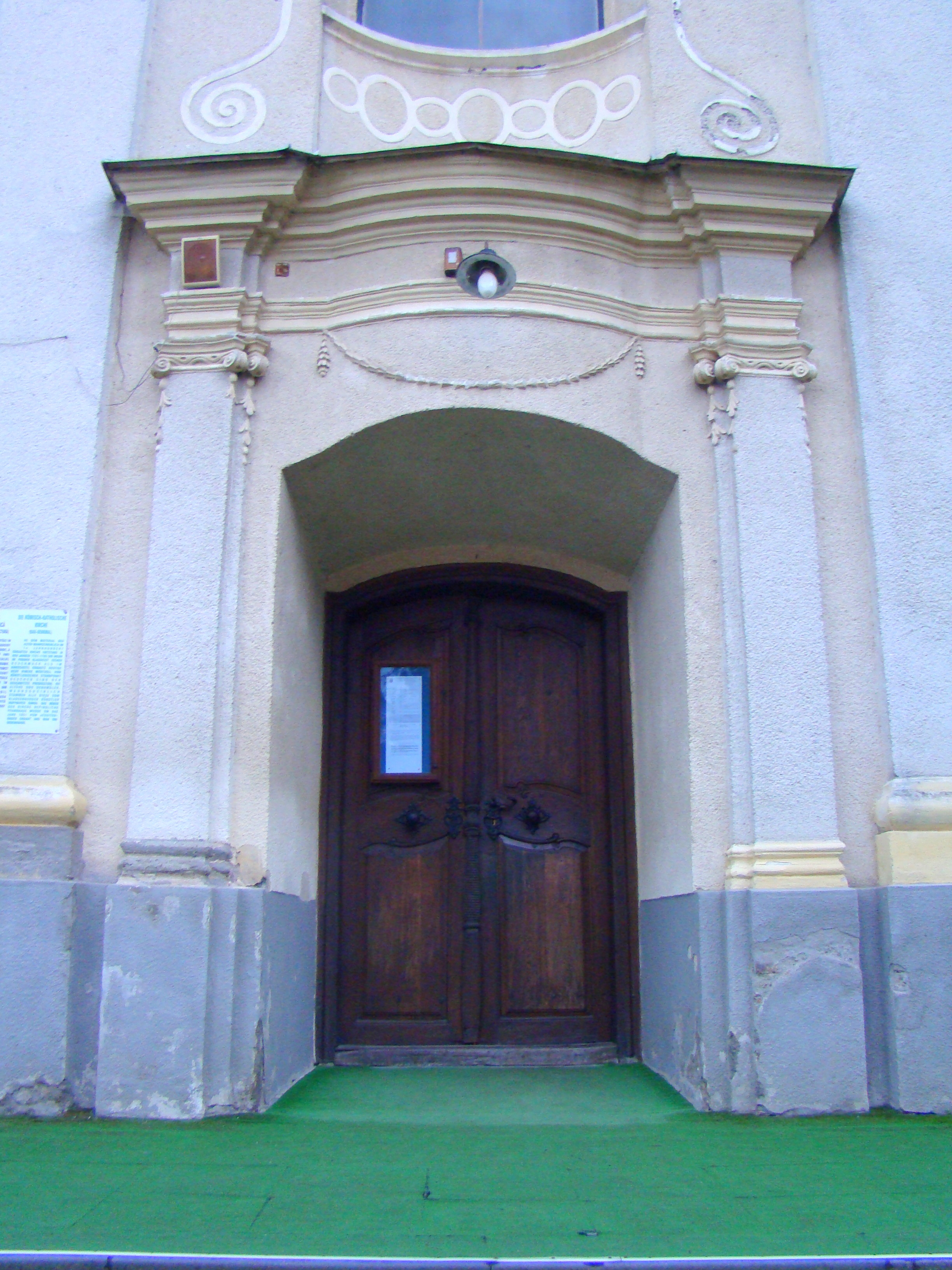
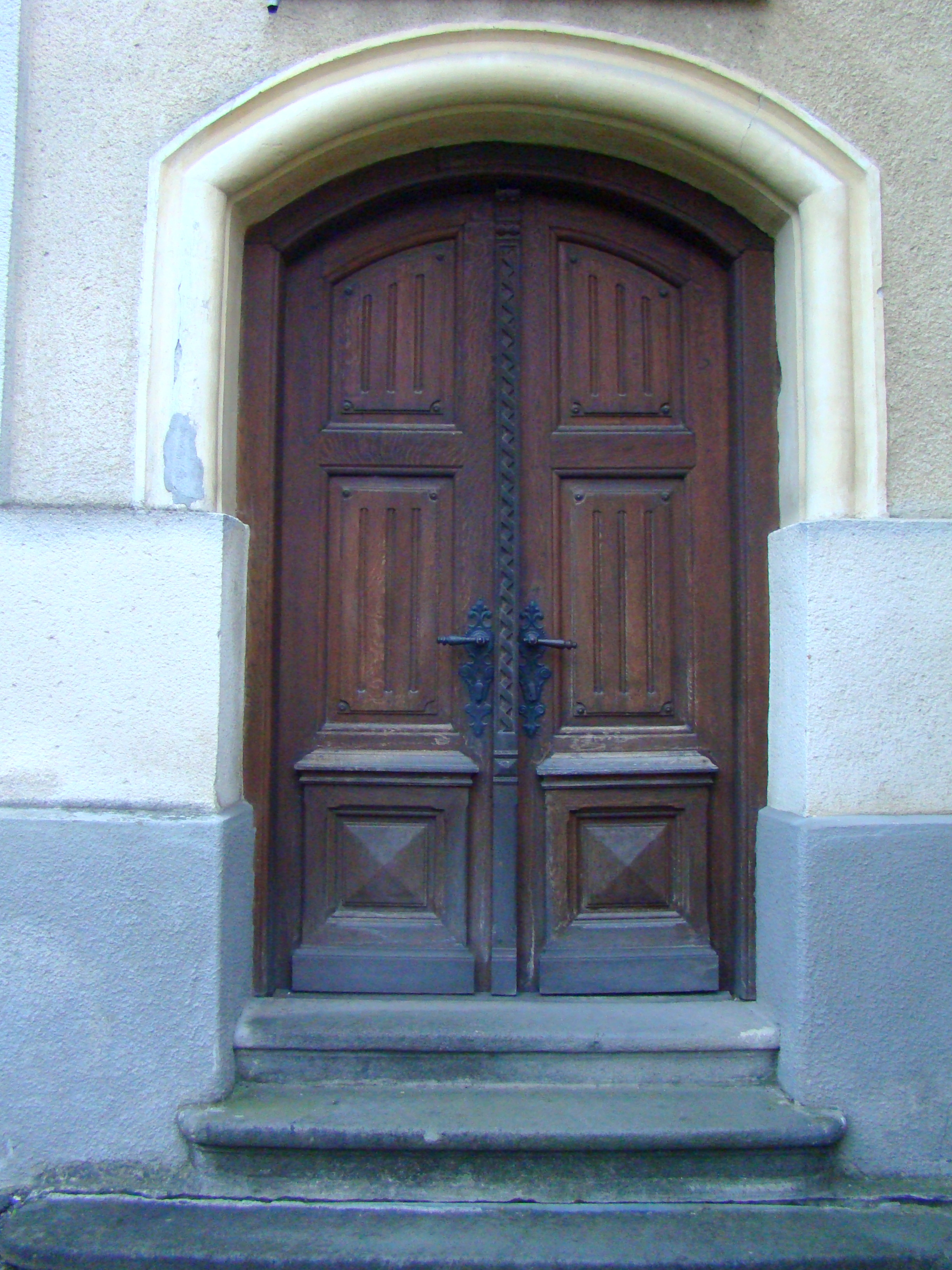
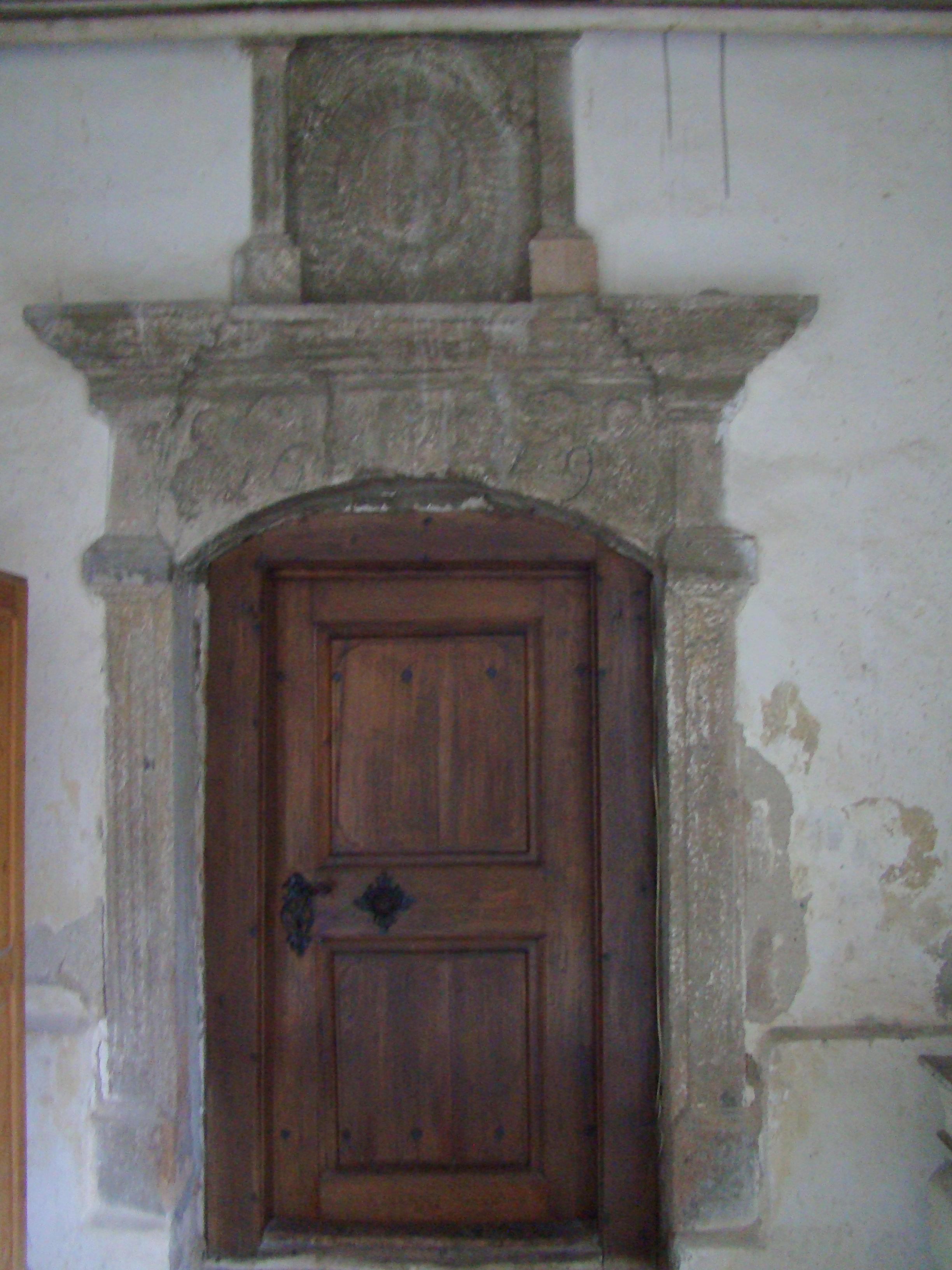
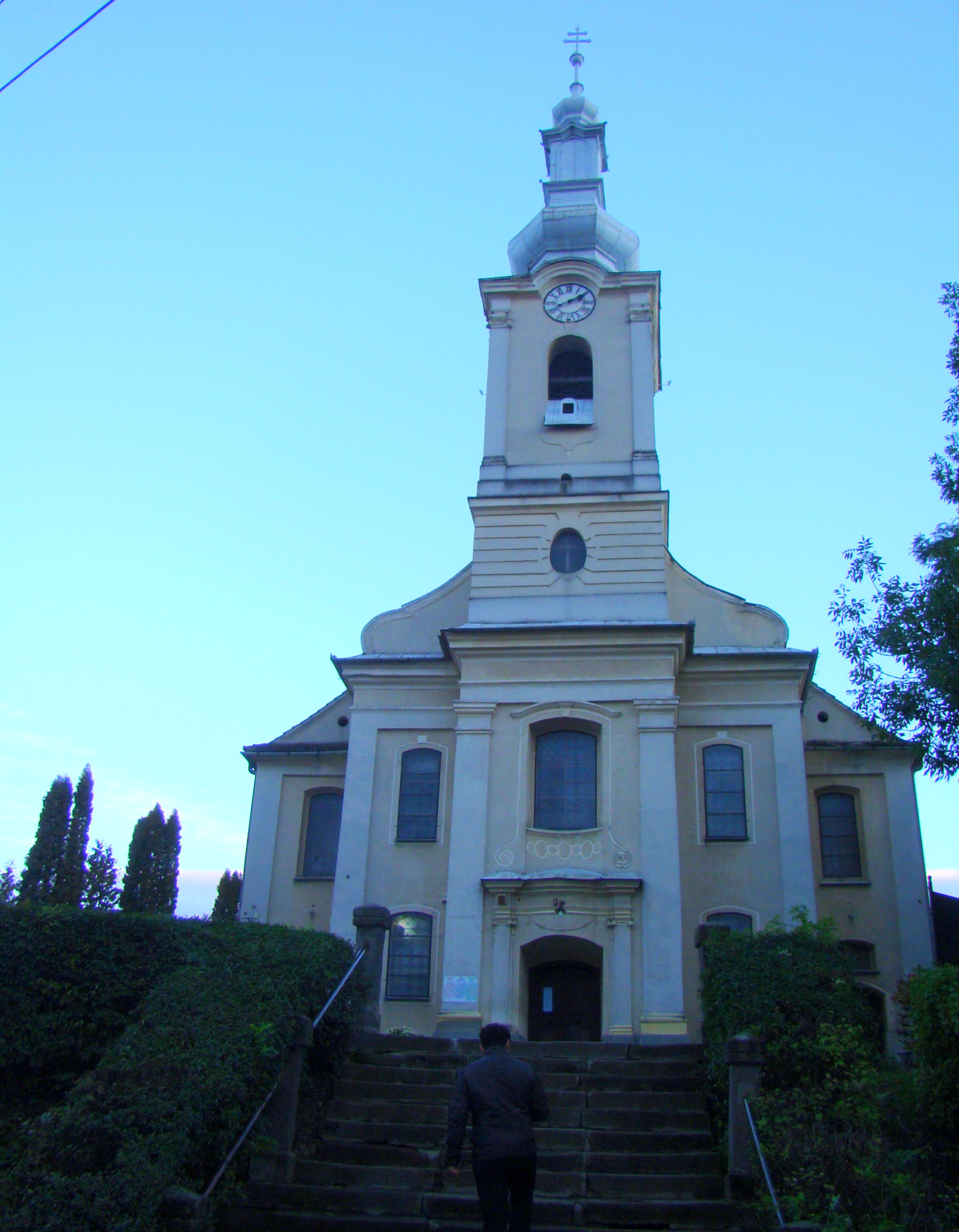
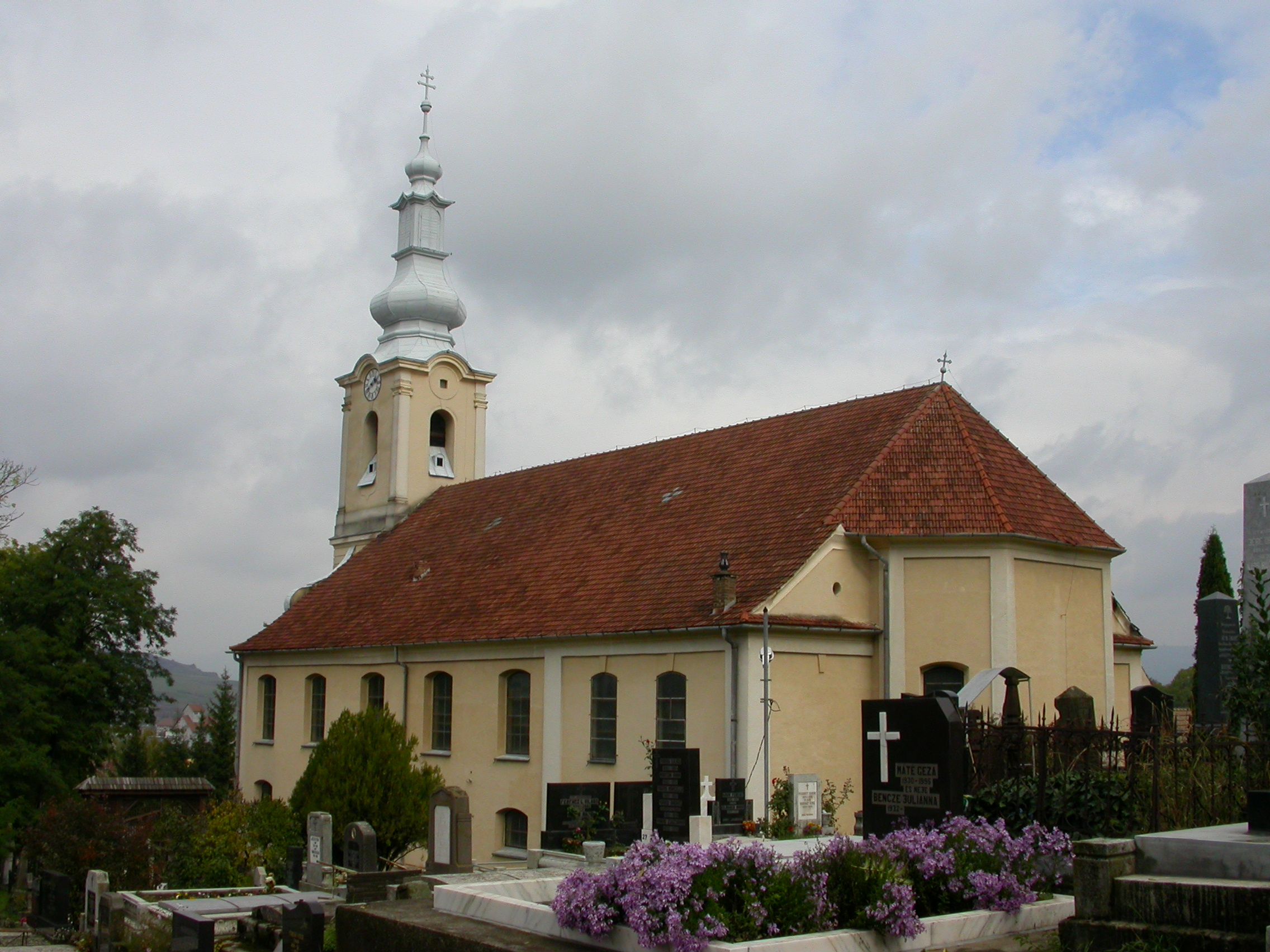
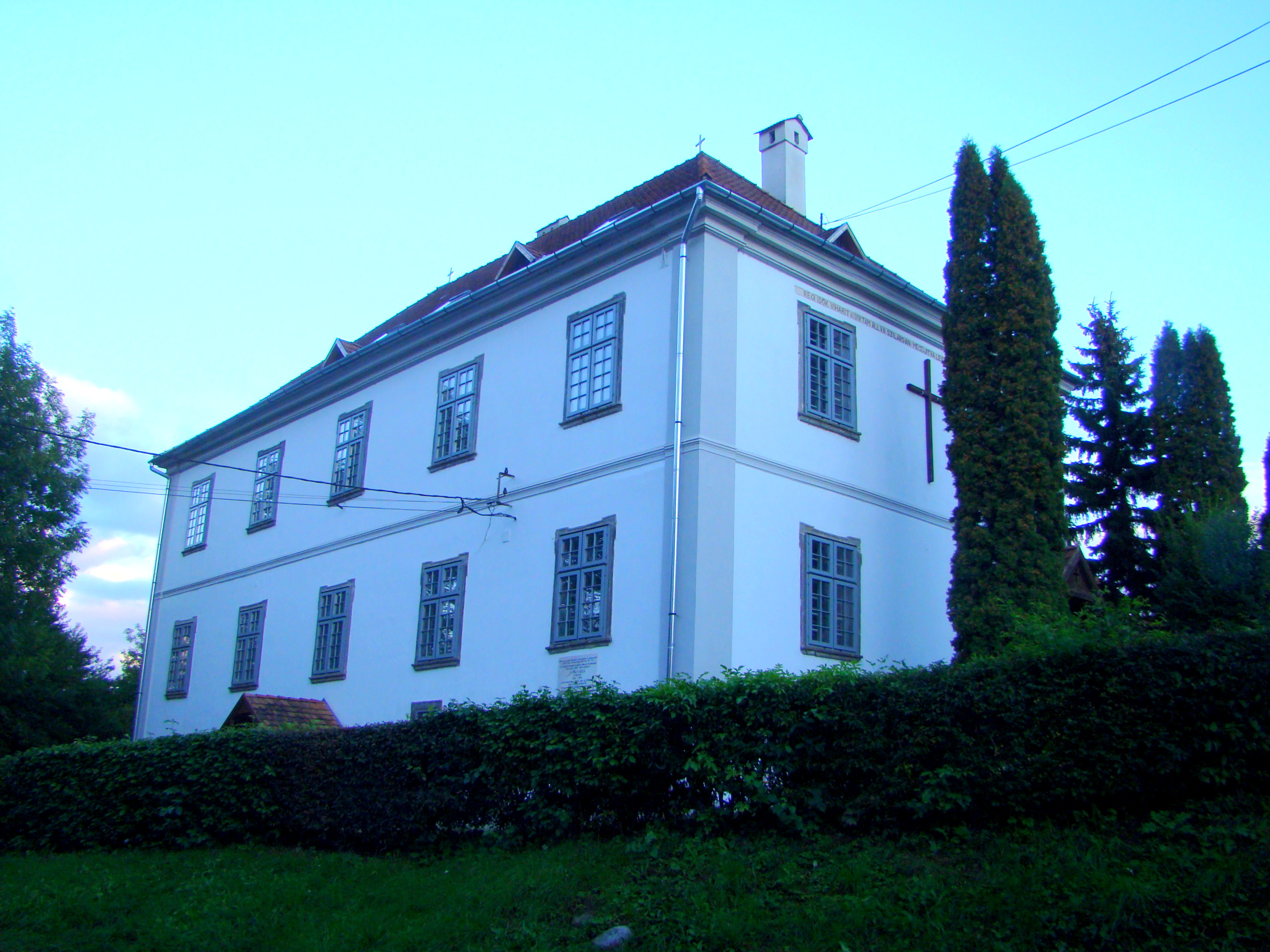
Casa parohială romano-catolică, fosta mănăstire a iezuiților (monument istoric)
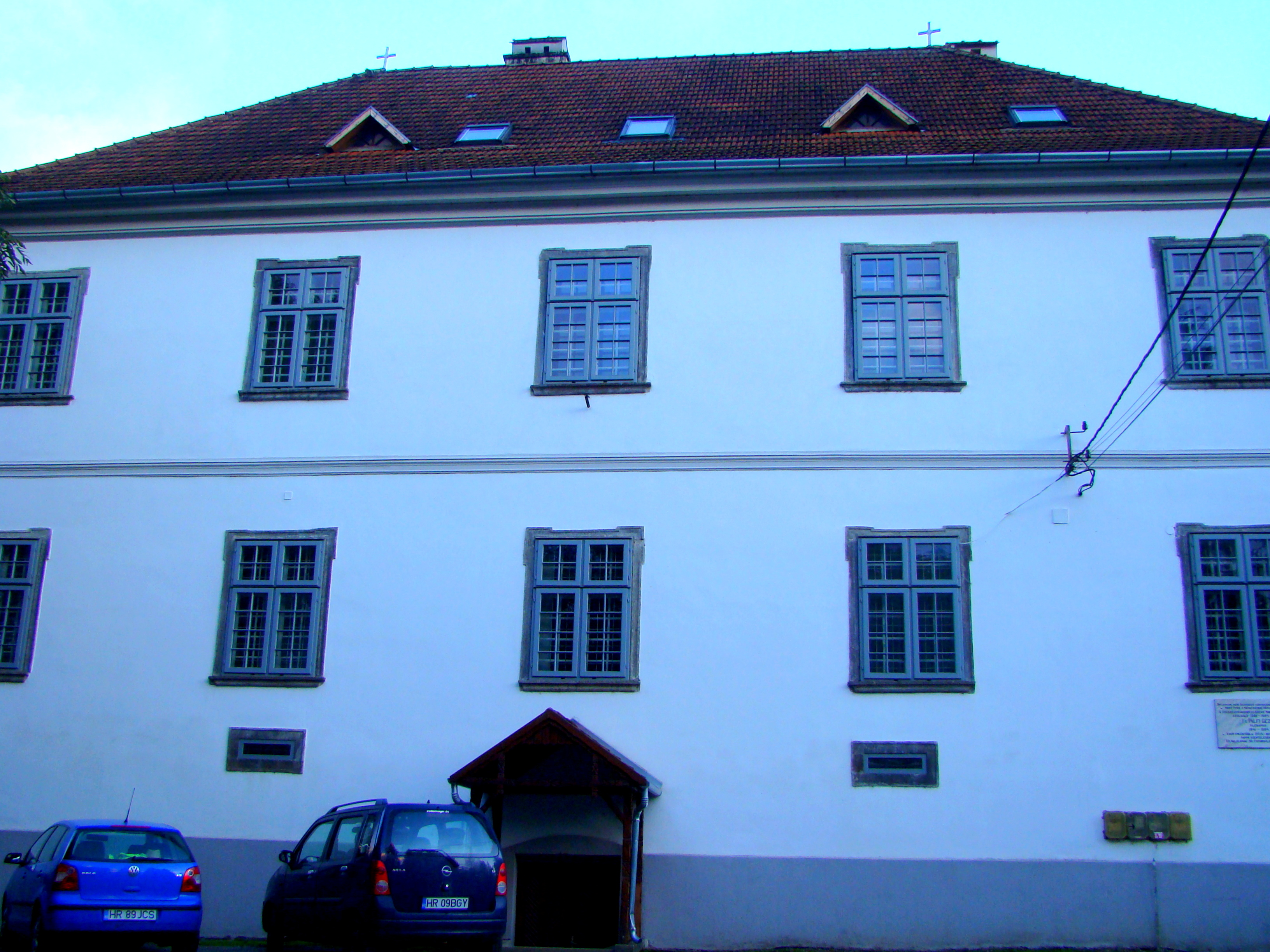
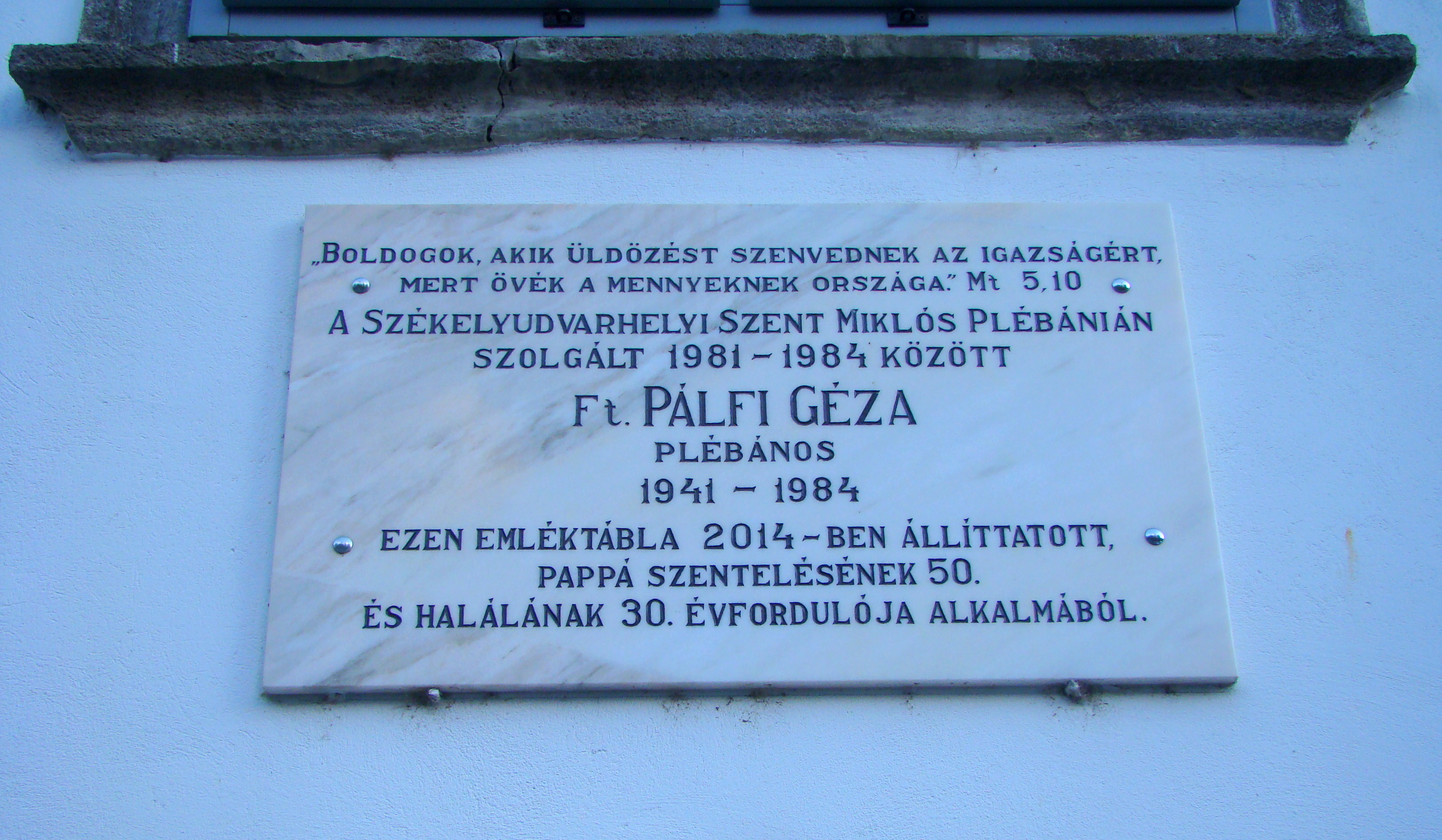
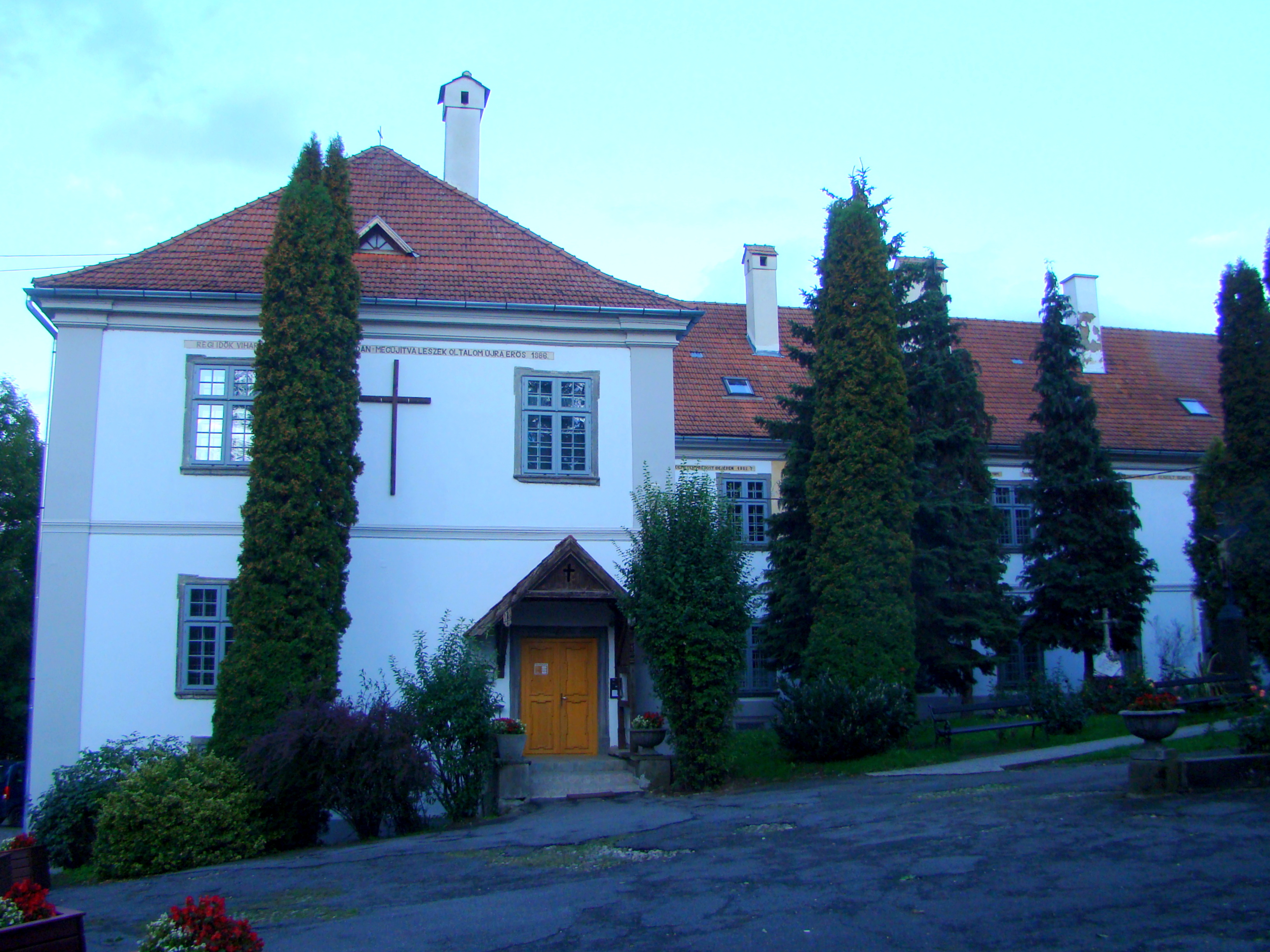
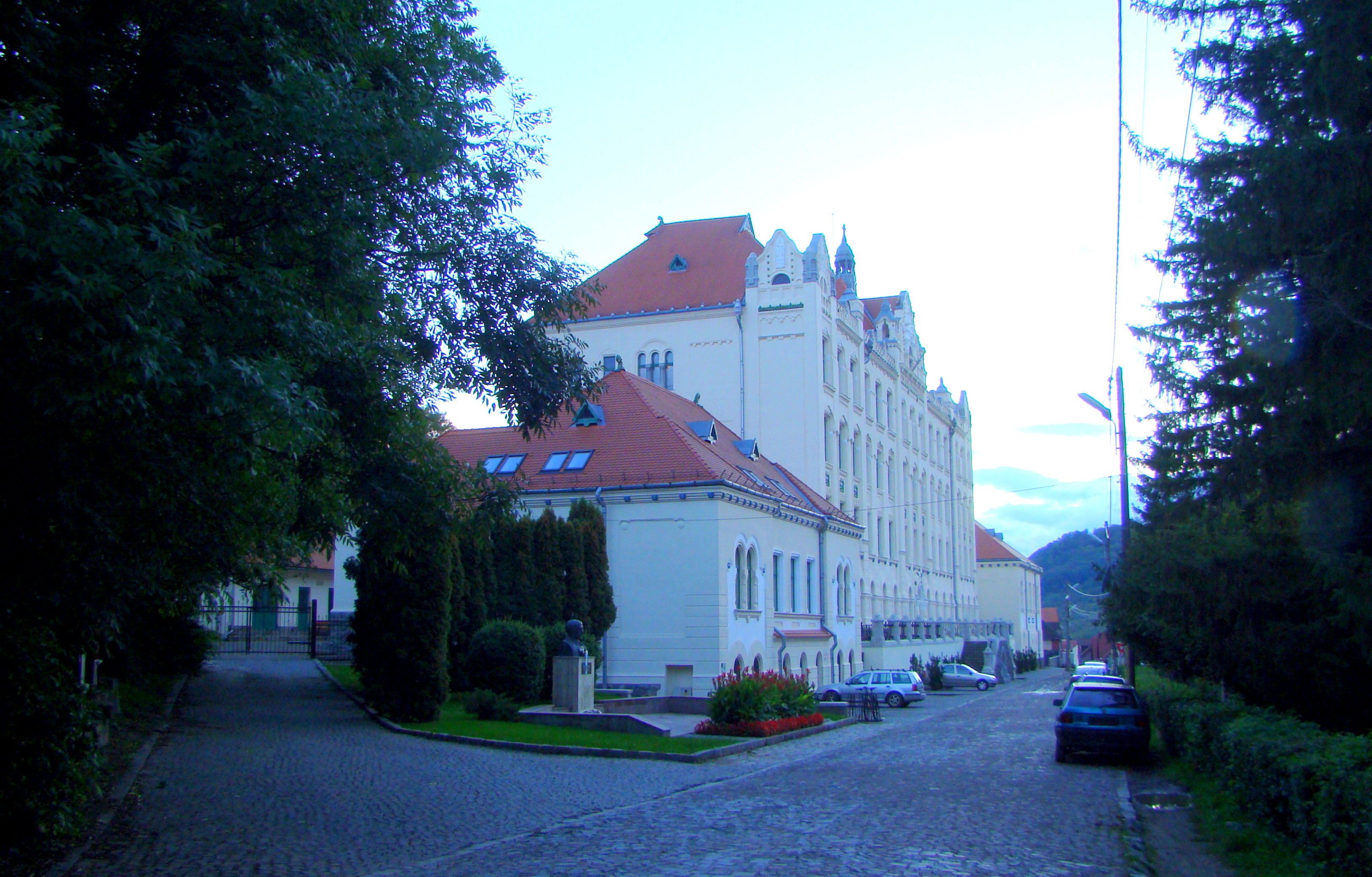
Liceul Teoretic „Tamási Áron”, mai demult Liceul Romano-Catolic din Odorheiu Secuiesc (monument istoric)